# Abbaye de Royaumont
L'abbaye de Royaumont est un ancien monastère cistercien situé dans le hameau de Baillon à Asnières-sur-Oise dans le Val-d'Oise, à environ trente kilomètres au nord de Paris.
Elle est construite entre 1228 et 1235 sous l'égide de Saint Louis, et est alors une des plus importantes abbayes de France. Elle demeure abbaye cistercienne jusqu'à la Révolution française, elle est vendue comme bien national et devient un site industriel textile. Elle retrouve sa vocation religieuse en 1864, jusqu'aux lois Combes en 1905. L'abbaye est alors rachetée par Jules Goüin, et son petit-fils Henry, industriel et mélomane, en ouvre les portes aux artistes, y organise des concerts et en fait un lieu de création musicale et culturelle. Il la donne à la Fondation Royaumont qu'il a créée en 1964, première fondation privée à but culturel, qui assure depuis lors la gestion des lieux.
L'édifice est classée aux monuments historiques depuis 1927 pour ses vestiges, et 1948 pour les bâtiments de l'abbaye et le parc.

## Histoire

### Abbaye cistercienne (1228-1791)

#### La fondation (1228-1235)

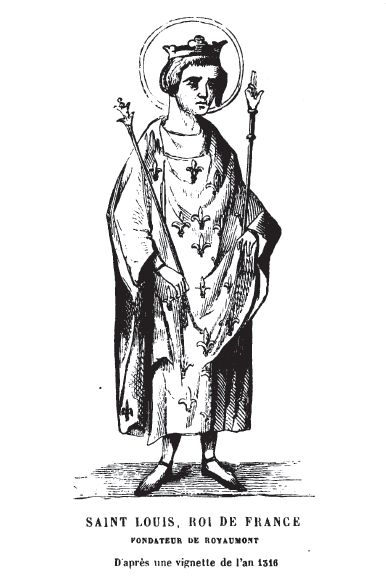
Louis IX, devenu Saint-Louis, fondateur de l'abbaye. Unique représentation fidèle connue du roi.

Louis VIII avait prononcé comme l'un de ses derniers vœux la fondation d'un monastère dédié à la Vierge et affilié à Saint-Victor de Paris. Ses joyaux et couronnes devaient être vendus pour assurer le financement. L'on ignore toutefois pour quel motif le choix de son fils, le roi saint Louis, se porta sur l'ordre de Cîteaux ; une explication possible est que l'assistance du jeune roi et de sa mère Blanche de Castille à la consécration de l'abbatiale de Longpont le 24 octobre 1227 a pu être décisive. Pareillement Blanche de Castille fondera-t-elle elle-même deux abbayes cisterciennes, Maubuisson (1241) et le Lys (1244). Toujours est-il que la charte de fondation de Royaumont fut promulguée dès 1228, tout comme l'affiliation à Cîteaux et la consécration à la Vierge. Louis IX acheta les terrains au lieu-dit Cuimont, connu aussi comme Coctus mons, auprès du monastère Saint-Martin à Paris. Le choix du lieu fut sans doute influencé par la proximité avec le château royal d'Asnières-sur-Oise (aujourd'hui sur la même commune). Royaumont allait devenir la 199e abbaye cistercienne et la 21e filiale directe de Cîteaux. Avec l'abbé de cette abbaye, Louis IX négocia l'envoi d'un nombre suffisant de moines (dès le début, il y aura 114 moines et une quarantaine de frères convers). Le lieu Cuimont fut rebaptisé en Mons Regalis dans la charte de fondation rédigée en latin, traduit par mont Royal ou Royaumont.

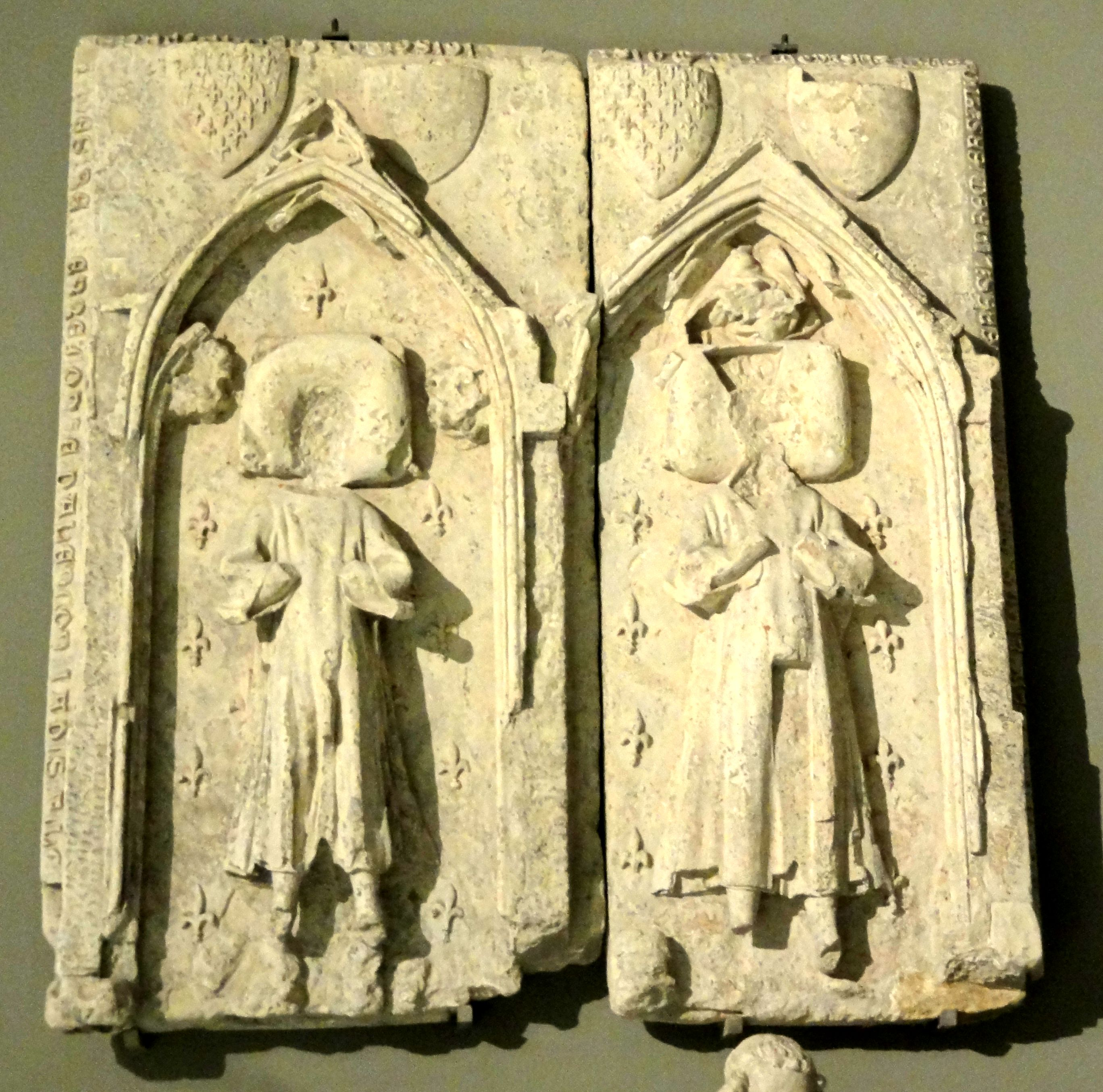
Pierres tombales de deux petits-fils de saint Louis.

Les recherches n'ont toujours pas pu identifier l'architecte de Royaumont, cas fréquent des grandes réalisations du XIIIe siècle. La construction de l'abbaye fut achevée le 19 octobre 1235, seulement sept ans après la charte de fondation. Le chantier fut exécuté avec une rapidité étonnante et engagea une somme colossale, cent mille livres parisis selon Guillaume de Saint-Pathus, biographe de saint Louis au début du XIVe siècle. Cette somme correspondait peu ou prou aux deux tiers des revenus annuels de la Monarchie. Pendant toute la période de construction, le roi surveillait l'avancement des travaux de près ; l'on sait qu'il vint dix-neuf fois à Royaumont, soit deux à trois fois par an. Lors de sa présence, il participa activement à la vie du chantier en prêtant la main aux artisans, porta pierre et mortier.

#### L'abbaye du temps de saint Louis (1235-1270)

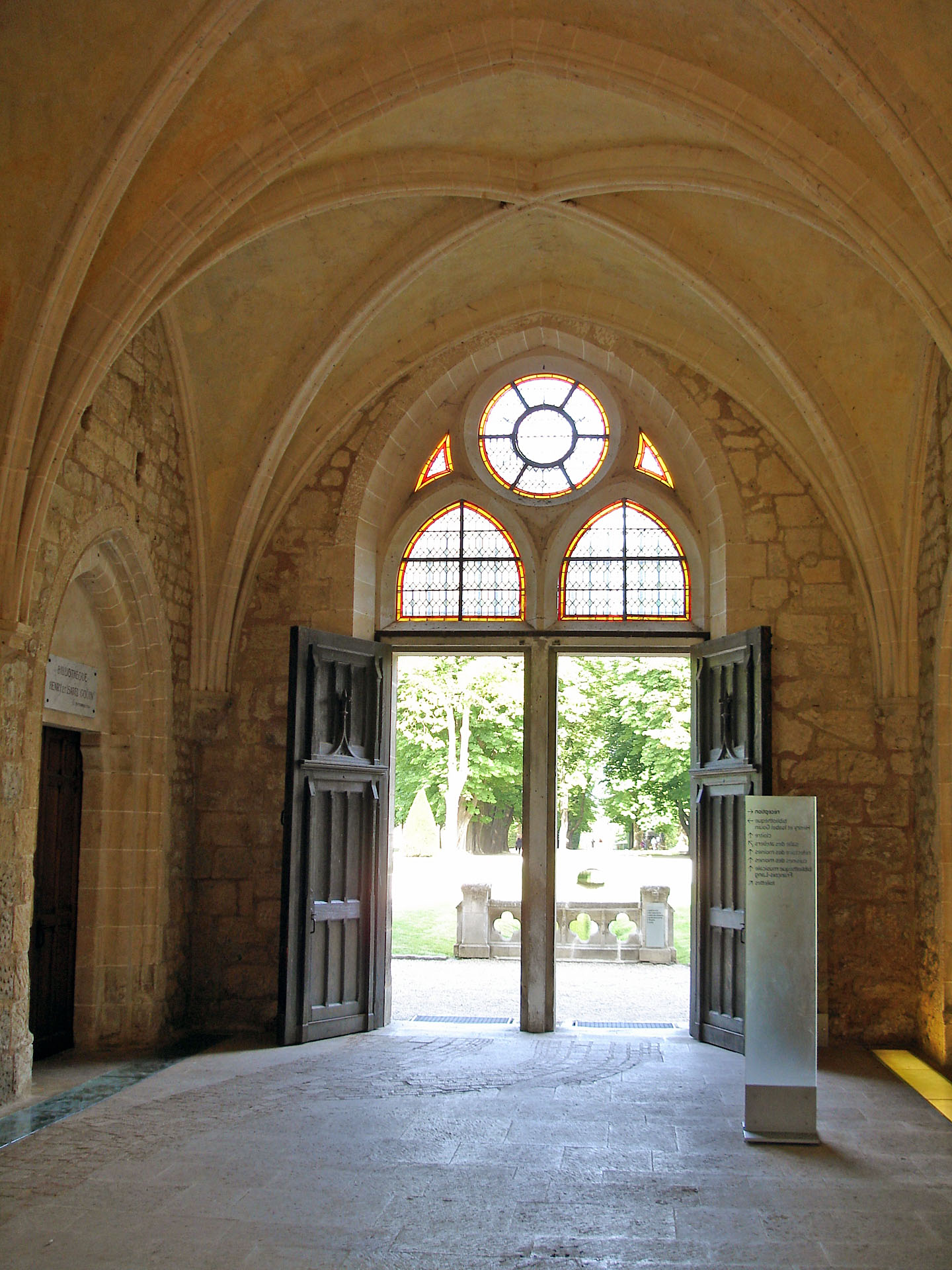
Le passage-parloir, actuelle entrée.

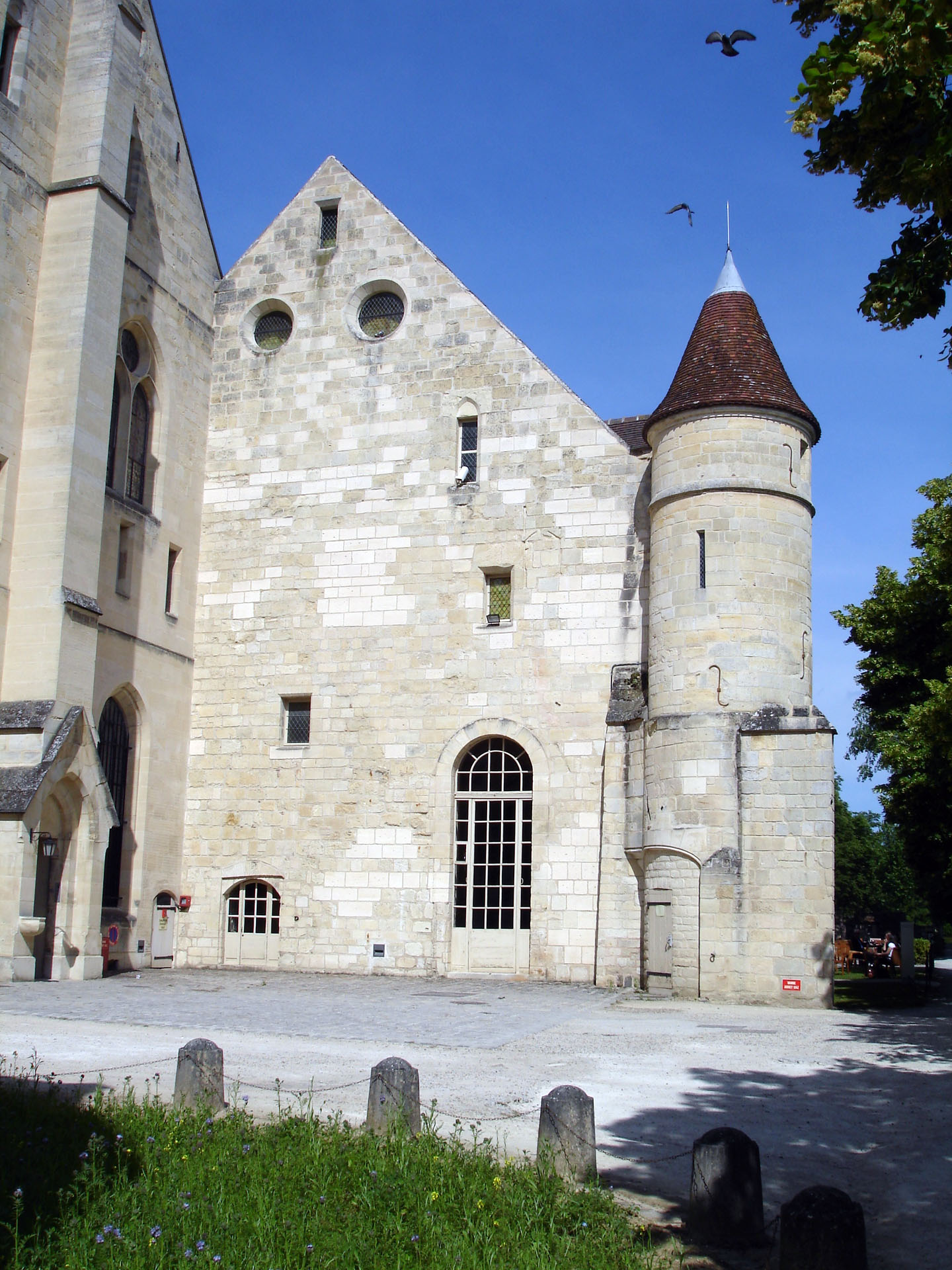
Pignon ouest du bâtiment des latrines, avec la tour de guet pris longtemps pour la prison de l'abbaye.

Son statut d'abbaye royale comme son pendant, l'abbaye de Maubuisson, lui confère un statut exceptionnel : elle n'est pas sous la dépendance d'une des « filles » de Cîteaux que sont les abbayes de La Ferté, Pontigny, Clairvaux et Morimond, mais relève directement de l'abbaye mère de Cîteaux. L'abbaye est un lieu ouvert et soumis à la volonté royale, elle accueille le dominicain Vincent de Beauvais, précepteur des enfants royaux. Il est probable que la bibliothèque de Royaumont ait d'ailleurs joué un rôle dans l'élaboration de l'encyclopédie Speculum Majus. Tout au long de son règne, saint Louis favorise Royaumont de dons en argent, en terres, mais également en droits et avantages de toutes natures. En 1235, le roi accorde une rente annuelle de cinq cents livres pour l'entretien d'au moins soixante moines.
Saint Louis séjourna souvent à Royaumont, partageant alors la vie des moines tout au long de la journée. Pendant les offices, il prenait place à côté de l'abbé, mais sinon ne cherchait point à occuper une situation privilégiée. Le roi servait les moines à table, demandait à leur laver les pieds dans le cloître selon une habitude des bénédictins et soignait les moines malades, dont un moine lépreux, le frère Léger. L'abbaye avait un hôpital (appelé grande infirmerie) pour accueillir les malades et infirmes de tous les environs, fondé sous l'impulsion de saint Louis et qui existait encore au XVIIIe siècle. Dès juillet 1258, l'abbaye donna tous les jours l'aumône aux indigents des environs au lieu de trois fois par semaine, fréquence jugée insuffisante par l'abbé de Cîteaux. Louis donna alors à l'abbaye sa baronnie de Roupy près de Saint-Quentin.
La vie monastique, rythmée par les prières, permettait à saint Louis d'étancher sa soif de l'absolu. L'abbé entreprit des embellissements de l'église, sans doute dans le but d'offrir au roi un sanctuaire à sa hauteur : peintures, sculptures, courtine (rideaux autour de l'autel), colonnes surmontées d'anges. Ce fut une infraction à la règle de simplicité de l'ordre, et son chapitre général de septembre 1263 enjoignit à l'abbé de faire disparaître tout ce décor dans un délai d'un mois.
Lors du décès de son frère Philippe-Dagobert en 1233 ou 1234, le roi prit la décision de choisir Royaumont comme sépulture des enfants de la famille royale morts en bas âge. Ainsi, il y fit inhumer les corps de trois de ses quatre enfants morts avant lui, Blanche († 1243), Jean († 1248), Louis de France, qui devait devenir son successeur († 1260). Pour Jean-Tristan, disparu peu avant son père, la décision ne fut pas respectée. D'autres enfants de la famille furent inhumés en l'abbatiale de Royaumont par la suite, jusqu'à la fin du siècle. À la mort du roi, l'abbé étant un des exécuteurs testamentaires, l'abbaye reçoit un tiers de la bibliothèque royale et est l'une des mieux dotées du royaume. Reste à remarquer qu'aucun des sept abbés sous Saint-Louis n'entra dans l'Histoire, l'on ignore pratiquement tout d'eux.
Par contre, un personnage extérieur à l'abbaye qui y logea entre 1255 et 1264, jusqu'à sa mort, laissa bien des traces dans l'histoire, ce fut Vincent de Beauvais. Il est à peu près certain que des moines de Royaumont collaborèrent à son œuvre, à savoir le Grand miroir ou Bibliothèque de l'Univers, grande encyclopédie réunissant toutes les connaissances du XIIIe siècle, qu'il serait difficile de considérer comme le travail d'un seul homme. C'est en même temps l'unique travail scientifique connu à ce jour que l'on peut attribuer à Royaumont, les cisterciens se limitant le plus souvent au copiage de manuscrits.

#### L'apogée de l'abbaye (1270-1346)

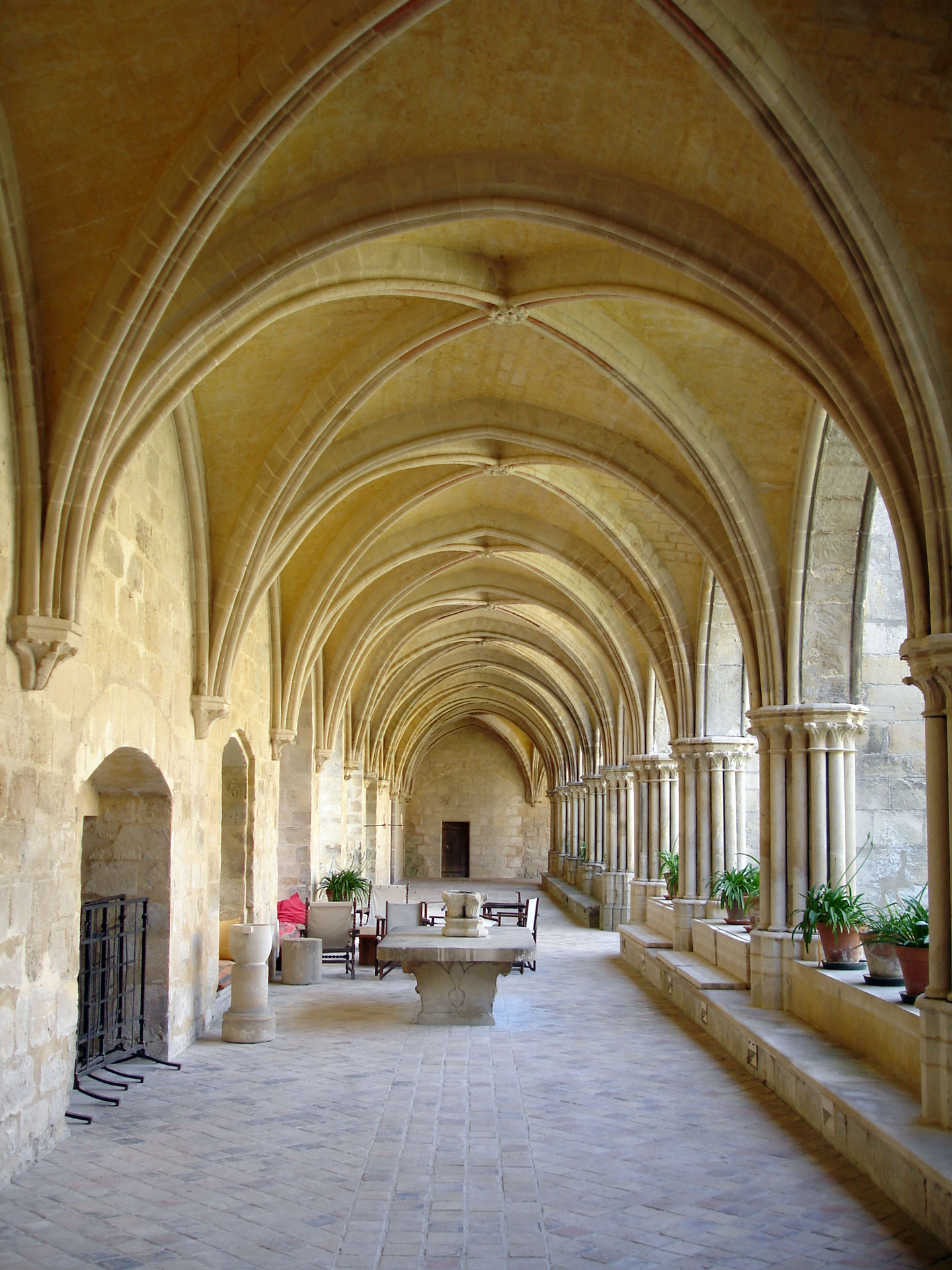
Galerie ouest du cloître.

En 1297, intervient la canonisation de Louis IX par le pape Boniface VIII, fruit de la participation active de Royaumont. La même année, suivant une charte du roi Philippe IV, l'abbé de Royaumont devient le seigneur d'Asnières-sur-Oise et de toutes les terres que possède l'abbaye, dispersées sur un vaste territoire, et exerce désormais la haute, moyenne et basse justice. Les différents fiefs érigés à Asnières par la suite dépendaient tous de Royaumont comme fief dominant. En 1316, l'abbaye acquiert par un échange un hôtel à côté de l'église Saint-Eustache à Paris, rue du Jour, pour héberger les religieux que les affaires de l'ordre appellent à Paris ; cette demeure sera plus tard connue comme l'hôtel de Royaumont. Dix ans plus tard, la propriété est agrandie par le rachat de deux petites maisons contiguës.
L'abbaye continue de vivre dans l'aura de Saint-Louis qu'elle revendique comme personnage étant exclusivement le sien. Les postulants arrivent par masses pour être admis à la vie du cloître. Jusqu'à l'extinction de la ligne des Capétiens directs avec le décès de Charles IV le Bel, tous les rois restent fidèles à Royaumont et favorisent l'abbaye par des legs, exemptions et privilèges. Philippe le Hardi, fils et successeur direct de Louis IX, et Philippe le Bel, son fils, confirment l'ensemble des acquisitions territoriales de Royaumont depuis 1228. En 1353, le roi Jean le Bon exempte l'abbaye de la servitude qui l'avait obligée jusque-là d'héberger les équipages de chasse royales, troublant la quiétude et causant parfois des préjudices.

#### Le déclin pendant la guerre de Cent Ans et les conséquences (1346-1548)

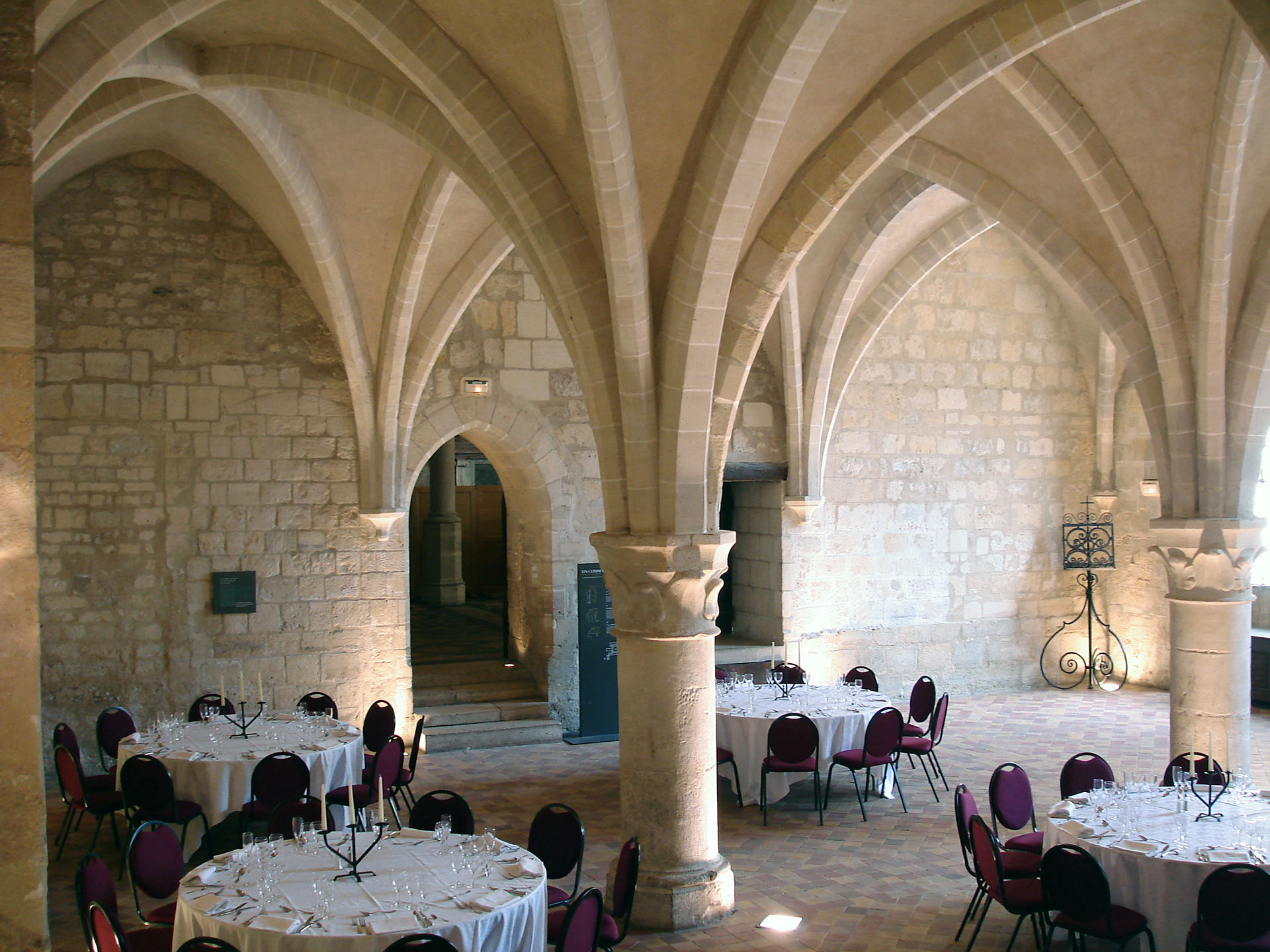
Les anciennes cuisines de l'abbaye.

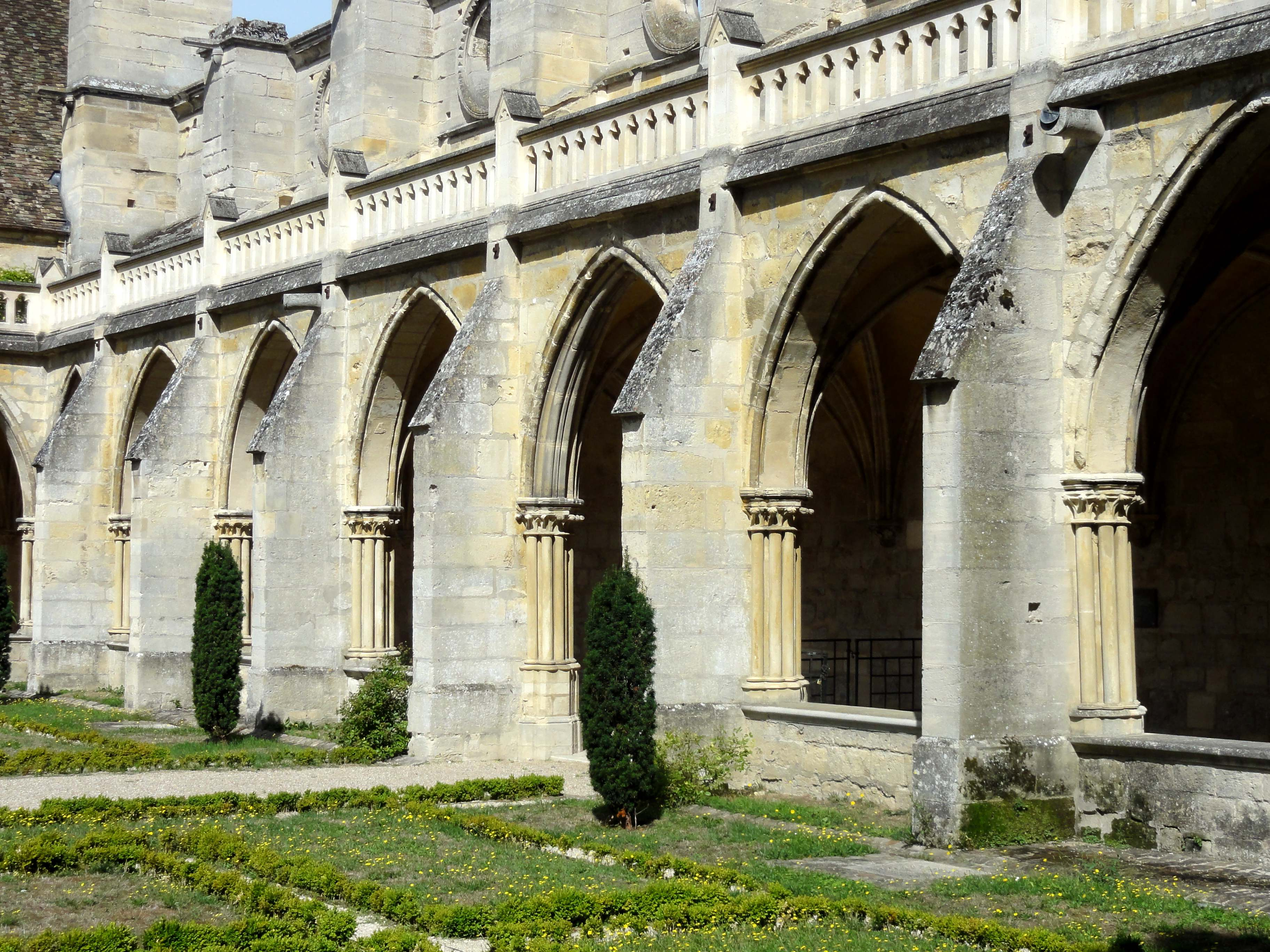
L'extérieur de la galerie nord du cloître, qui borde le bas-côté nord de l'abbatiale.

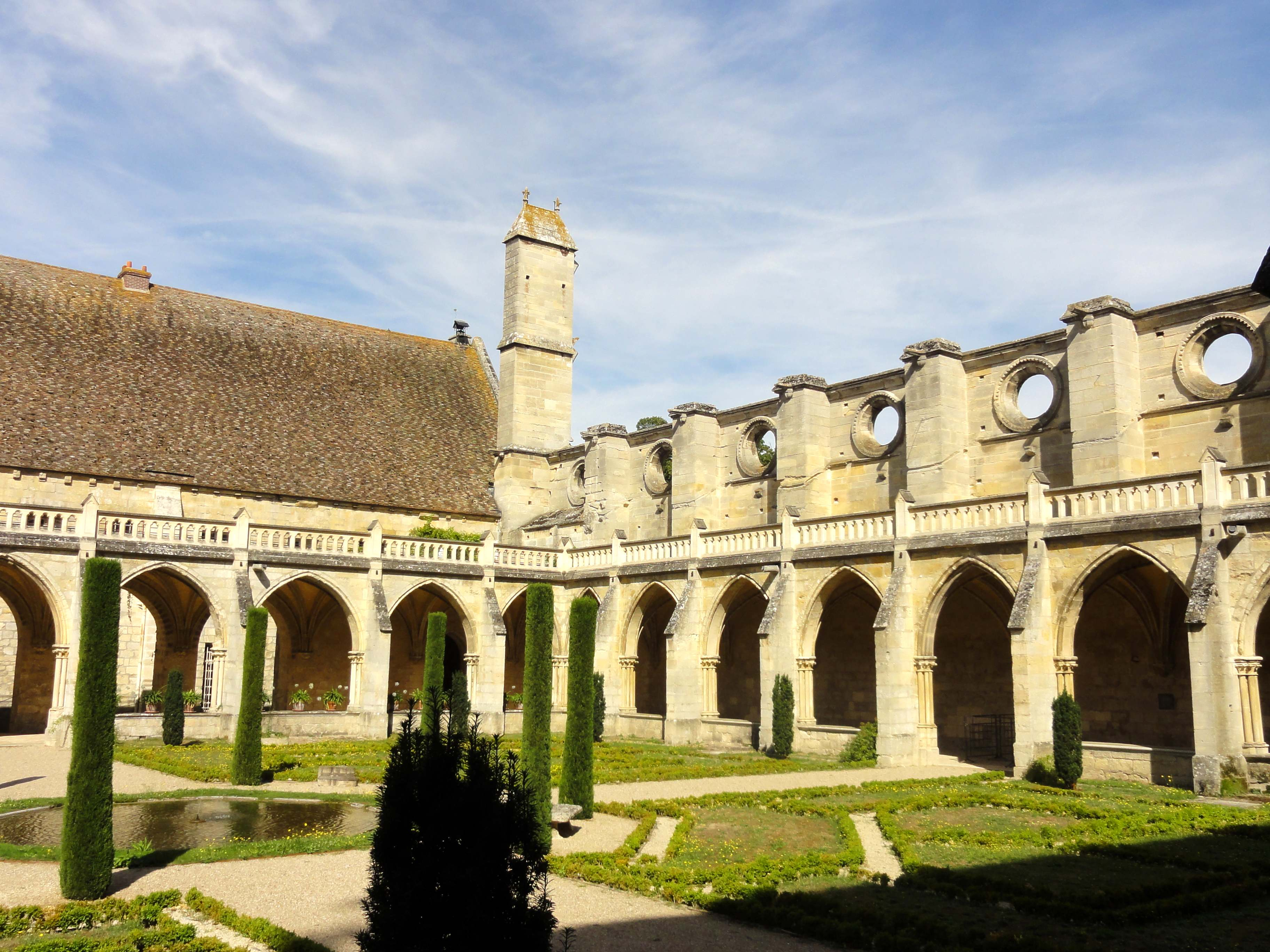
Angle nord-ouest du cloître et mur nord de l'abbatiale.

Avec la bataille de Crécy le 26 août 1346, débute la guerre de Cent Ans et les soldats anglais occasionnent déjà des dégâts dans la région, mais Royaumont reste indemne et à l'écart de l'action de guerre pendant les premières années. Toutefois, l'abbaye aura bientôt à souffrir du voisinage d'avec Charles le Mauvais, roi de Navarre, sous la souveraineté féodale duquel la région sera placée pendant quelque temps en 1353 (traité de Mantes). Ce prétendant au trône français ne fut pas étranger à ce que Royaumont fût rançonné par une troupe d'hommes armés, pour moitié anglais et navarrois, et dont la base était à Creil. Sous la menace de piller et raser l'abbaye et d'incendier l'église, les moines cédèrent aux revendications.
Peu de temps après, ce fut dans les environs immédiats de Royaumont, à Saint-Leu-d'Esserent et puis à Boran-sur-Oise qu'éclata la Jacquerie en 1358, émeute populaire se traduisant par des pillages et des destructions, et caractérisée comme l'un des événements les plus considérables du XIVe siècle. Parallèlement, les agressions de la part des Anglais et les dévastations de la part de leurs alliés les Navarrois continuaient : la population vivait sous la terreur et dut transformer les églises en forteresses. Les désordres avaient une répercussion sur l'agriculture et la famine menaçait. Craignant d'être rançonnée de nouveau, l'abbaye de Royaumont acheta la protection des Anglais ; il serait toutefois inadéquat de parler de dévouement aux Anglais. De ce fait, un acte royal de juin 1359 signé par le régent, le dauphin Charles, accorda grâce et pardon aux religieux de Royaumont. Sous l'influence de l'insécurité permanente et de leurs retombées sur l'organisation de la vie quotidienne, un certain relâchement de l'observation de la règle de Bernard de Clairvaux fut quasiment inéluctable. En outre, les religieux abusent parfois de leur droit de justice seigneuriale, par exemple en faisant enfouir une femme vivante du côté de Gouvieux, et simplement coupable de vol.
Le retour au calme et à une vie à peu près normale sous le gouvernement de Charles le Sage (roi de 1364 à 1380) n'est pas durable et la crise s'installe de nouveau après son décès. Au commencement du XVe siècle, Royaumont est considérablement affaibli comme l'ensemble des abbayes cisterciennes, et les possessions de l'abbaye s'effondrent successivement sous le gouvernement de l'abbé Bertrand de Balneolis (1400-1418). Le nombre des moines a considérablement chuté et ne dépassera plus jamais le chiffre de vingt-cinq (quinze seulement pour le XVIIIe siècle). Déjà en septembre 1400, le chapitre général de Cîteaux décide d'une subside pour la remise en état de l'abbatiale se trouvant en état de ruine. Signant un acte d'adhésion à la domination anglaise le 29 janvier 1421, l'abbé Gilles de Cupè obtient d'Henri V d'Angleterre trois diplômes pour la restitution des biens spoliés, la confirmation des possessions et la libre direction du monastère. Sous ce même abbé, les signes de relâchement plus sérieux, voire de décadence, deviennent pour une première fois manifestes à Royaumont, quasiment un siècle après que les abbayes cisterciennes plus anciennes avaient été atteintes. Ils concernent le régime alimentaire et la propriété privée, et fait plus grave, le manquement à la stabilité, c'est-à-dire la fidélité à l'abbaye : les moines s'installent en ville ou dans des forteresses, chez des parents ou des amis, ou bien achètent des maisons, vivant ainsi à leur guise.
La guerre de Cent Ans prend fin dans la région avec la capitulation des Anglais à Paris en 1436 et la soumission au pouvoir de Charles VII d'Asnières, Luzarches, Viarmes, Beaumont-sur-Oise, Creil et Pontoise peu de temps après. L'ordre des Cisterciens tente de faire revenir les différentes abbayes à l'observance de la règle comme elle fut pratiquée au XIIIe siècle, par le moyen de visites (inspections) par des abbés d'autres abbayes cisterciennes et de réformes imposées aux abbayes défaillantes. Dans ce cadre de « fraternelle assistance », la tâche de réformer la puissante abbaye de Chaalis au sud-est de Senlis incomba à l'abbaye de Royaumont. En 1463, l'abbé de Royaumont de lors, Jean III, eut à intervenir, sous l'ordre du chapitre général, à l'abbaye d'Igny ; et en 1466, à l'abbaye de Foucarmont. L'opinion publique demanda à cette époque des profondes réformes à l'ordre de Cîteaux. L'abbaye-mère jugea plus opportun d'assouplir certaines règles, notamment celle de l'abstinence de manger de la viande, que de faire respecter les règles de saint Bernard, pour éviter que les religieux ne vivent en désaccord avec les règles. Avec une décision du chapitre général de 1481, chaque abbé pouvait désormais dispenser les moines qui en faisaient la demande. L'abbé de Royaumont, Jean III de Cirey, réussit de faire revenir l'ordre à l'uniformité en 1485, en instaurant le compromis de manger de la viande trois fois par semaine (le mardi, le jeudi et le dimanche), dans un réfectoire dédié. En dépit de toute tentative de réforme, les mœurs se dégradent davantage, et les divertissements profanes entrent dans les habitudes de certains moines, comme le jeu et la chasse. Le pape Innocent VIII menace ainsi l'ordre des Cisterciens par la suppression en 1487.
Entre-temps, en 1473, la foudre s'abattit sur l'église et l'incendia. Une partie de la voûte et la flèche gothique brûlèrent, et la toiture de plomb fondit. Afin de pouvoir financer les réparations, l'abbé fit une requête auprès du roi, sollicitant six cents livres de rente. La reconstruction fut complètement terminée en 1500. Vint bientôt l'ère du dernier abbé régulier de Royaumont, Guillaume III Sallé de Bruyères, qui resta en poste pendant trente ans. Il paraît qu'il ne céda pas, contrairement à nombre d'autres abbés même réguliers, à la tentation du luxe, et qu'il ne vivait pas comme un seigneur, mais maintint un train de vie modeste. Sous son gouvernement, Royaumont fait de nombreuses acquisitions de terres à Asnières de la part de différents propriétaires laïques et religieux. Royaumont regagna une très bonne réputation dans cette première moitié du XVIe siècle.

#### L'abbaye sous les abbés commendataires (1549-1790)

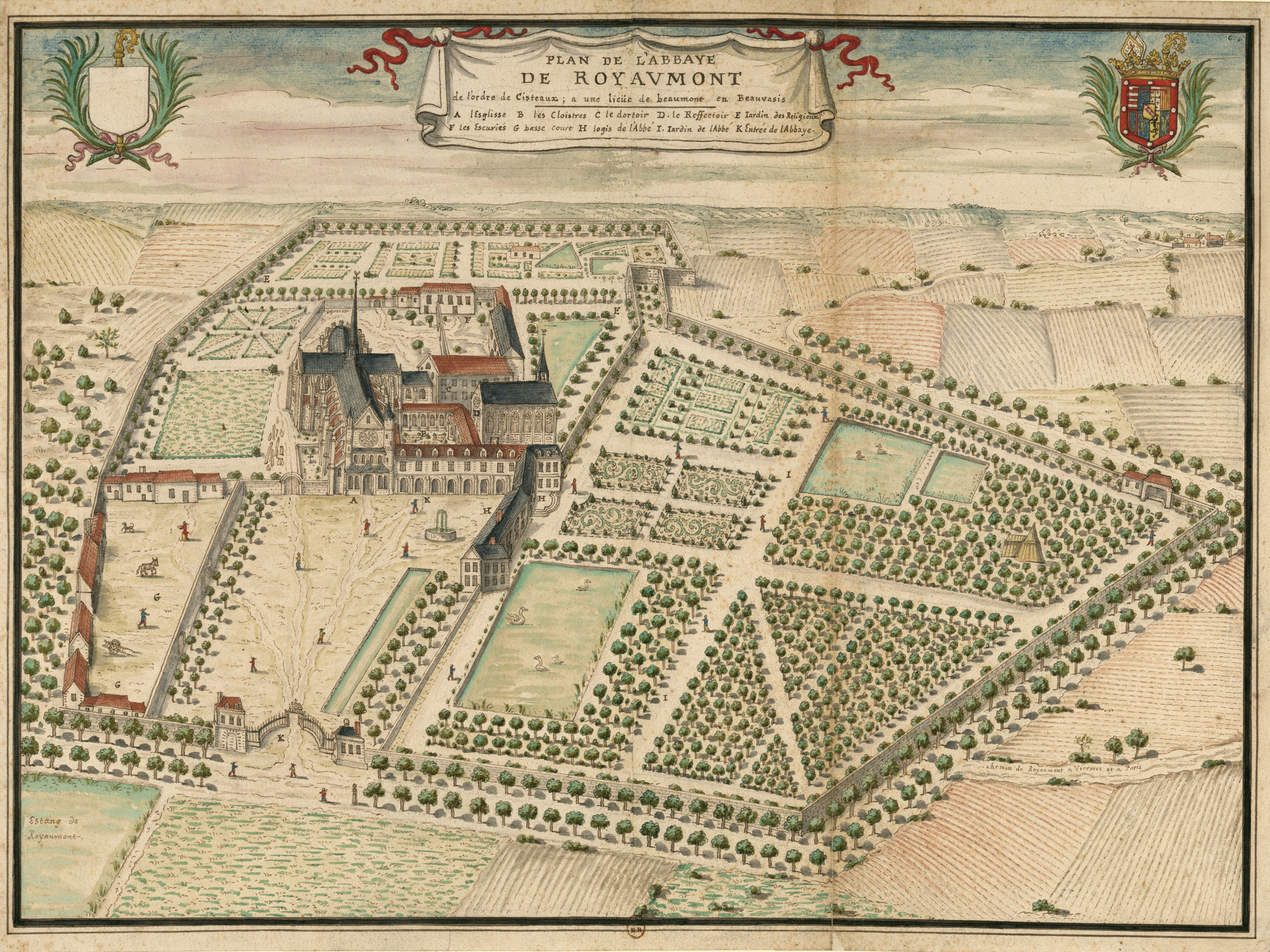
Plan de l'abbaye de Royaumont (1704-1706), dessiné par Louis Boudan.

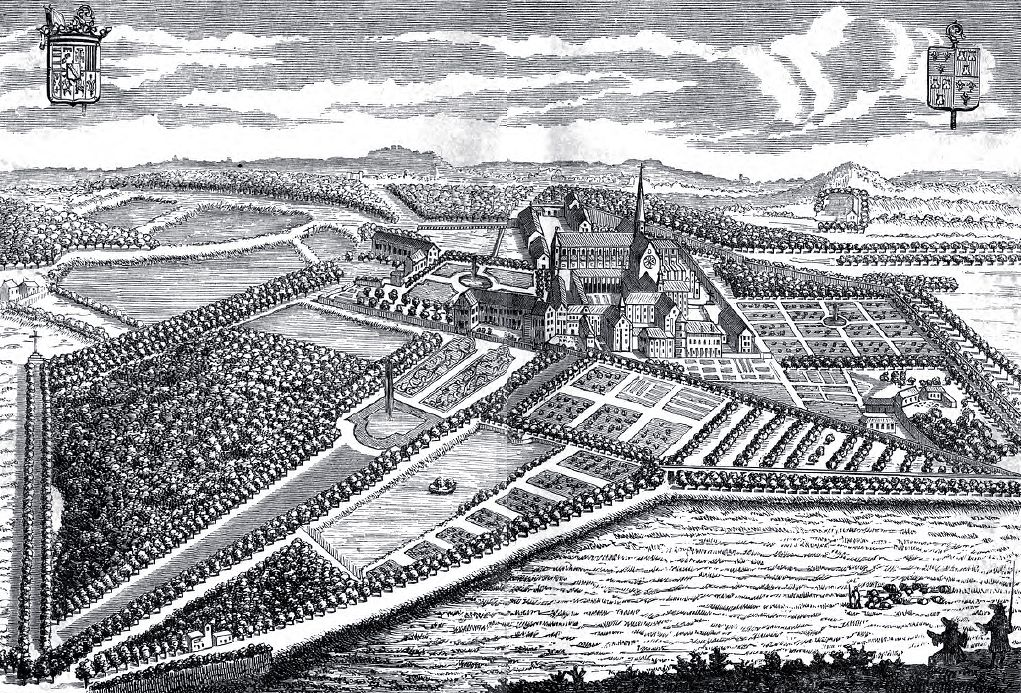
Estampe d'après un dessin offert au prince de Lorraine, comte de Harcourt, avec les armes de l'abbaye et celles des princes de Lorraine. Vue depuis le sud, montrant plusieurs bâtiments aujourd'hui disparus. La perspective n'est pas correcte.

L'instauration du régime de la commende fut la conséquence directe, voire l'un des objectifs, du concordat de Bologne qui permettait au roi de nommer directement les évêques et abbés afin de pouvoir récompenser des membres de la noblesse et d'en faire ainsi des alliés. Mais selon le point de vue religieux, des effets bénéfiques furent également attendus de cette séparation de la gestion du temporel et du spirituel ; on y voyait la soumission des abbayes à des administrations indépendantes et le recentrage de la vie des moines sur le spirituel. Or, les personnages choisis comme abbés commendataires se distinguèrent rarement par leur désintéressement ou leur adhésion à la cause religieuse. Le premier abbé commendataire de Royaumont, Mathieu de Longuejoue, était un ancien maître des requêtes et n'était devenu prêtre qu'après avoir perdu sa femme et son fils, à l'âge de quarante-cinq ans. N'étant pas moine, il ne remplissait pas une condition essentielle pour être abbé, et fut froidement accueilli à Royaumont. L'abbaye lui avait été donné et les moines s'en sentirent dépossédés.
Tous les abbés commendataires qui suivirent ne furent pas moines non plus, et se caractérisaient par leur absence du point de vue économique, et par un néant sous le rapport spirituel. Ils vivaient la plupart du temps ailleurs, considérant l'abbaye comme simple source de revenus et ne laissant souvent qu'une partie aussi infime de la mense aux moines qu'il leur restât à peine assez pour survivre. Autant qu'il est vrai que la direction spirituelle incombait désormais au prieur, qui n'avait eu que des responsabilités limitées du temps des abbés réguliers, autant il faut reconnaître que les moyens pour assurer la bonne marche de la vie monacale leur faisaient défaut. Ceci n'empêcha pas les moines de mener une vie digne de leur état, et Royaumont garde une réputation de sainteté.
Avec le sixième abbé commendataire, Philippe Hurault (abbé de 1594 à 1620), l'abbaye de Royaumont sort de son « état complet de misère » et retrouve une administration plus soigneuse et plus intelligente, qui permit de « remettre Royaumont sur un excellent pied». Pourtant Hurault n'était qu'un étudiant de dix-sept ans quand son père le fit pourvoir de quatre abbayes, afin d'assurer son entretien ; le pape devant accorder une dispense car l'âge légal pour être abbé était de vingt-et-un ans. Les autres abbayes étaient Pontlevoy, Saint-Père-en-Vallée à Chartres et le Valasse. En acceptant Royaumont, Philippe Hurault père rendit un grand service à son cousin Martin de Beaune, l'abbé de lors, car de multiples créanciers tentèrent de saisir l'abbaye. Cinq ans plus tard, Royaumont était déjà considéré comme « l'un des beaux biens qui fussent en France », valant à l'abbé six mille livres de revenus, somme qui doubla encore par la suite.

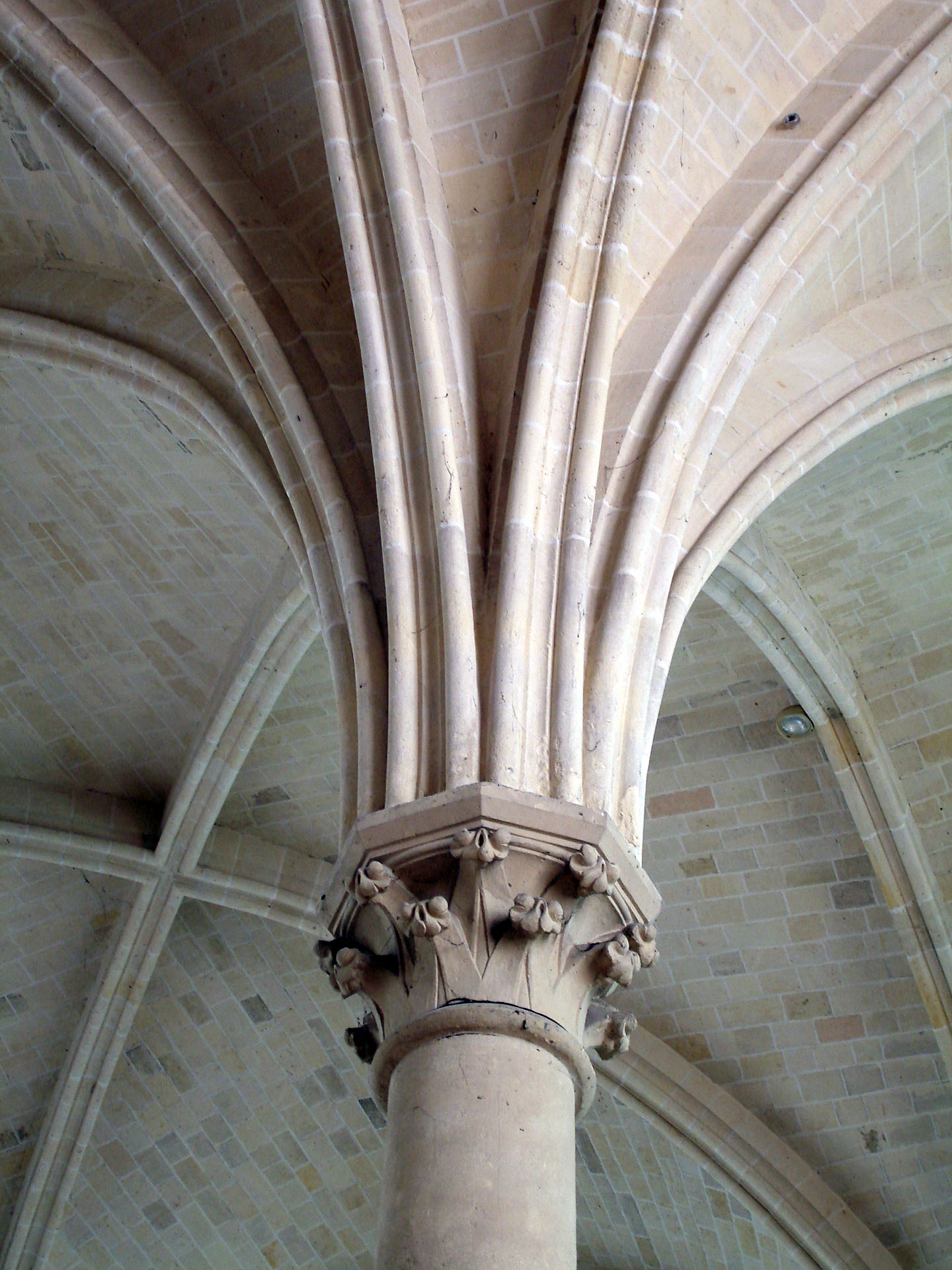
Colonne avec chapiteau au réfectoire des moines, recevant les voûtes.

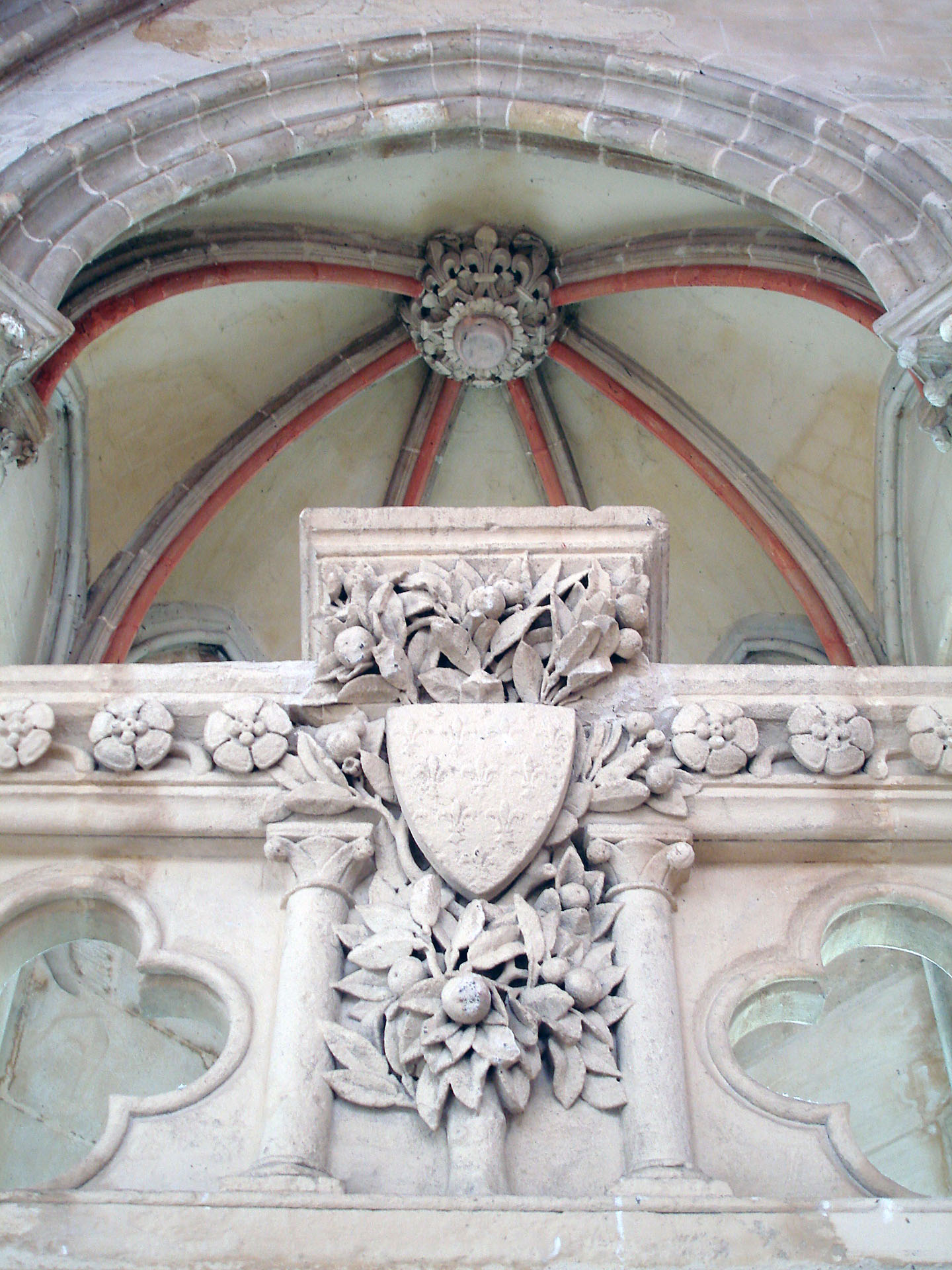
Chaire du lecteur au réfectoire des moines, détail.

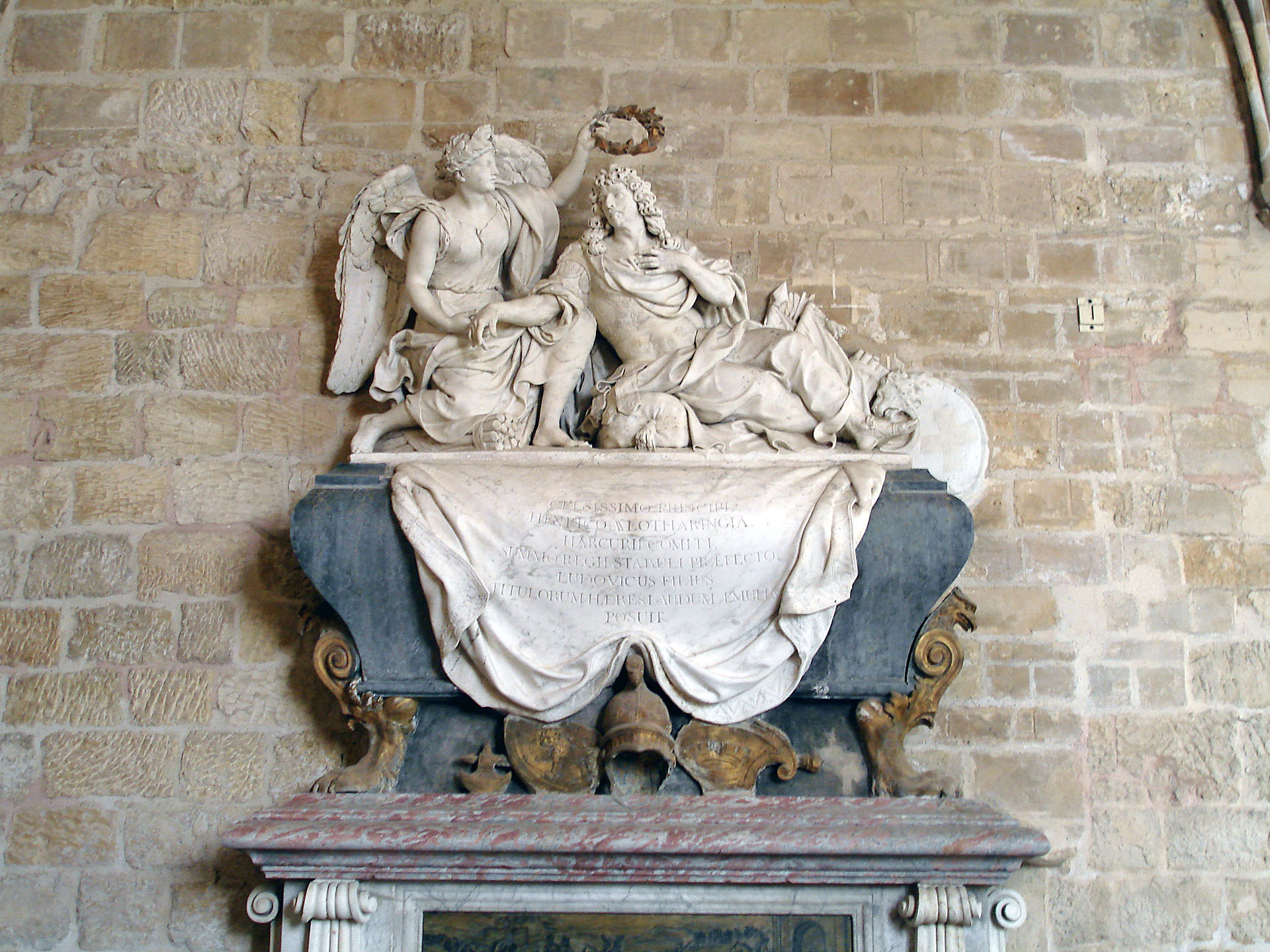
Tombeau d'Henri de Lorraine-Harcourt au réfectoire des moines, initialement logé dans l'abbatiale.

Le XVIIe siècle devint un siècle de renouvellement et de vitalité pour l'abbaye. Peu avant 1620, de nombreuses abbayes cisterciennes se réforment en suivant l'exemple donné par Denis Largentier, abbé de Clairvaux, qui était retourné vers une stricte observance telle qu'elle fut pratiquée avant la guerre de Cent Ans. Royaumont rejoignit ce mouvement, mais avec modération, car elle permit aux moines de rester dans la commune observance et laissa ainsi cohabiter les deux observances dans la liberté et la charité. L'ordonnance du 27 juillet 1634 promulguée par le cardinal François de La Rochefoucauld visant à supprimer la commune observance ne fut pas pour plaire aux religieux de Royaumont, qui s'adressèrent au cardinal de Richelieu pour obtenir un arbitrage. Richelieu fit étudier la question par un comité consultatif, et les moines de Royaumont lui offrirent le titre de perpétuel administrateur et restaurateur des bernardins. Le cardinal accepta donc de pleine grâce l'invitation à Royaumont en mars 1635, quand eurent lieu les conférences de Royaumont sous sa présidence, avec la participation de l'abbé de Cîteaux et des abbés des quatre principaux établissements de l'ordre. Deux mille abbayes partout en Europe regardaient sur Royaumont, mais les conférences n'aboutirent sur rien, de Richelieu ne proposant que le texte de la Rochefoucauld rédigé différemment. Toutefois, n'ayant pas de choix, les participants signèrent en date du 25 mars 1635 les articles de Royaumont, arrêté de mort des mitigés.
Le cardinal Jules Mazarin est pourvu de l'abbaye de Royaumont le 20 mars 1647 (où il ne s'est probablement jamais rendu), mais décide de s'en défaire rapidement au profit d'un fils de Henri de Lorraine-Harcourt qu'il veut récompenser pour avoir accepté de mener l'expédition de Flandre contre l'archiduc Léopold. C'est le prince Louis-Alphonse de Lorraine qui devient donc abbé de Royaumont en 1651. Plus tard, en 1659, son père décida de se retirer dans l'abbaye, et pour ne pas rester désœuvré, se fit nommer administrateur du revenu de l'établissement. Les Harcourt vécurent à Royaumont en grands seigneurs et donnaient des réceptions au palais abbatial, tout en maintenant une certaine modestie dans l'élégance car ils n'étaient pas riches. Les femmes ne furent par ailleurs pas exclues du palais, à commencer par la comtesse de Harcourt, et souvent, des membres de la famille y séjournaient pendant plusieurs semaines. Une grande tristesse se répandit à Royaumont au soir du 25 juillet 1666, Henri de Lorraine-Harcourt étant frappé mortellement d'apoplexie. La cérémonie des funérailles dans l'abbatiale attira des foules et vit la participation de nombreux personnages importants. Contrairement aux abbés commendataires, le comte de Harcourt avait choisi d'être enterré à Royaumont. Son mausolée est une œuvre de Antoine Coysevox,; il se trouve aujourd'hui dans le réfectoire et est à ne pas confondre avec le cénotaphe en l'église Saint-Roch de Paris (qui provient du couvent des Feuillants). Le palais abbatial resta un genre de « maison de plaisir des Lorraine », car le fils du comte de Harcourt resta abbé pendant trente-huit ans et son successeur jusqu'en 1728, Prince François-Armand de Lorraine-Harcourt, fut le neveu du précédent.
Le moine Benoît Dauvray consacra son temps aux recherches sur l'histoire de Royaumont, et ses mémoires manuscrits sont cités par son contemporain, Louis-Sébastien Le Nain de Tillemont, mais ont malheureusement disparu. Vers 1694, Royaumont accueille le collectionneur François Roger de Gaignières, qui s'était fixé comme objectif de visiter l'ensemble des abbayes et monuments français et d'en tracer des dessins. En 1713, Royaumont reçoit deux savants bénédictins, Edmond Martène et Ursin Durand, travaillant sur la Gallia Christiana. Selon eux, la bibliothèque de Royaumont ne brillait pas par la qualité de son inventaire, conservant peu de manuscrits de Saint-Louis d'intérêt. En 1694 également, parut pour la première fois La Bible de Royaumont, édition populaire et illustrée : cette bible n'a toutefois aucun rapport avec Royaumont, l'auteur ayant simplement choisi ce nom comme pseudonyme.
Lors d'un violent orage, la foudre frappe l'abbaye le 26 avril 1760, à deux heures du matin, et fait éclater un incendie dévastateur : le clocher de l'église et les combles sont entièrement consumés, à l'exception d'une section près de l'orgue ; la voûte du milieu est calcinée et les six cloches fondent. Les toits étant couverts de plomb, « cet immense bûcher faisait bouillonner des torrents de métal que les tuyaux ou gargouilles vomissent en ardentes cascades », l'oxyde de plomb colore la fumée d'un vert livide. D'autres parties du monastère sont également touchées par l'incendie, et beaucoup de documents d'archive disparaissent. Pour l'abbaye, c'est surtout un désastre financier, mais les travaux de réparation sont toutefois rapidement lancés et prennent moins de deux ans, financés par une coupe de bois de réserve dans le bois Bonnet. Le nouveau clocher paraissait plus lourd et moins élégant.
Le romancier Abbé Prévost est frappé d'une crise d'apoplexie aux portes de Royaumont à l'automne 1763 et transporté au presbytère. Le bailli de l'abbaye fait chercher le chirurgien de l'abbaye pour ouvrir le corps afin qu'il puisse procéder à son procès-verbal ; or, l'ancien abbé n'était pas encore mort en ce moment mais décède sous le scalpel.
Le dernier abbé commendataire de Royaumont mène une vie diamétralement opposée à l'austérité monastique. Henri-Léonor-François Le Cornu de Balivière (1741-1806) est l'aumônier du roi et vit l'essentiel de son temps à Versailles, en costume civil. Il fut un ami proche de Diane de Polignac, qui vivait avec son frère le duc de Polignac et de sa belle-sœur, la duchesse de Polignac. Mais il se rend néanmoins à Royaumont qu'il fait visiter au futur tsar Paul Ier de Russie et au roi de Suède, Gustave III. La dizaine de moines mènent une vie d'une certaine oisiveté, s'étant affranchi de nombre de contraintes que leur imposait la règle cistercienne.
Les appartements dont dispose l'abbé dans l'ancien pavillon abbatial (sur la gravure ci-contre, le bâtiment à gauche de l'abbaye) ne conviennent pas à son train de vie ni à ses illustres visiteurs, comme le roi Gustave III de Suède en 1783 venu sans s'annoncer. Détonnant avec les sobres bâtiments cisterciens du XIIIe siècle qui l'entourent, l'abbé de Balivière fait édifier à partir de septembre 1784 un splendide palais abbatial néoclassique inspiré du petit Trianon autant que des villas de Palladio en Vénétie, avec salles de trictrac et de billard. Les travaux d'aménagement intérieur de la résidence ne sont pas achevés en 1789, et Balivière ne profita point du nouveau palais, s'étant enfui à l'étranger dès les prémices de la Révolution française. Selon l'architecte Louis Le Masson, la totalité des frais s'élevèrent à 169 657 livres en août 1789, rien n'étant encore payé en 1791 et 1792. À titre de comparaison, les revenus annuels d'un curé portaient alors sur cinq cents à six cents livres, insuffisants pour en vivre, et les revenus annuels de l'abbaye de Royaumont étaient de 22 571 livres.

#### Les conséquences de la Révolution française (1789-1793)

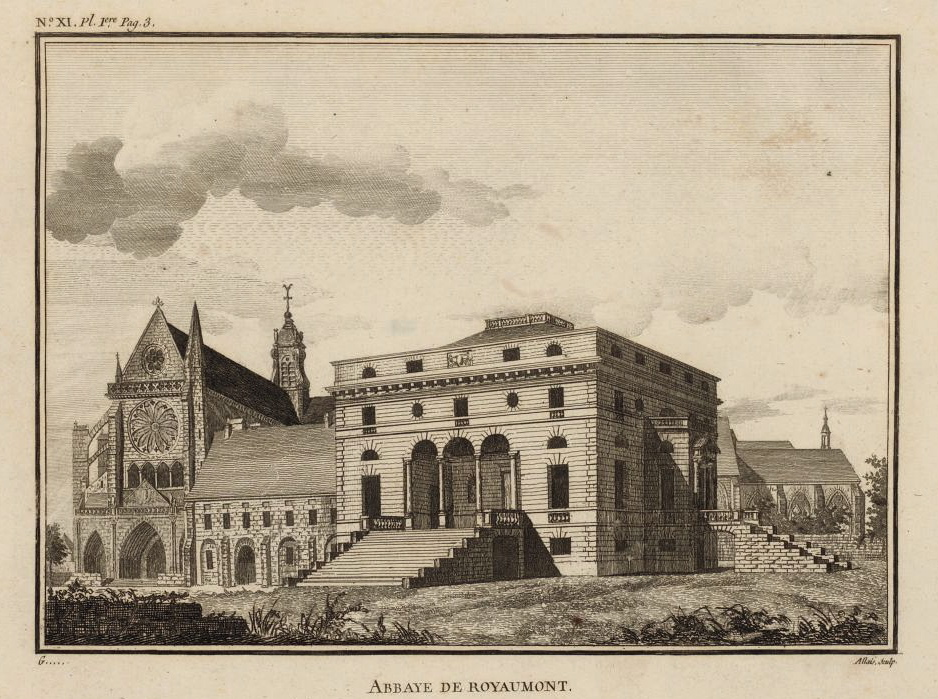
Le palais abbatial en 1790.

À la Révolution, l'abbé de Balivière ne tarde pas à émigrer, inquiet de son sort, laissant seuls les dix moines dont le prieur, dom Remy Cannone. En mai 1790, les représentants de la municipalité d'Asnières procèdent à un premier inventaire des biens et des revenus de l'abbaye. Les derniers moines ont alors le choix de retourner à la vie civile ou de conserver une vie monastique, et c'est ainsi que cinq d'entre eux rejoignent l'abbaye des Vaux-de-Cernay près de Dampierre-en-Yvelines. En octobre de la même année, les ordres religieux sont supprimés par l'Assemblée nationale et les biens de la communauté sont expertisés, la valeur de l'abbaye étant estimée à 192 413 livres, dont 48 193 livres pour l'église et 55 790 livres pour le cloître et les bâtiments conventuels, en mauvais état, et le restant pour le palais, les annexes et les autres possessions. Le 11 janvier 1791, les scellés sont posés, et la vente aux enchères de l'ensemble de l'abbaye comme biens nationaux se déroule en mars. Le 23, la mise en vente est annoncée et s'effectue en plusieurs lots les 9, 15 et 31 mai 1791. La plupart des lots sont adjugés sans enchères pour un prix total de 642 341 livres au marquis Jean-Joseph Bourguet de Guilhem de Travanet, un industriel, qui avait été le banquier de jeu de la reine Marie-Antoinette et avait épousé la femme de lettres Jeanne-Renée de Bombelles (fille de Henri François de Bombelles). Le marquis de Travanet connaissait l'abbé de Balivière de la cour de Versailles et avait été un voisin de l'abbaye.
Millin, conservateur à la Bibliothèque nationale, dresse un inventaire du patrimoine architectural de l'abbaye et en publie une description, à la suite du mandat obtenu de la Constituante en 1790. Le 22 et 23 décembre 1791, les bâtiments sont vidés des derniers témoins de leurs activités passées : le mobilier, les livres et les archives, l'argenterie, les cloches mais aussi les sépultures royales. Leurs cendres furent dispersées ultérieurement en application du décret de la Convention du 12 octobre 1793, et les tombeaux entamèrent une pérégrination par Saint-Denis, le Musée des monuments français alors à Versailles, pour se retrouver de nouveau à Saint-Denis, où certains d'entre eux restèrent. La commune de Viarmes acquit l'autel du XVIIIe siècle ; la commune d'Asnières-sur-Oise les reliques, le tombeau de Henri de Harcourt, les ornements liturgiques ainsi que trois caisses d'archives ; et la commune de Gonesse le restant des archives, des manuscrits et des livres. Il n'est pas sans intérêt que l'ancien prieur et un autre moine, dom Beaugrand, restèrent fidèles à l'abbaye au-delà de sa dissolution et disaient alternativement la messe le dimanche, dans l'ancienne sacristie, pour la famille de Travanet. Dom Beaugrand devint plus tard le curé de Seugy, et dom Cannone gérant d'une brasserie à Asnières puis cultivateur d'artichauts pour le marché parisien, jusqu'à son décès en 1827.

#### Le temporel de l'abbaye cistercienne de Royaumont

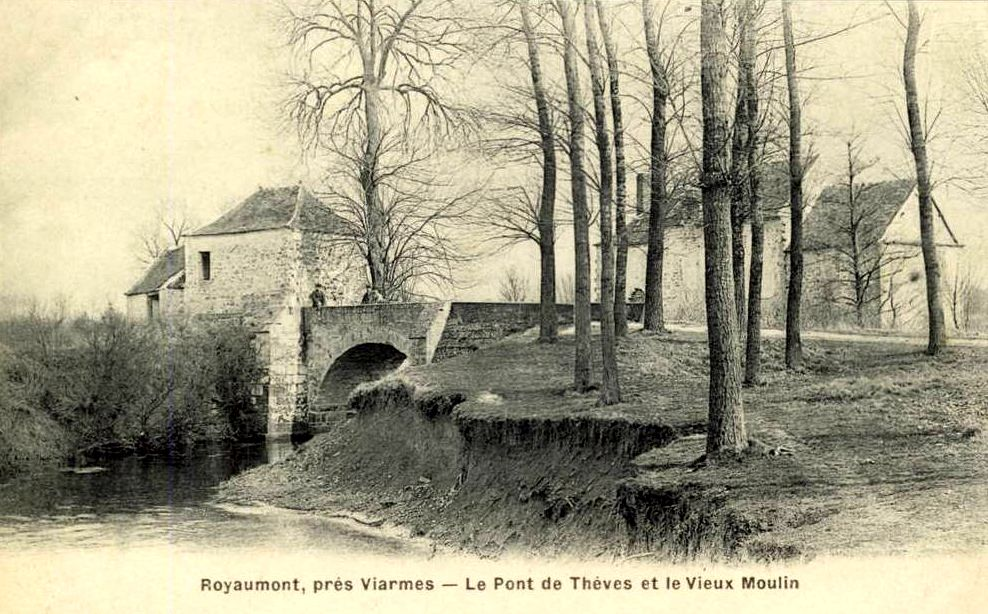
Le moulin de Royaumont, entre l'abbaye et l'Oise. Ses origines remontent plus loin que ceux de l'abbaye.

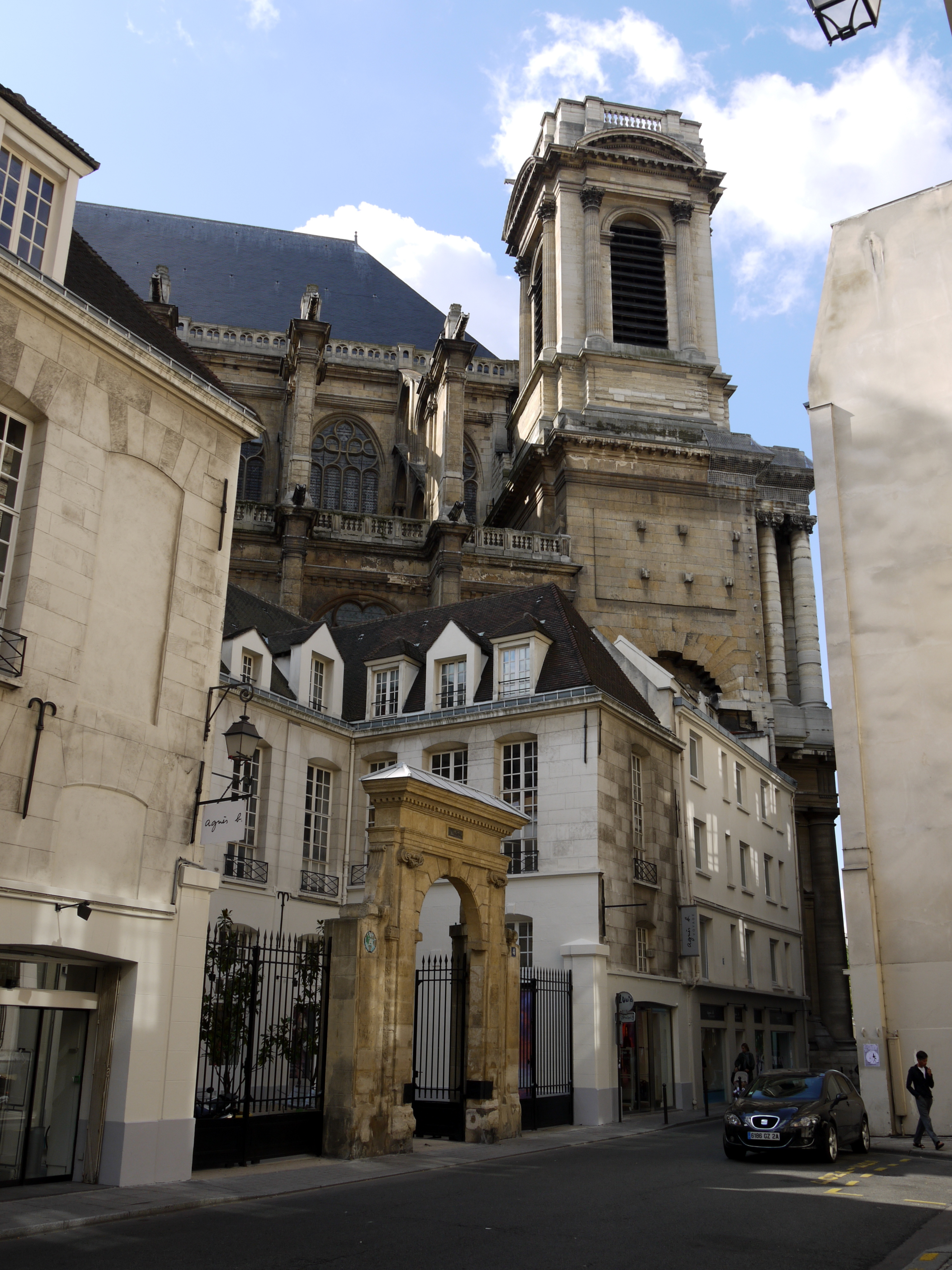
L'hôtel de Royaumont, 4 rue du Jour à Paris, à côté de l'église Saint-Eustache. Cet hôtel devint la propriété de l'abbaye en 1316 et le resta jusqu'en 1785.

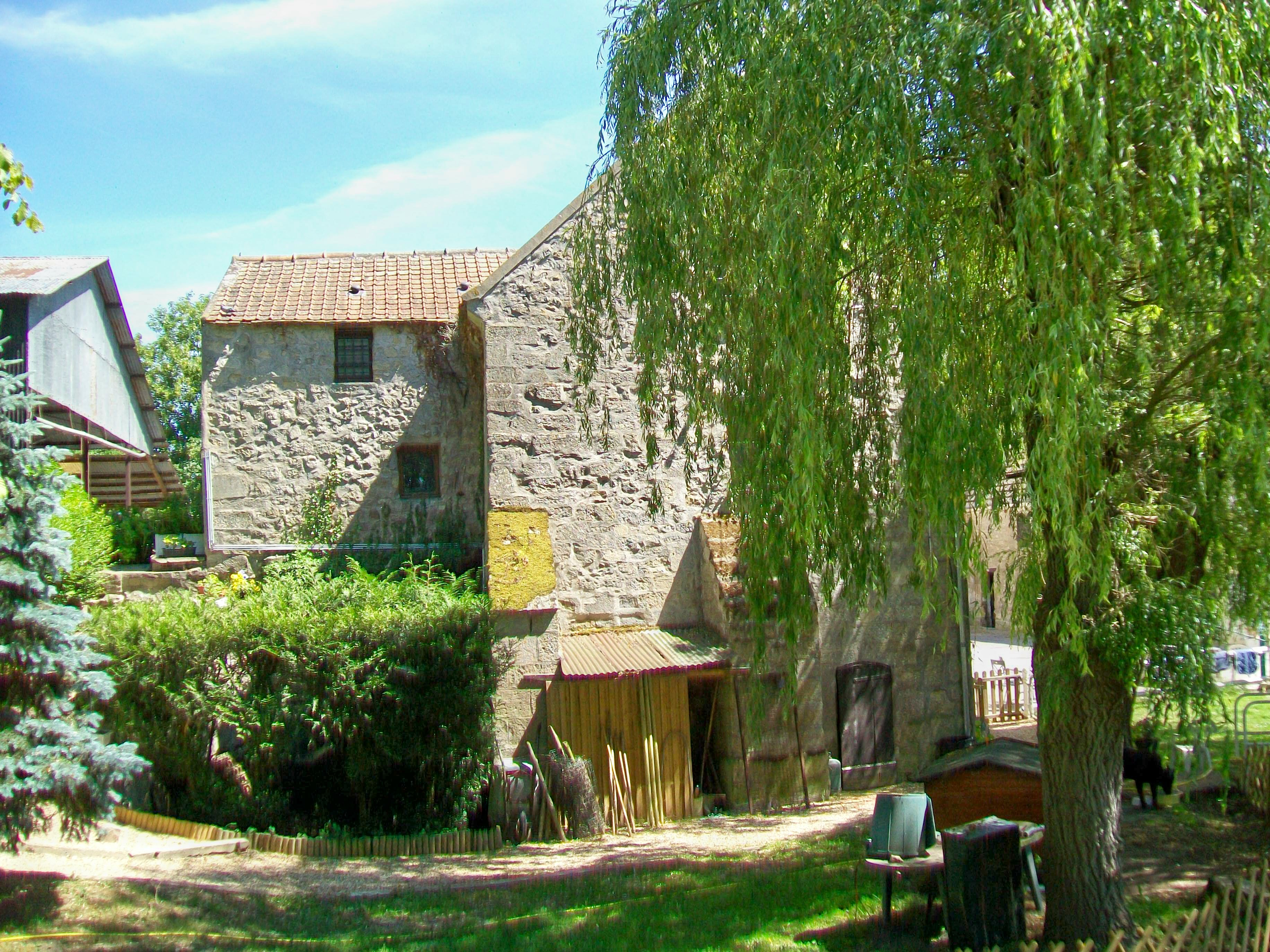
L'ancien moulin de Giez (commune de Viarmes), sur l'Ysieux. Seul le pignon ouest reste à peu près dans son état d'origine, avec deux massifs contreforts et une petite porte.

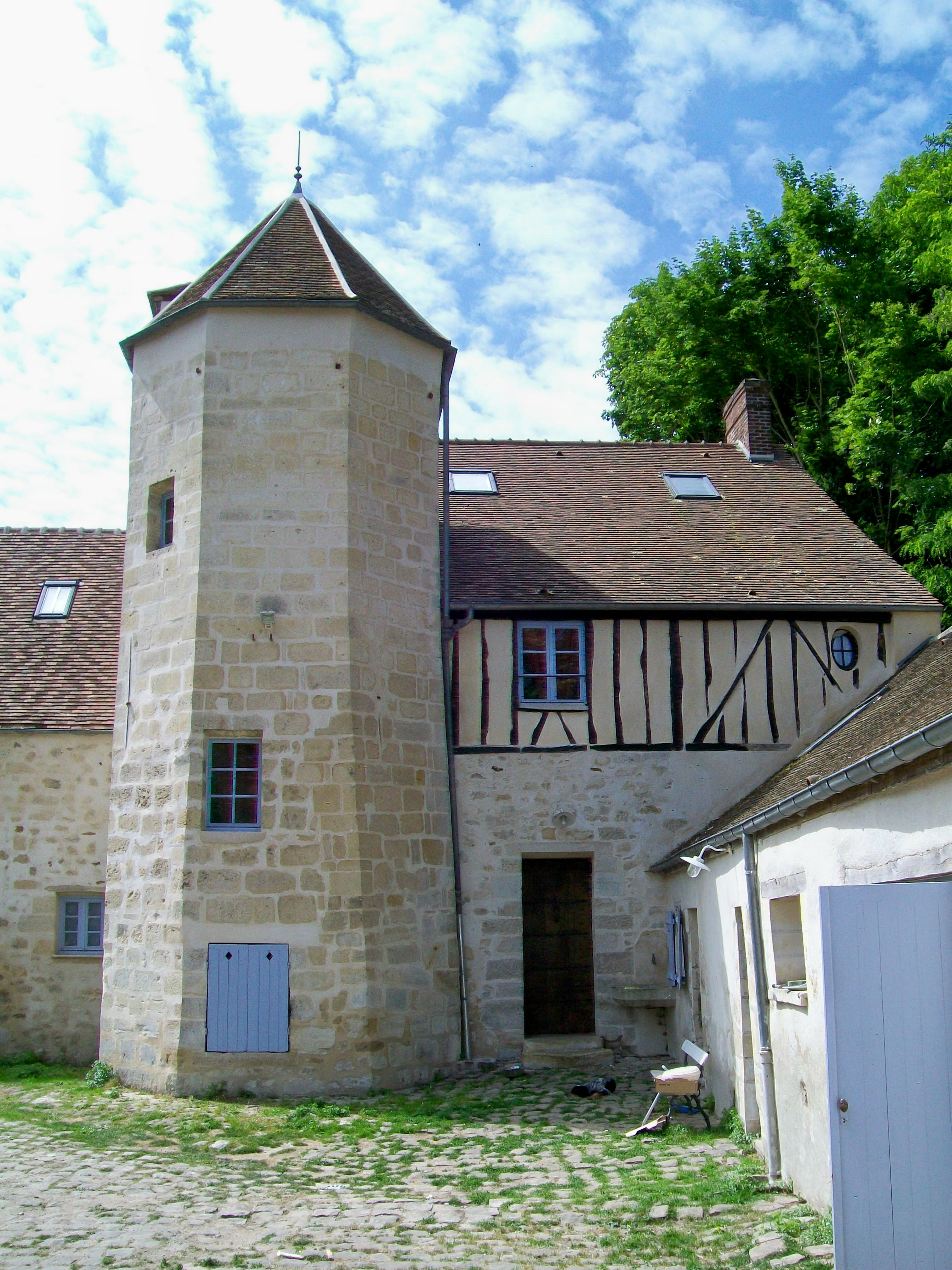
L'hôtel seigneurial « le Petit Royaumont » à Asnières-sur-Oise.

##### Introduction
Les biens de l'abbaye peuvent être classés selon les quatre catégories : terres (champs, pâturages, forêts, vignobles, vergers, étangs et villages) ; exploitations (fermes, moulins et pressoirs) ; bien immobiliers ; rentes. Il serait intéressant de dresser l'inventaire détaillé du temporel de Royaumont, ce qui serait possible à la base de l'Inventaire de la Manse conventuelle de Royaumont conservé aux archives départementales et du Cartulaire de Royaumont, retranscrit par François Roger de Gaignières vers 1694 et conservé à la Bibliothèque nationale. Ce travail de recherche n'a pas encore été effectué.

##### Aperçu général de la situation duXIIIeauXVIIesiècle
L'abbaye détenait et exerçait la justice seigneuriale sur ses terres et défendait ce droit en cas de contestations par des seigneurs voisins. Les possessions les plus importantes de Royaumont se trouvèrent dans les environs immédiats de l'abbaye, à Asnières (avec plusieurs fiefs, dont les fiefs de Touteville, de la Commerie constitué au plus tard en 1622 et du petit Royaumont), Noisy-sur-Oise et Viarmes, auxquelles il faut ajouter la seigneurie de Montataire (avec le fief de Gournay) qui ne porta pas sur la totalité de l'actuelle commune puisqu'il y avait aussi un seigneur laïque, et la baronnie de Roupy déjà mentionnée. Au XVIe siècle au moins, Royaumont possédait également la seigneurie de La Haye-Malherbe dans l'Eure qui était placée sous la suzeraineté du roi, alors que l'abbaye fut suzeraine d'elle-même pour la quasi-totalité de ses biens, suzeraineté qu'elle avait cependant perdue sur certains fiefs d'Asnières (à un moment indéterminé, au plus tard au XVIIe siècle) au profit du roi. En outre, Royaumont détenait des parcelles agricoles ou fiefs dispersés en de multiples endroits de la région, par exemple à Andilly, Beaumont-sur-Oise (fief de Thoury), Belle-Église, Compiègne, Luzarches, Précy-sur-Oise, Senlis,, apparemment trop petits et trop éparpillés pour être exploités directement par l'abbaye : il n'y a pas d'éléments qui permettraient d'établir que Royaumont possédait des granges, c'est-à-dire des exploitations agricoles, en dehors de l'abbaye proprement dite. Les fondations cisterciennes plus anciennes, comme l'abbaye du Val et l'abbaye de Chaalis, se distinguaient de Royaumont sur ce plan. Royaumont loua généralement ces terres et fiefs à des seigneurs vassaux, avec tous les droits et devoirs, moyennant des rentes et le prêt régulier de foy et hommages. Concernant les forêts, Louis IX avait donné à Royaumont le bois appelé Bornesius par la charte de fondation, couvrant trois cent deux arpents (mesure du roi). Il est probablement question de l'actuel bois Bonnet.
La charte de Fondation édictée par Saint Louis donne à Royaumont la libre jouissance de tous les moulins établis sur la Thève entre Lamorlaye et l'Oise, qui deviennent en même temps des moulins banniers. À ce titre, le moulin de Royaumont est à mentionner en premier lieu ; le bâtiment existe encore, fortement remanié, à l'ouest de l'abbaye. L'abbaye obtient en même temps le droit sur toutes les pêcheries comprises dans cette zone, et le droit exclusif d'en bénéficier, de fermer ou ouvrir les canaux ou de les détourner. Royaumont étant proche de l'Ysieux également, l'abbaye exploita un moulin sur cette rivière, le moulin de Giez situé en amont, à mi-chemin entre Royaumont et Chaumontel. Ses bâtiments subsistent également.
Sur le plan des biens immobiliers, Royaumont possédait, entre autres, des hôtels à Paris (depuis 1295) et à Montataire, qui ne généraient pas toujours de revenus tant qu'ils furent utilisés pour les besoins propres de l'abbaye. Un autre hôtel seigneurial que l'abbaye possédait à Asnières et connu comme le petit Royaumont était par contre généralement loué, et ceci au moins temporairement avec toute la seigneurie ; par exemple au bourgeois parisien Salomon Prevost à partir du 29 août 1647 pour un loyer annuel de seize mille livres et pour une durée de neuf années. - L'hôtel parisien connu comme l'hôtel de Royaumont acquis en 1316 a été vendu par l'abbé de Ballivières en 1785 contre trois mille cinq cents livres parisis annuelles de rente qui devaient être investis dans le nouveau palais abbatial. Un an plus tard, le petit hôtel de Royaumont dans la même rue a également été vendu, dans le même but ; cette vente a rapporté la somme de soixante-dix-huit mille livres.
Les rentes pouvaient provenir de legs et donations, ou bien d'échanges contre d'autres biens que l'abbé avait effectués. On peut assimiler aux rentes, payables en numéraire, les apports en nature auxquels l'abbaye avait droit. Souvent il s'agissait de blé, d'avoine ou de bois, dus à un jour fixe, et que l'abbaye devait récupérer sur place sauf stipulation contraire. La plus infime redevance qu'on devait à l'abbaye, par la volonté de Saint-Louis exprimée en 1231, portait sur une charge d'âne de bois mort à prendre dans sa forêt d'Halatte.

##### Situation au début duXVIIIesiècle
Il existe un inventaire des revenus du 31 octobre 1702, quand la mense abbatiale fut partagée en trois lots destinés respectivement à l'abbé, aux religieux et à la couverture des charges ; cet inventaire ne permet toutefois pas de calculer la superficie totale des terres ou l'importance du patrimoine immobilier. Sont concernées trente-cinq communes environ. Voici une liste des treize communes auxquelles sont associés des revenus dépassant les cinq cents livres annuelles, au 31 octobre 1702, en ordre décroissant, avec la désignation de l'objet des revenus et le revenu annuel :
- Royaumont : seigneurie, plusieurs bâtiments, basses-cours, moulin avec dépendances (total 326 arpents), Bois du Bonnet (taillis) - 5 500 livres
- Asnières-sur-Oise : seigneurie, bâtiments, jardins, 2 pressoirs, rentes, greffe, ferme de la Briette (total 110 arpents), seigneurie et moulin de Giez - 3 630 livres
- Paris : hôtel et basse-cour de Royaumont, rentes - 2 869 livres
- Roupy : baronnie - 2 300 livres
- La Haye-Malherbe, St-Thomas et La Vaupalière : seigneurie et dîmes - 1 850 livres
- Gonesse : redevances - 1 600 livres
- Belle-Église : seigneurie et terres - 1 500 livres
- Neufchâtel-en-Bray : moulins et rente - 1 450 livres
- Compiègne : blés (redevance en nature) - 1 100 livres
- Montataire : seigneurie et terres - 1 050 livres
- Chauny : terres - 1 000 livres
- lieu-dit Bonfosse : seigneurie et bois - 900 livres
- Lamorlaye : fief et ferme de Royaumont au lieu-dit le Lys avec rentes seigneuriales et foncières ; terre de Beaularis et bois de Beaularis aliéné au prince de Condé - 894 livres
- Creil : seigneurie de Canneville et terres - 600 livres

Le revenu annuel total s'élevait à 29 693 livres. Cet état n'est pas représentatif de la situation lors de l'époque de florissement de l'abbaye. De nombreuses possessions importantes avaient considérablement diminué depuis, si elles n'ont pas été complètement aliénées. Par exemple, ne restent que quarante livres de revenus à Noisy-sur-Oise et quarante arpents de terre à Viarmes, rapportant cent-cinquante livres de rentes.

#### L'importance de l'abbaye

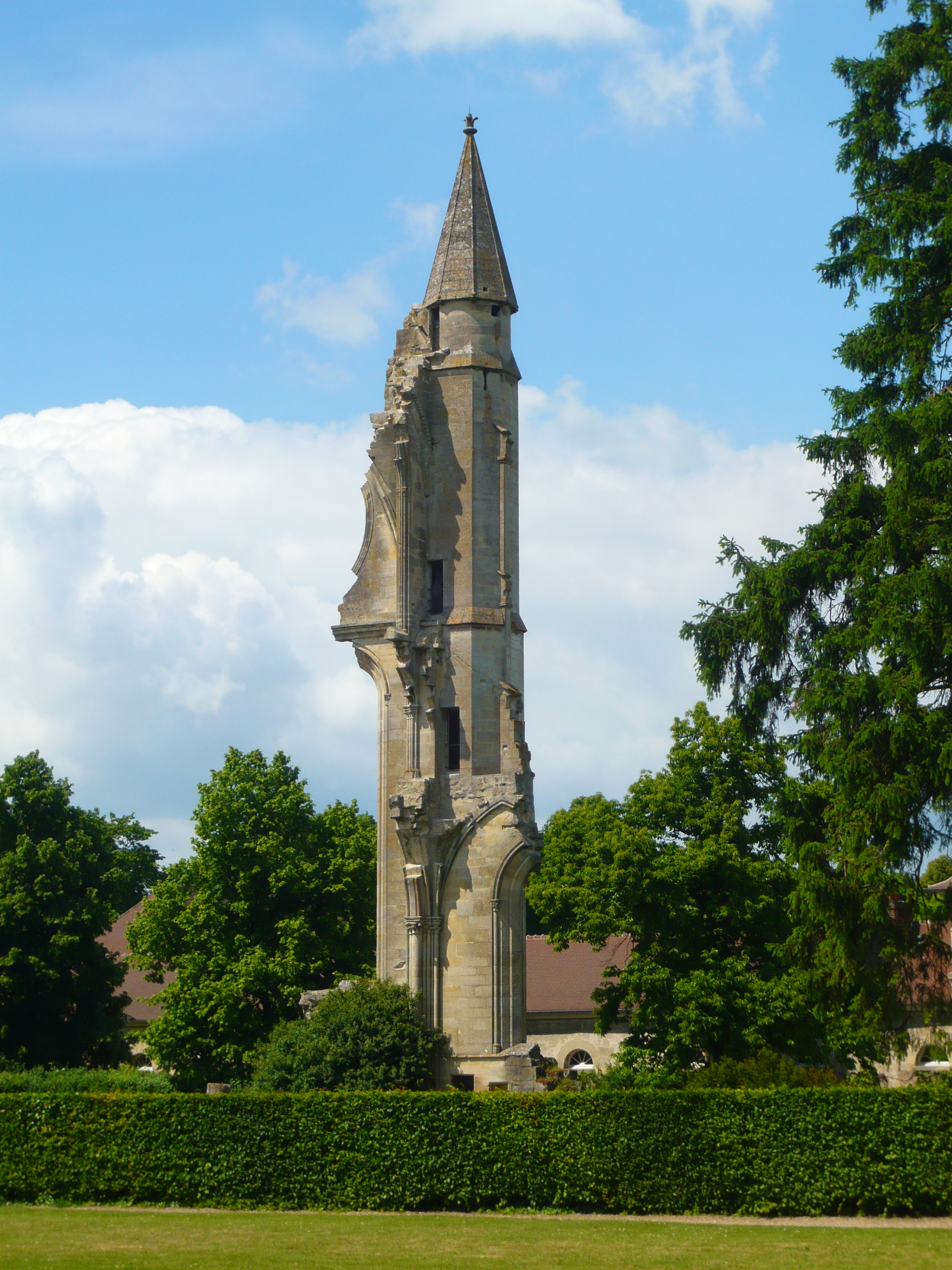
Tourelle avec un escalier en colimaçon qui marquait l'extrémité nord-est du transept.

Plusieurs indices permettent de supposer que Royaumont jouait un rôle non négligeable dans l'Histoire de France : ce fut une filiale directe de Cîteaux, avec un nombre de moines très important jusqu'à la fin du XIVe siècle, richement doté dès l'origine par son fondateur et lié par lui à la maison royale des Capétiens directs. En outre, le titre d'un opulent ouvrage sur son histoire, Histoire de Royaumont : Sa fondation par Saint Louis et son influence sur la France par Henri Duclos (voir dans la bibliographie), suggère également que Royaumont fut une abbaye d'un grand rayonnement, que ce soit sur le plan spirituel ou théologique, sur le plan intellectuel, sur le plan politique ou bien sur le plan économique. Ce dernier aspect a fait l'objet de la précédente section. Quant aux autres aspects, le présent chapitre consacré à l'abbaye cistercienne de Royaumont n'a rien relevé qui soutienne l'hypothèse que Royaumont influença l'Histoire de France. Vraisemblablement, ce fut l'hypothèse de travail d'Henri Duclos, que son travail ne permit pas de corroborer par la suite, sans que l'auteur renonçât pour autant au titre retenu dès le départ. En effet, le vice-président du Comité archéologique de Senlis, Nicolas Laffineur, chargé de la rédaction d'un compte-rendu de l'ouvrage de Duclos, parvient au jugement suivant sur l'importance de Royaumont dans l'histoire : « Royaumont ne paraît pas au rang de ces monastères qui comme Lérins, Marmoutier ou Saint-Denis et tant d'autres foyers de vie intellectuelle ou morale, ont rayonné sur la France et sur le monde. Royaumont a pu produire de grandes vertus cachées au siècle, abriter à l'ombre de ses murailles de nobles âmes ; mais enfin, à aucune époque, il n'a produit ni un homme remarquable ni une œuvre digne de ce nom. Vincent de Beauvais […] n'était même pas cistercien ; il était dominicain ».

### Site d'industrie textile (1792-1863)

#### Époque du marquis de Travanet (1792-1812)

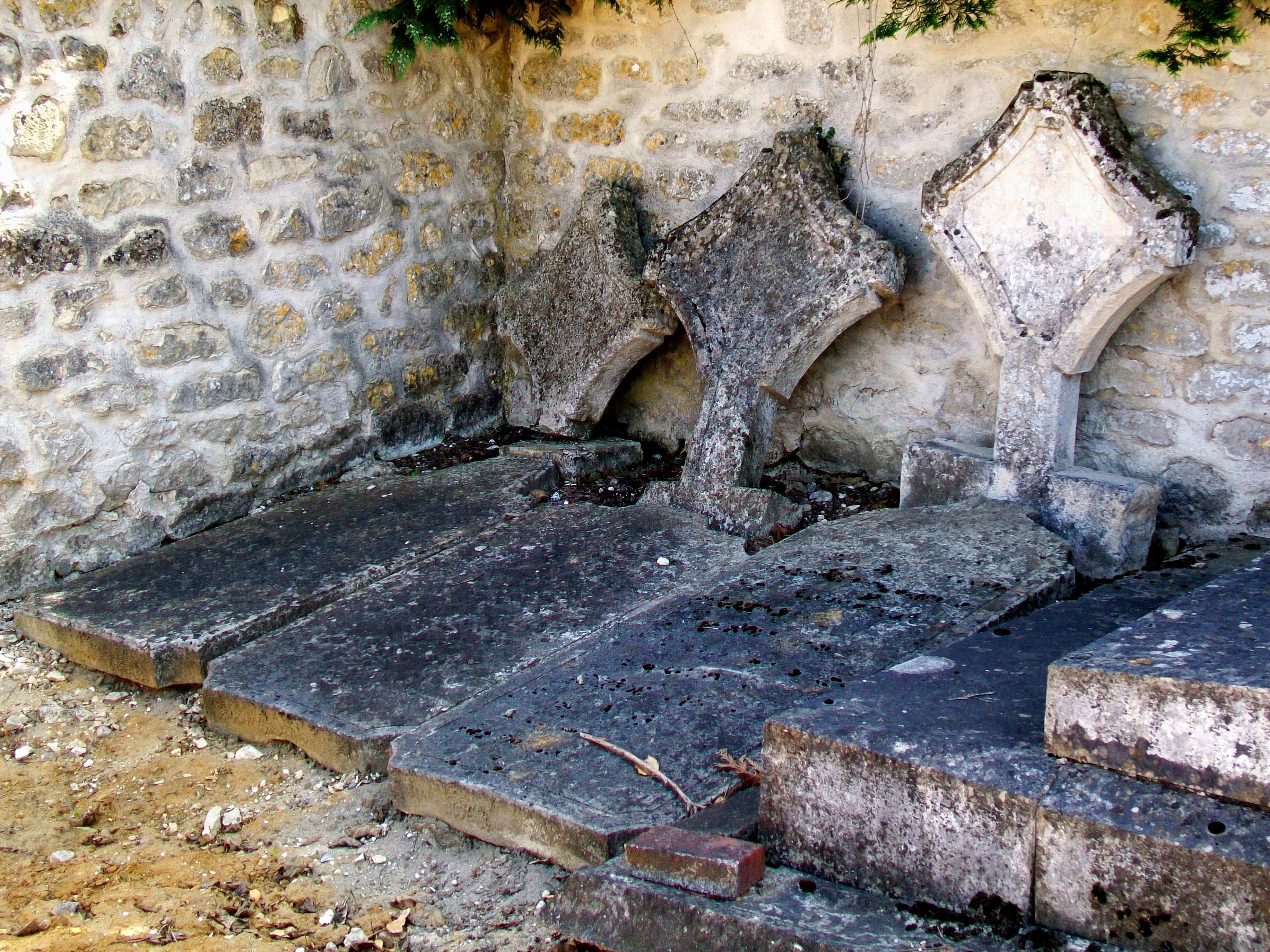
Les sépultures Travanet, au cimetière d'Asnières-sur-Oise.

Le marquis de Travanet transforme l'abbaye en filature de coton. Les trois cents ouvriers sont employés à la destruction de l'église en 1792 à l'exception curieuse d'une tourelle ; les pierres sont utilisées pour construire les habitations des ouvriers. Les bâtiments restants sont adaptés à l'activité industrielle. La roue hydraulique de six mètres de diamètre est installée au centre du bâtiment des moines et alimentée par un nouveau canal (celui que l'on aperçoit aujourd'hui depuis l'entrée). Une seconde roue est installée dans le bâtiment des latrines. Deux travées du réfectoire des moines sont abattues pour y aménager le séchoir. Une galerie du cloître est également démolie. La production est lancée : deux cents livres de coton par jour. Le long de l'emplacement de l'église disparue, un bâtiment de quatre-vingt-cinq mètres de long est érigé en 1795 pour abriter des métiers à tisser le coton. L'année même, Travanet meurt et son frère, le vicomte de Travanet, lui succède. Les ruines de l'abbatiale reçoivent souvent la visite de la reine Hortense qui habite le château de Baillon jusqu'en 1803 et qui contribue à les faire connaître. Quand le frère du marquis décède à son tour vers 1812, la filature ferme provisoirement.

#### Époque de Joseph Van der Mersch (1815-1862)

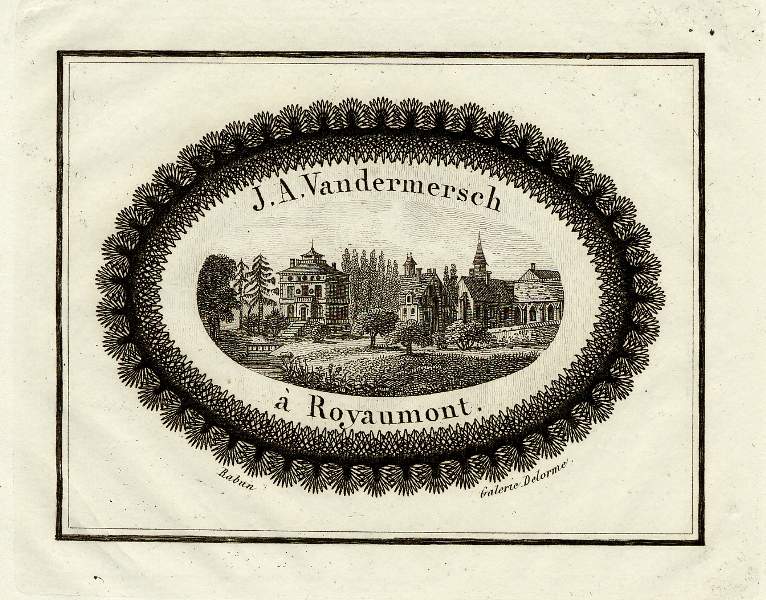
Cachet de l’entreprise van der Mersch (Royaumont).

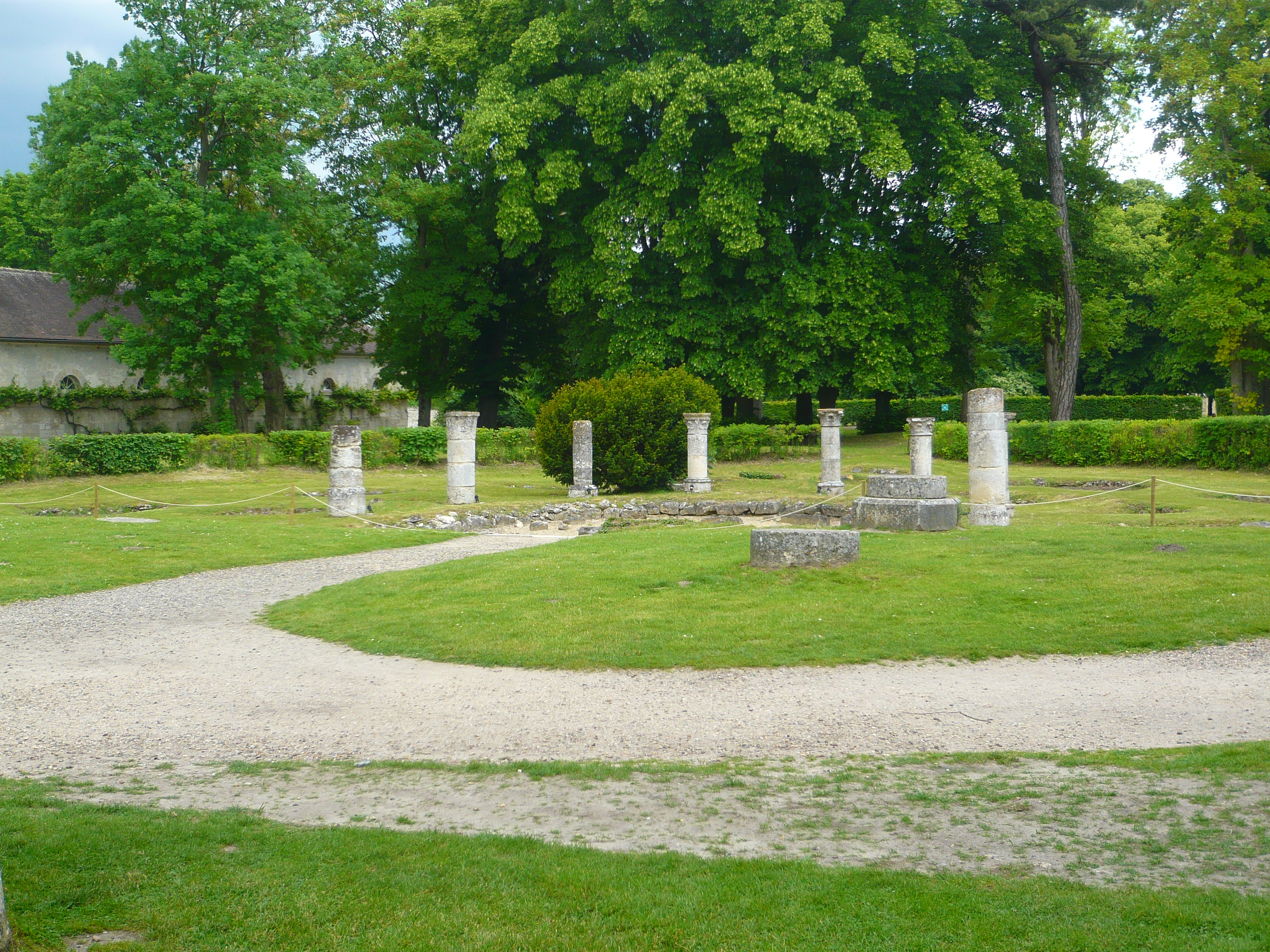
Vestiges du chœur de l'abbatiale démolie en 1792. Entre chaque paire de colonnes, une absidiole s'ouvrait : particularité de Royaumont que l'on ne trouve habituellement pas dans les églises cisterciennes.

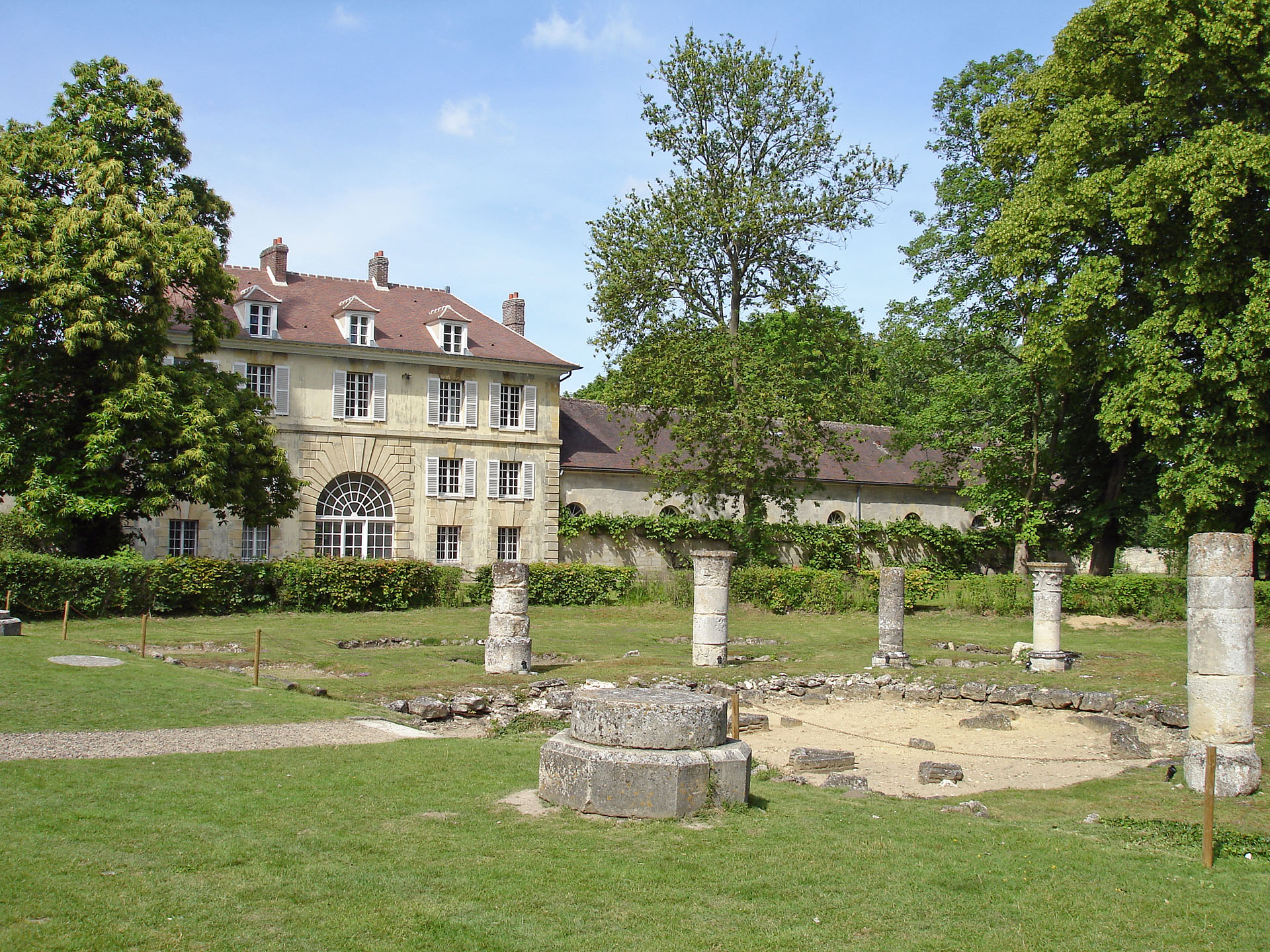
Ancien bâtiment industriel au nord des ruines de l'abbatiale.

En juillet 1815, lorsque les colonnes de Blücher et de Wellington marchent sur Paris, un camp d'Anglais et de Prussiens est formé à Royaumont, et leurs officiers logent dans l'abbaye déserte. À la fin de l'année même, l'usine est revendue par la vicomtesse de Travanet à un industriel belge, Joseph Van der Mersch. Elle ne vend pas encore tout, sachant qu'elle cède des terres à M. Froment-Meurice en 1825. Van der Mersch ne reprend pas l'ancien personnel qui s'était dispersé, mais fait venir trois cents ouvriers flamands. Il apporte toutefois beaucoup de travail aux artisans locaux lors de l'aménagement des bâtiments et fait s'installer l'aisance dans le pays. Sa popularité se traduit par le surnom le père des ouvriers auxquels il porte un grand respect ; il paye bien et donne du travail à chacun. Quand un incendie détruit le quart des maisons d'Asnières en 1817, Van der Mersch organise un comité de secours et obtient une subvention de 25 000 livres de Louis XVIII ; et sa femme soigne les malades même atteints de variole. Le belge met en œuvre de nouveaux procédés techniques pour tisser des châles et des indiennes. Pour la production de calicots et de basin, il crée une blanchisserie chimique employant quatre-vingts ouvriers qui nécessite la construction de trois nouveaux bâtiments en briques autour de l'ancien bâtiment des latrines. La capacité annuelle de la blanchisserie est de cent mille pièces. Dès 1826, le tissage est arrêté par manque de rentabilité, et la filature modernisée : l'énergie hydraulique cède la place à deux machines à vapeur, dont la présence est signalée par deux cheminées hautes de vingt et trente mètres. Consommant désormais soixante-cinq tonnes de coton brut par année, la production double et atteint deux cents kilogrammes par jour avec un effectif réduit à moitié (56 femmes, 53 enfants, 36 hommes dont 5 cadres, sans compter le personnel de la blanchisserie). Le salaire par jour travaillé est de trois francs en moyenne avec trois cents jours travaillés par an.
L'ensemble architectural constitue une curieuse imbrication de ruines gothiques et de bâtiments industriels, mais conserve beaucoup de charme. Les Van der Mersch rendent habitable le palais abbatial inachevé et savent habilement profiter de la vogue romantique, attirant la grande bourgeoisie parisienne par de nombreuses fêtes et réceptions. Une salle de bal est aménagée dans l'ancien réfectoire des frères convers ainsi qu'un petit théâtre dans le passage attenant. Parmi les hôtes célèbres, on peut citer Benjamin Constant, propriétaire de l'abbaye d'Hérivaux non loin de là, La Fayette, Eugène Sue, le peintre Horace Vernet…
Mais bientôt, l'entreprise connaît des difficultés financières à l'instar des autres établissements de ce type dans la région parisienne, comme Chambly, Coye-la-Forêt, Chantilly et Senlis, souffrant de la concurrence normande et alsacienne. Joseph Van der Mersch est contraint de vendre le « château » avec les jardins au marquis Jacques de Bellissen, en 1832, sans qu'il cesse d'être un lieu d'échange entre intellectuels. Ce sacrifice ne suffit pas et la filature est louée aux établissements de la Morinière. L'usine est transformée en manufacture d'impression sur étoffes, fabriquant entre autres des petits châles dits « Californie ». À partir de 1840, une douzaine d'habitations ouvrières du parc sont reconverties en cottages et louées comme résidences secondaires à des bourgeois, jusqu'au début des années 1860. Cependant, faute de retrouver le succès économique, l'activité de l'usine se réduit au minimum à partir des années 1850 et l'établissement doit fermer définitivement en 1863, peu après le décès de Joseph van der Mersch en 1862, à l'âge de quatre-vingt-huit ans.

### Expression du renouveau religieux (1864-1905)

#### Les oblats de Marie-Immaculée (1864-1869)
L'ordre cistercien ne reviendra plus à Royaumont, mais l'ancienne abbaye retrouve sa vocation religieuse en 1864, un an après la fermeture de l'usine, quand elle est rachetée en date du 4 août 1864 par la congrégation des Oblats de Marie-Immaculée. Cet ordre fut fondé à Aix-en-Provence le 25 janvier 1816 par saint Eugène de Mazenod (1782-1861), prêtre français de Marseille, dans un élan de retour aux valeurs chrétiennes. Royaumont est choisi comme nouveau siège de la maison mère de l'ordre, et l'abbé Fayette fait engager des travaux de remise en état des bâtiments, supprimant les traces de l'utilisation industrielle. Ce sont les Oblats qui demandent à l'abbé Henri-Louis Duclos (* Saint-Girons 1er février 1816 - † Paris 8 avril 1900) d'écrire l'histoire de Royaumont, paru en 1867 en deux volumes de mille cinq cents pages au total, et qualifié par Le Siècle comme « l'ouvrage d'érudition le plus considérable qui soit sorti des mains du clergé dans ces derniers temps ».

#### Les Sœurs de la Sainte-Famille (1869-1905)

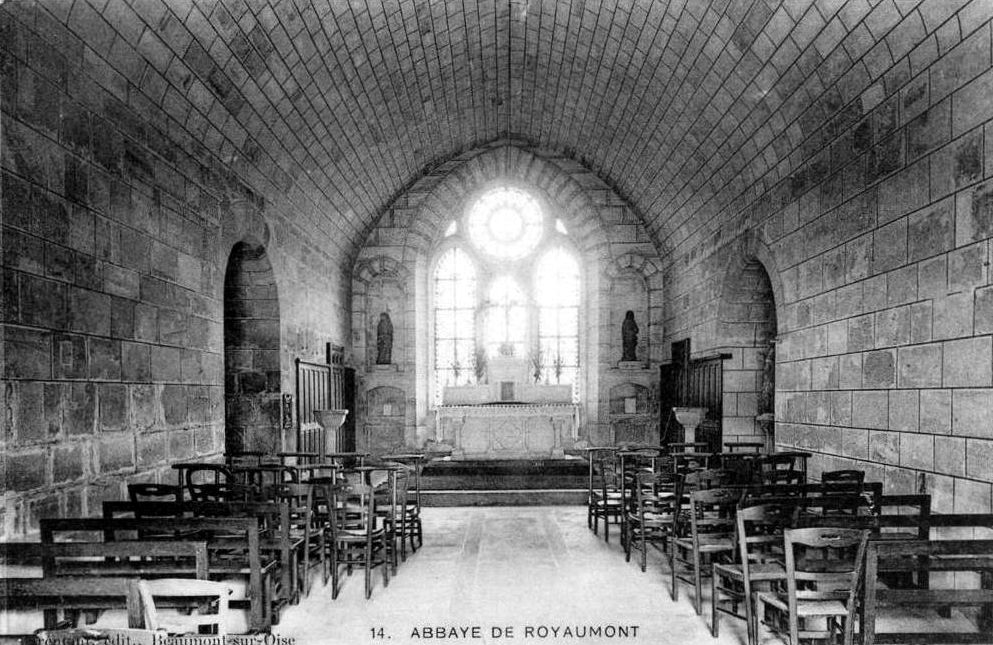
La chapelle du Sacré-Cœur aménagée provisoirement dans l'ancienne sacristie en 1865.

Cinq ans plus tard, les oblats renoncent à leur projet au profit de la congrégation des Sœurs de la Sainte Famille de Bordeaux.
Ces dernières font de Royaumont leur noviciat, proposant aux futures sœurs quatre voies de formation au choix : agriculture, éducation des jeunes filles, instruction des ignorants et soins de malades pauvres. Les sœurs de la Sainte-Famille disposent de davantage de moyens financiers et poursuivent la restauration de l'abbaye sous la direction d'un architecte de renom, Louis Vernier de Beaumont-sur-Oise. Vernier étudie soigneusement les documents anciens et s'attache à tout reconstruire selon le plan d'origine. Notamment, les deux travées détruites de l'ancien réfectoire des moines et la galerie orientale du cloître sont rebâties. L'affectation des bâtiments ne sera pas identique à celle de l'origine : le réfectoire devient chapelle à la fin des travaux en 1870, le bâtiment des moines accueille une salle de théologie en 1876, le réfectoire des convers devient celle des sœurs et le dortoir des moines est divisé en cellules individuelles. Il y a également des ajouts dans le goût néogothique de l'époque ; un escalier dédié à saint Raphaël et une chambre de Saint-Louis avec croisée d'ogives, un plafond étoilé et un vitrail racontant la pieuse vie du roi. La troisième et dernière campagne de travaux prend fin en 1898. Cependant, les religieuses ne pourront pas mettre en œuvre leur rêve de rebâtir l'église.

### À la recherche d'une nouvelle vocation (1905-1935)

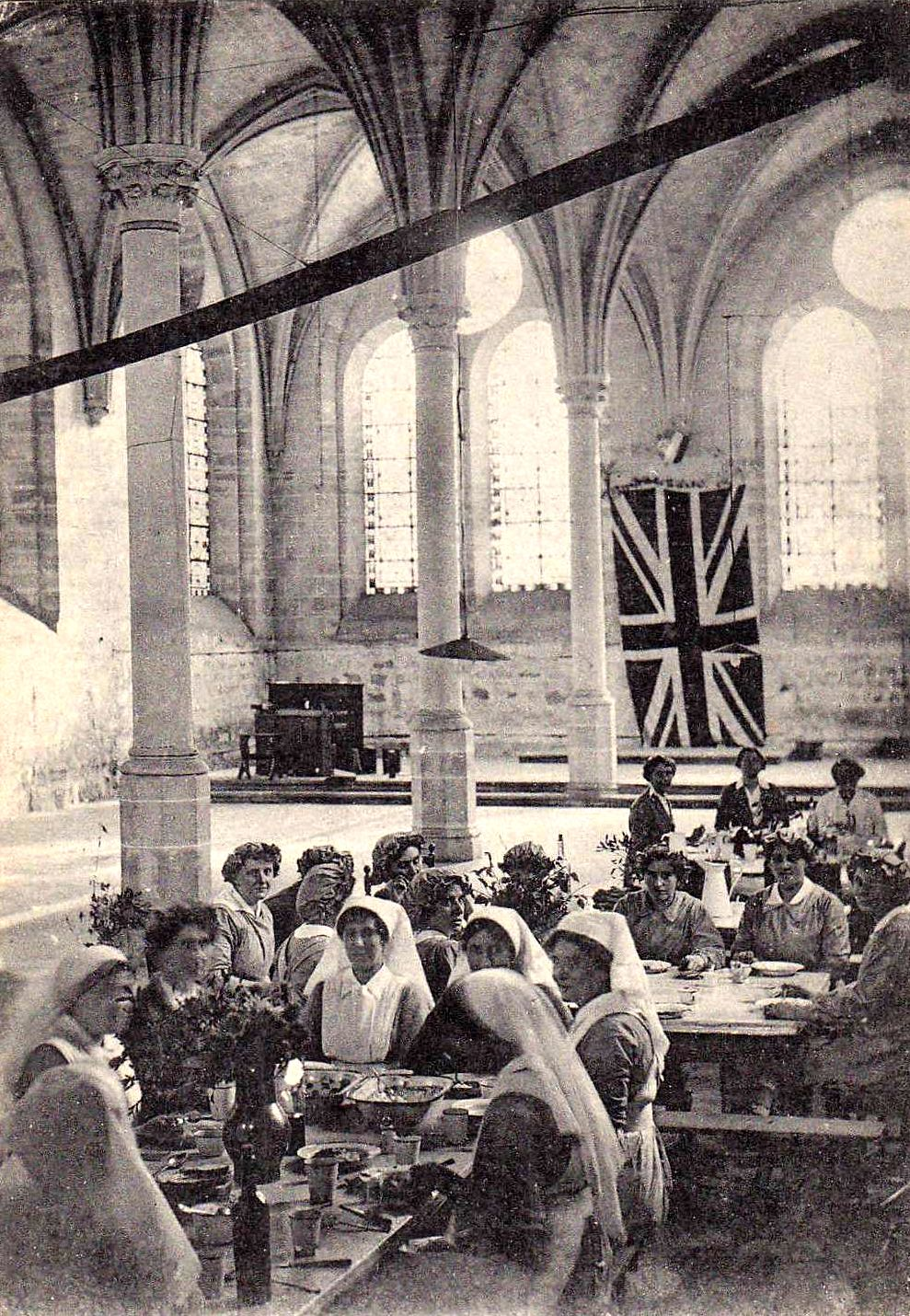
Réfectoire du Scottish Women's Hospital (ancien réfectoire des moines).

Le 21 mars 1899, M. Pitat, deuxième propriétaire de l'ancien palais abbatial depuis Joseph Van der Mersch après le marquis de Bellissen, vend ce « château », ainsi que son parc et les terres, à Jules Goüin, grand industriel et président de la Société de construction des Batignolles. Le château devient une résidence d'été pour sa famille et les familles de ses cinq enfants. Bientôt, les religieuses cherchent à vendre également. Le 25 septembre 1905, Jules Goüin se porte acquéreur de l'abbaye, qui forme une enclave au sein de sa propriété, afin d'éviter une nouvelle reconversion industrielle en tannerie ou en asile d'aliénés, et pour permettre aux sœurs de revenir si les circonstances changeaient. L'industriel ne peut profiter longtemps de Royaumont, où il décède le 10 septembre 1908. La famille Goüin fait redessiner le jardin du Cloître en jardin à la française par le paysagiste Achille Duchêne en 1912.
Les bâtiments de l'abbaye restent alors vacants. Pour cette raison, l'un des fils de Jules Goüin, Édouard, les met à la disposition de la Croix-Rouge française en décembre 1914 pour y ouvrir un hôpital, l'hôpital auxiliaire no 301 (en), destiné aux blessés de guerre. Le corps médical et l'ensemble du personnel, venus d'Écosse, sont exclusivement féminins ; ce sont des suffragettes militantes de l'Union nationale des sociétés des femmes suffragistes (National Union of Women's Suffrage Societies). Royaumont fut le septième hôpital ouvert par cette association, qui fait transformer les bâtiments à l'abandon et mal équipés en unité de soins de qualité. Au début, y travaillent six médecins, vingt-quatre infirmières et trente aides-soignantes, sans compter le personnel administratif ; seulement deux hommes leur viennent en aide pour les plus dures besognes. Il n'est pas sans intérêt de signaler qu'avant-guerre, les médecins femmes ne soignaient pas les hommes, comme l'a noté Lucie Bérillon dans un ouvrage qu'elle a écrit alors qu'elle était sur place. Le Scottish Women's Hospital également appelé hôpital auxiliaire no 301, accueille quatre cents blessés dès juin 1915, et six cents en 1918 : c'est alors le plus grand hôpital « britannique » de France. Lorsqu'il cesse ses activités en mars 1919, il aura soigné 10 861 blessés au total, dont 8 752 soldats.
Les deux fils de Jules Goüin, Gaston et Édouard, meurent en 1921 et 1922 respectivement. L'épouse d'Édouard conserve l'abbaye proprement dite et une partie du parc, mais le reste du domaine avec le palais abbatial, la majeure partie du parc, les vastes terrains et les anciens bâtiments industriels près des ruines de l'église doivent être vendus aux enchères en raison de la succession impliquant plusieurs héritiers. Les nouveaux propriétaires seront le baron et la baronne Fould-Springer. En 1923, Henry Goüin, fils d'Édouard et petit-fils de Jules Goüin né en 1900, prend en charge la gestion de la propriété de sa mère, devenue comtesse de Ségur-Lamoignon. Sa vision est de créer un genre de phalanstère dans l'ancienne abbaye. Les bâtiments subsistants de l'abbaye sont classés monument historique en 1927. Henry Goüin entame alors de nouveaux travaux de restauration sous la direction d'un architecte des Monuments historiques. Il travaille naturellement dans l'entreprise familiale, la Société de construction des Batignolles, qui ferme par ailleurs son site de production parisien exigüe en 1928 pour transférer les activités dans les usines de Nantes.

### Centre de la vie intellectuelle et artistique (1936-1964)

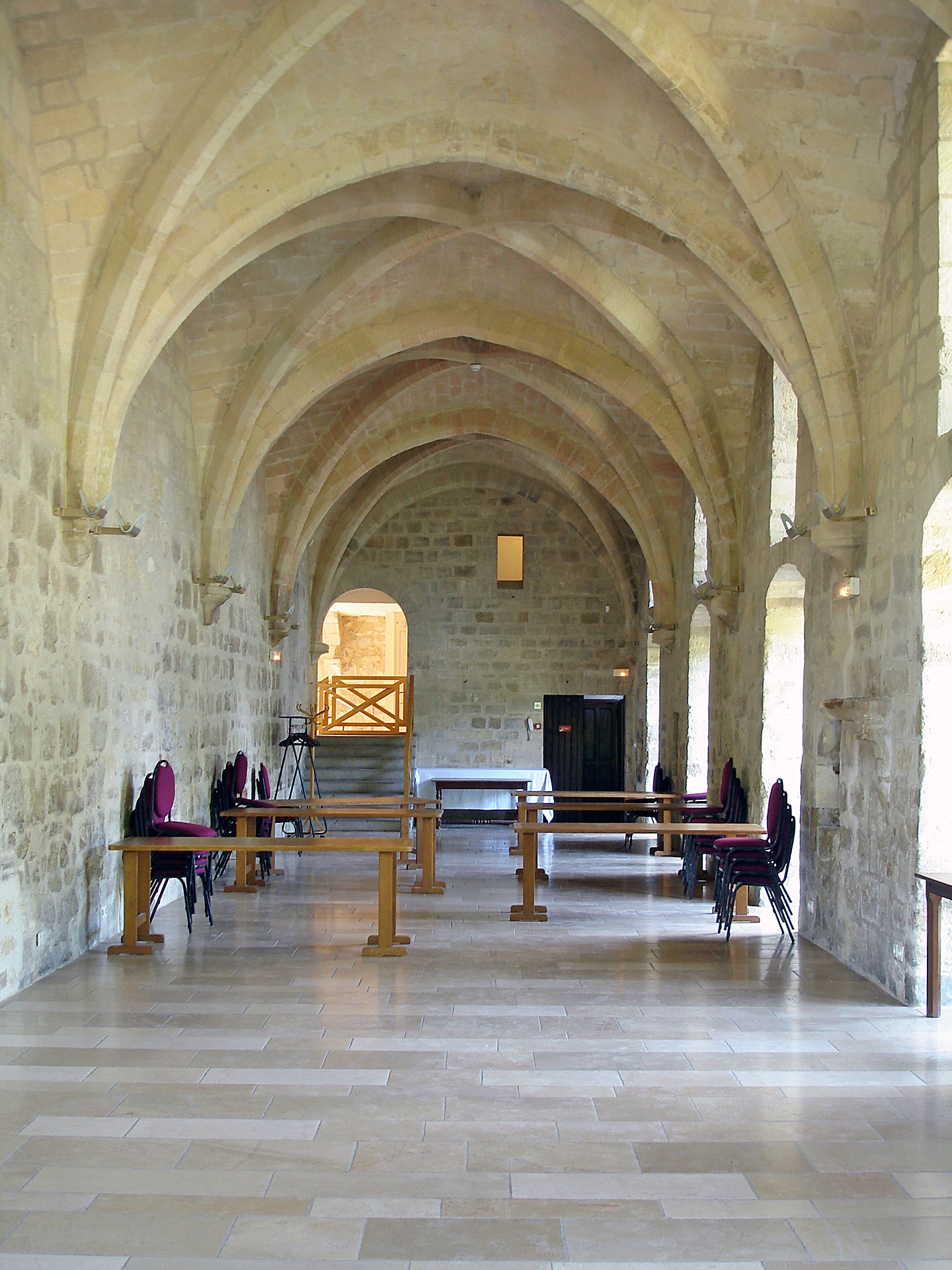
Bâtiment des latrines, rez-de-chaussée, galerie nord.

En 1931, Henry Goüin épouse Isabel Lang, qui est la petite-fille de l'un des fondateurs de la Banque Lazard. Le couple aura deux filles ensemble. La famille réside alors dans un hôtel particulier à Paris. Pianistes amateurs de talent, Henri et Isabel y organisent déjà de nombreux concerts. Sous l'impulsion du Front populaire, qui améliore le sort des travailleurs mais pas celui des artistes et intellectuels, Henry Goüin décide de leur ouvrir l'abbaye de Royaumont pour qu'ils puissent profiter de l'atmosphère de l'ancien monastère, s'y reposer, et éventuellement créer. Sa femme et sa mère partagent cette idée. les travaux d'aménagement sont lancés, portant surtout sur le confort des chambres (les anciennes cellules), encore dépourvues de chauffage central et d'eau courante. En attendant la fin des travaux, la famille Goüin organise déjà des concerts pendant les étés 1936 et 1937, grâce au concours de François Lang, frère d'Isabel et pianiste de renom. Le 15 mai 1938 enfin, le « Foyer de Royaumont, lieu de travail et de repos pour artistes et intellectuels » est inauguré. Les chambres sont louées à des prix modiques, et les pensionnaires en manque de moyens peuvent bénéficier de bourses.
Pendant la Seconde Guerre mondiale, le foyer doit fermer et n'ouvre qu'à la libération pour accueillir des artistes et intellectuels revenus de déportation ou de détention. Henry Goüin lui-même était prisonnier de guerre et ne revient qu'en décembre 1943, décoré de la Légion d'honneur à titre militaire.
En 1947, la vocation du foyer se diversifie sous la direction de Gilbert Gadoffre, et Royaumont devient le « Centre culturel International de Royaumont », lieu alternatif aux institutions universitaires françaises traditionnelles. Durant les années 1950 et 1960, l'ancienne abbaye devient un lieu de rencontre des milieux intellectuels et artistiques à l'échelle internationale, avec de nombreux séminaires, colloques et conférences sous le vocable « Cercle culturel de Royaumont ». Parmi ses illustres visiteurs, sont venus Nathalie Sarraute, Eugène Ionesco, Alain Robbe-Grillet, Vladimir Jankélévitch, Mircea Eliade, Witold Gombrowicz, Francis Poulenc ou encore Roger Caillois.

### La Fondation Royaumont (1964-aujourd'hui)

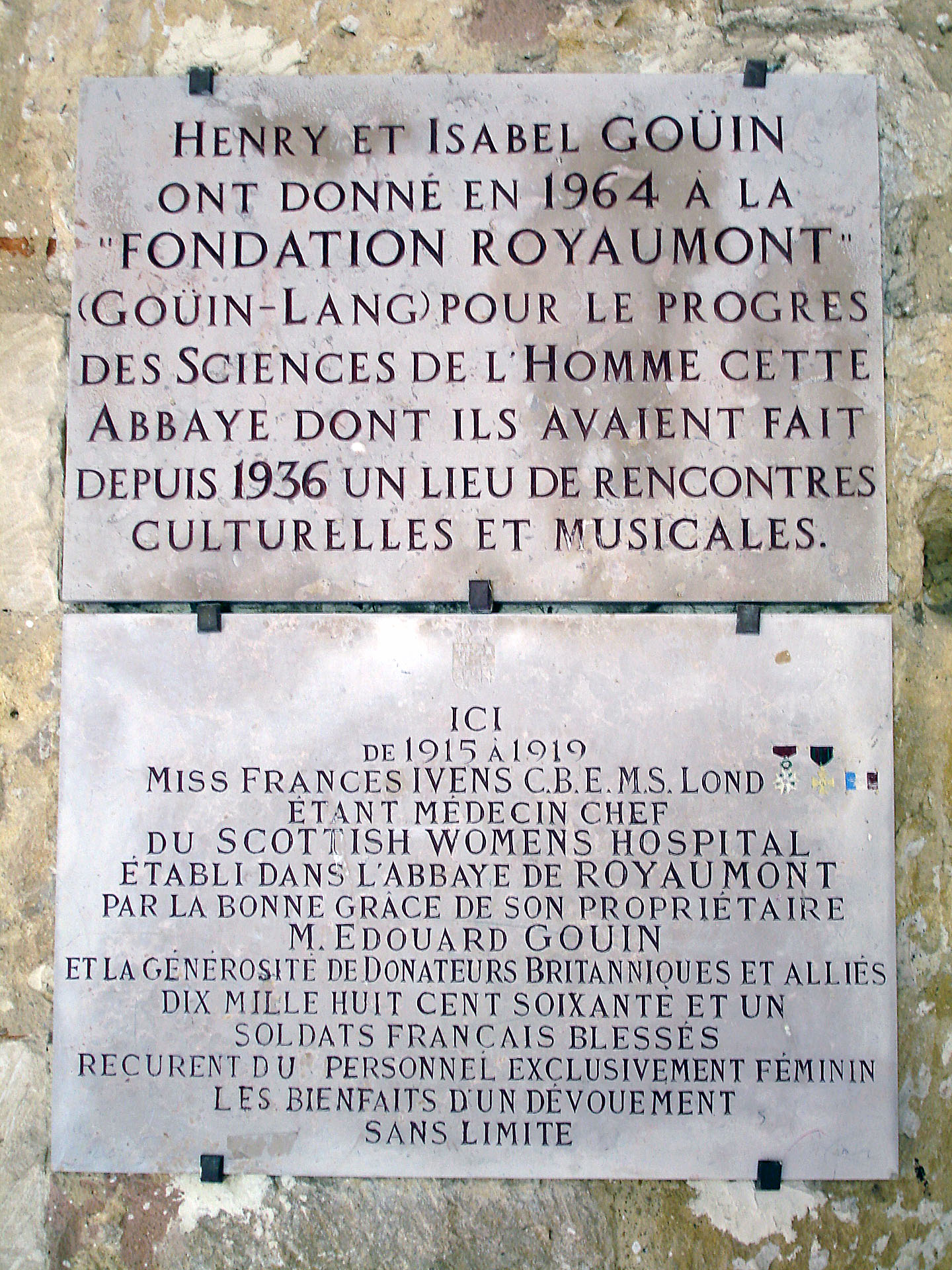
Plaques commémoratives dans le passage-parloir.

En 1964, Henry et Isabel Goüin créent la Fondation Royaumont (Goüin-Lang) pour le progrès des Sciences de l'Homme et lui transfèrent la propriété de l'abbaye en donation. C'est la première fondation privée voyant le jour en France. Son ambition est philanthropique et pacifique, partant de l'hypothèse que l'étude de l'homme sous tous ses aspects et par les différentes disciplines scientifiques permettrait un jour de mettre un terme aux haines, fanatismes, luttes de classe, révolutions et guerres. Après une interruption des « rencontres » de 1968 à 1971, se met en place une évolution vers une réflexion sur la biologie et l'anthropologie.
Chargée en premier lieu de conserver le monument historique, la fondation élabore des programmes de formation, de recherche et de création. C'est d'abord, dans les années 1970, autour de la réflexion sur la biologie et l'anthropologie, à laquelle ont participé François Jacob, Jacques Monod ou Edgar Morin, que s'organisent ses activités. Le « Centre Royaumont pour une Science de l'Homme » voit donc le jour en 1972, avant d'être intégré dans l'École pratique des hautes études deux ans plus tard.
Après la disparition d'Henri Goüin en 1977, un déclin s'annonce, et une nouvelle vocation culturelle est recherchée avec le conseil général du Val-d'Oise, désireux de permettre le maintien des activités : les fonds propres de la Fondation sont insuffisants pour poursuivre l'œuvre des deux mécènes sur le long terme. À l'instigation de son nouveau directeur, Francis Maréchal, la fondation se réorganise autour du thème de la musique vocale tout en diversifiant ses activités dans les domaines de la musique, de la poésie, de la danse contemporaine, de la préservation du patrimoine et des projets artistiques pluridisciplinaires. Aujourd'hui, la musique et la danse ont pris une place prépondérante, laissant de côté la littérature et la poésie. Un service hôtelier complète ces activités et accueille séminaires et colloques permettant de financer en partie l'entretien de l'ensemble. Elle est membre de l'Association des Centres culturels de rencontre en France et en Europe (ACCR).

## Archéologie
Des fouilles sont réalisées en 2021 et 2023 sur le site qui est suivi par l'AFAN et le SDAVO depuis les années 80. De nombreux vestiges ont été trouvés dont dix sépultures (six au niveau du porche et quatre à l'extérieur contre le chevet),.

## Le site

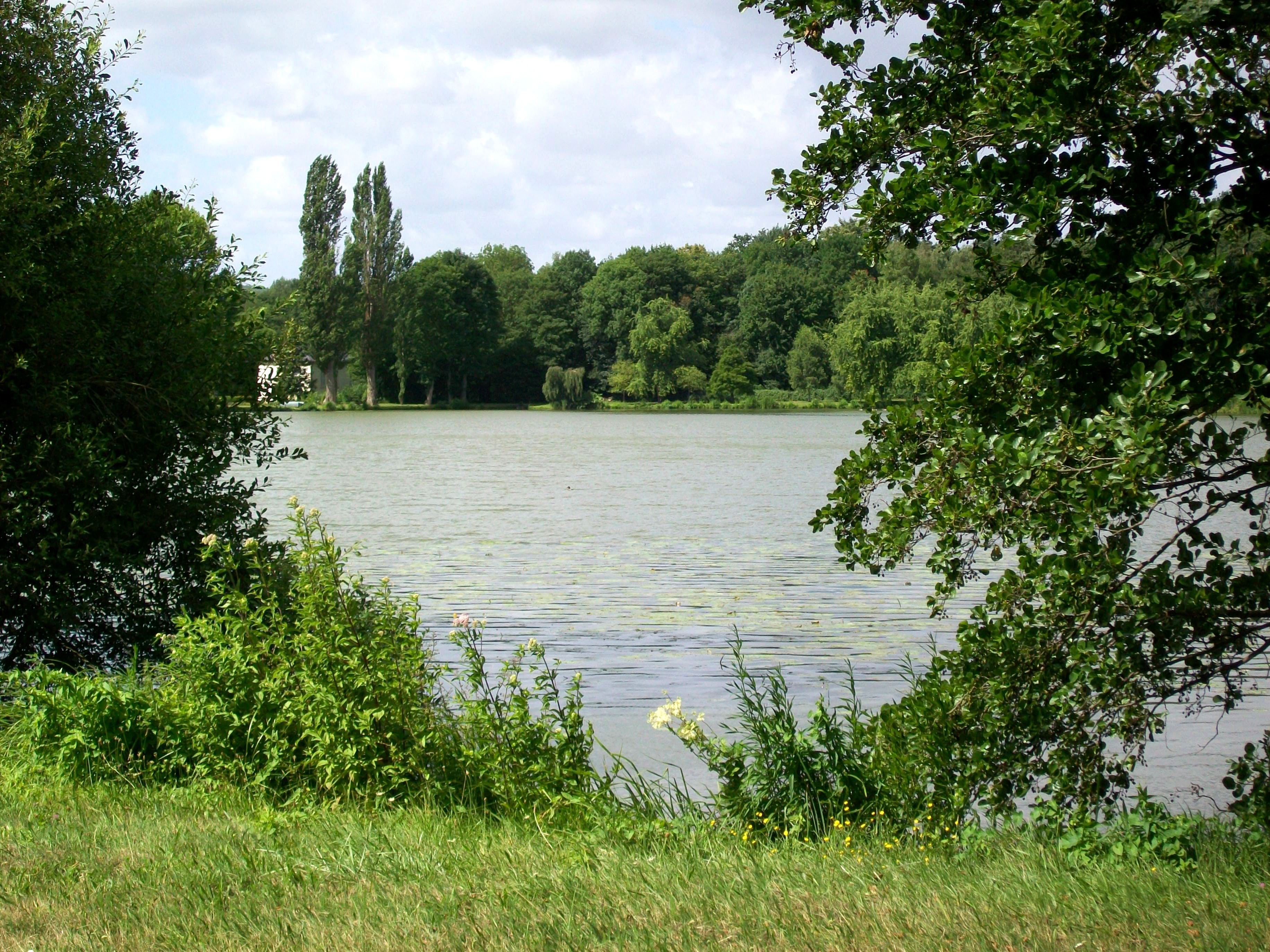
L'étang du moulin à l'ouest de la D 909 a été aménagé par les moines au Moyen Âge.

Le choix du site ne devait rien au hasard. Il tenait compte de la proximité du château royal d'Asnières-sur-Oise, et répondait aux exigences de l'économie monastique cistercienne, voulant que chaque abbaye puisse subsister en autarcie. Le terrain et ses alentours devaient permettre de pratiquer l'agriculture, de disposer d'une forêt comme ressource de bois et de revenus, et de se prêter à l'aménagement d'étangs pour pratiquer la pisciculture. Elle était primordiale car la consommation de viande était défendue aux moines de Royaumont jusqu'en 1493, pour rappeler l'état du paradis.
Toutes ces qualités étaient en principe réunies à Royaumont, mais avant la fondation de l'abbaye, les terres étaient encore incultes et les bois abandonnés. Le site choisi se trouvait au milieu de zones humides et de marais, en partie asséchés par les moines, mais le lieu où furent élevés les bâtiments de l'abbaye est légèrement plus élevé que ses environs et de ce fait exempt d'inondations. La nouvelle Thève, déviation de la rivière dont le cours historique subsiste en parallèle, fut creusée dans le contexte de l'aménagement du site de Royaumont. Le Bois Bonnet, massif annexe de la forêt de Chantilly et aujourd'hui propriété de l'Institut de France, s'appela longtemps « forêt de Royaumont », comme en témoignent des cartes anciennes. Ses produits allaient dans la mense des abbés commendataires.
Le domaine de l'abbaye était initialement organisé en trois ensembles. La partie agricole ou pars ruralis avec granges et écuries, dévolu aux convers, était l'ensemble le plus éloigné du centre de vie des moines. Suivait la partie réservée à la vie des moines, clôturé par une enceinte fermant ce périmètre sacré vers le monde extérieur. Une unique porte, la porterie aujourd'hui disparue, permettait d'y pénétrer. Les moines ne quittaient pas cette pars urbana, mais les visiteurs pouvaient par contre y accéder. S'y trouvaient de divers bâtiments en plus de l'abbaye proprement dite, dont notamment l'infirmerie (face à l'abbaye, perpendiculaire au bâtiment des latrines mais à une certaine distance) et le bâtiment des hôtes. Y furent accueillis également les voyageurs et les exclus, suivant l'exigence de charité et de hospitalité que les Cisterciens s'imposait. Finalement, le troisième ensemble était représenté par l'abbaye proprement dite. Les bâtiments y étaient conçus pour que les moines et les convers ne se côtoient pas au quotidien, et les personnes du monde extérieur accueillies à l'abbaye pouvaient uniquement accéder à l'abbatiale, qui elle-même était subdivisée.

## Architecture

### Aperçu général

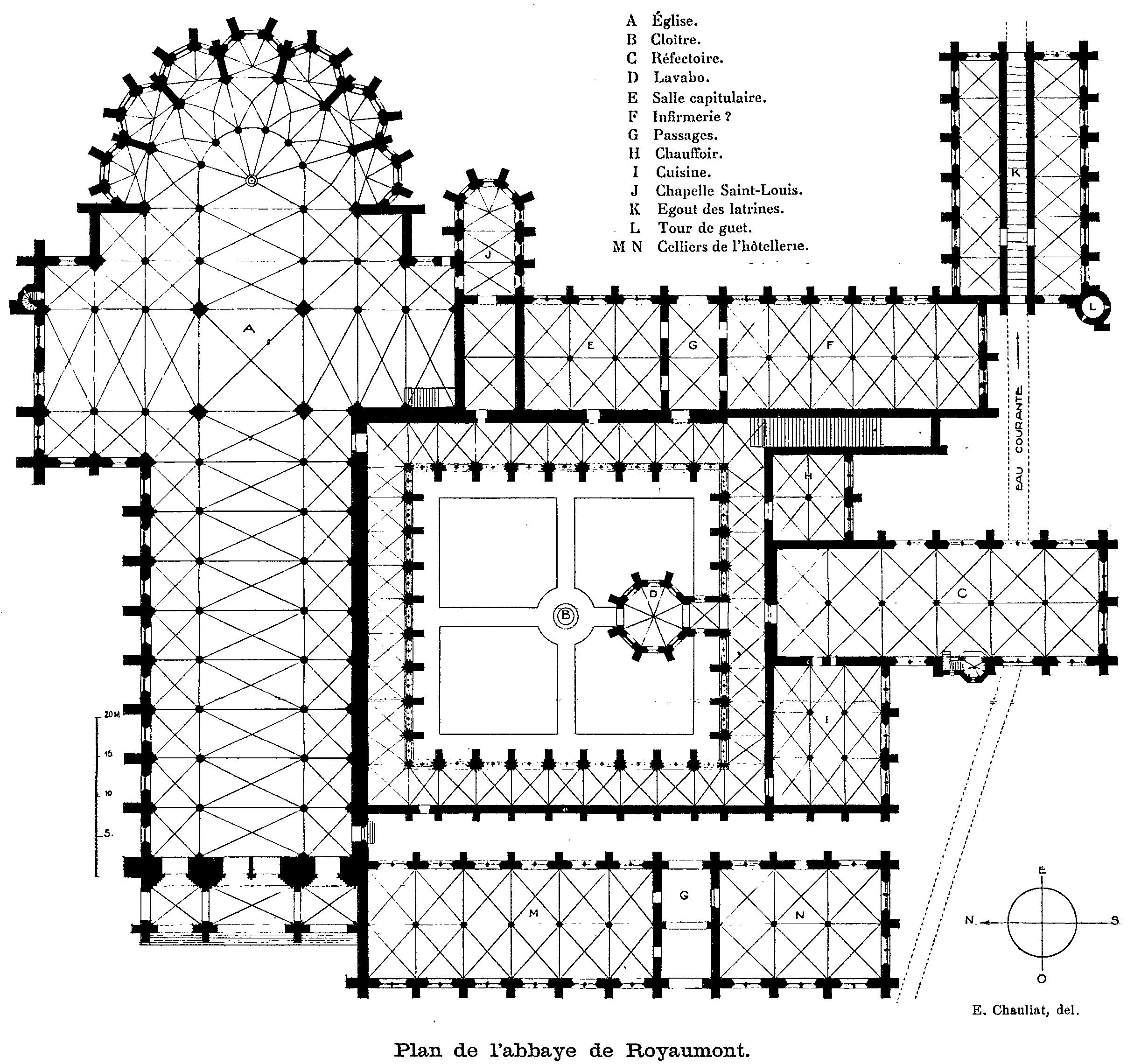
Plan de l'abbaye dans son état du XVIIIe siècle, avant la destruction de l'abbatiale.

Royaumont conserve aujourd'hui son apparence d'abbaye médiévale en dépit de la destruction de l'église. Si la plupart des dépendances à vocation agricole ont disparu, les bâtiments subsistants, restaurés depuis le XIXe siècle, permettent de se représenter assez facilement son ancienne structure. On peut y découvrir le bâtiment des latrines, le bâtiment des moines, les vestiges de l'église, le cloître, le réfectoire des moines, les cuisines et l'aile des convers. On peut par ailleurs apercevoir le palais abbatial du XVIIIe siècle, visible, mais non ouvert à la visite. Le bâtiment des hôtes initial a disparu, tout comme le logis de Saint-Louis sur la grande cour d'entrée à l'est de l'abbaye, devenue le parc du palais abbatial au XVIIe siècle : il a été démoli sous l'abbé Alphonse-Louis de Lorraine-Harcourt (1650-1689).
Le plan de l'ensemble est celle d'une abbaye cistercienne traditionnelle du XIIe siècle remontant à Bernard de Clairvaux, avec des dimensions toutefois plus généreuses en raison du nombre important de moines qui devaient y être installés. Comme particularité, Royaumont disposait d'un pavillon abbatial accolé perpendiculairement au bâtiment des convers et couvert d'ardoises. Avec cette exception, le plan de l'abbaye de Royaumont est superposable à celui de l'abbaye de Longpont, qui date effectivement du XIIe siècle, exception faite de l'abbatiale achevée seulement en 1226. Louis IX ayant assisté à sa consécration le 24 octobre 1227, l'on peut être certain qu'il demanda de relever les mesures sur place. Selon Henri-Louis Duclos (1867), l'architecte fut Pierre de Montreuil ; selon Alain Erlande-Brandeburg (2004), l'architecte reste anonyme. L'auteur, qui indique pourtant Henri-Louis Duclos comme référence, n'explique pas pourquoi il doute de l'intervention de Pierre de Montreuil.
L'ensemble de l'abbaye a été construit dans un délai de sept ans seulement, exploit extraordinaire vu la qualité des travaux et les dimensions des bâtiments. À titre de comparaison, l'abbatiale de Longpont, presque identique à celle de Royaumont, ne fut achevée qu'au bout de trente-cinq ans de travaux, et quatre-vingt-quinze ans après la fondation de l'abbaye. La rapidité de l'exécution illustre l'effort financier que Louis IX avait consenti à sa fondation. C'est le 19 octobre 1235 que fut fêtée la consécration de l'abbatiale.
Avec la construction du palais abbatial dans les années 1780, faisant face à l'abbaye à l'ouest, l'entrée principale a été déplacée de ce côté vers l'est. Depuis cette nouvelle entrée, la vue est captée par le bâtiment des moines en face, le canal menant vers lui installant une parfaite symétrie. Ce canal a été creusé vers 1797 pour alimenter la roue à aubes installée dans le bâtiment des moines pour mouvoir les machines de la filature de coton. Les bâtiments à caractère agricole clôturant le domaine vers le nord sont en fait d'anciens bâtiments industriels du XIXe siècle reconvertis.

### Bâtiment des latrines

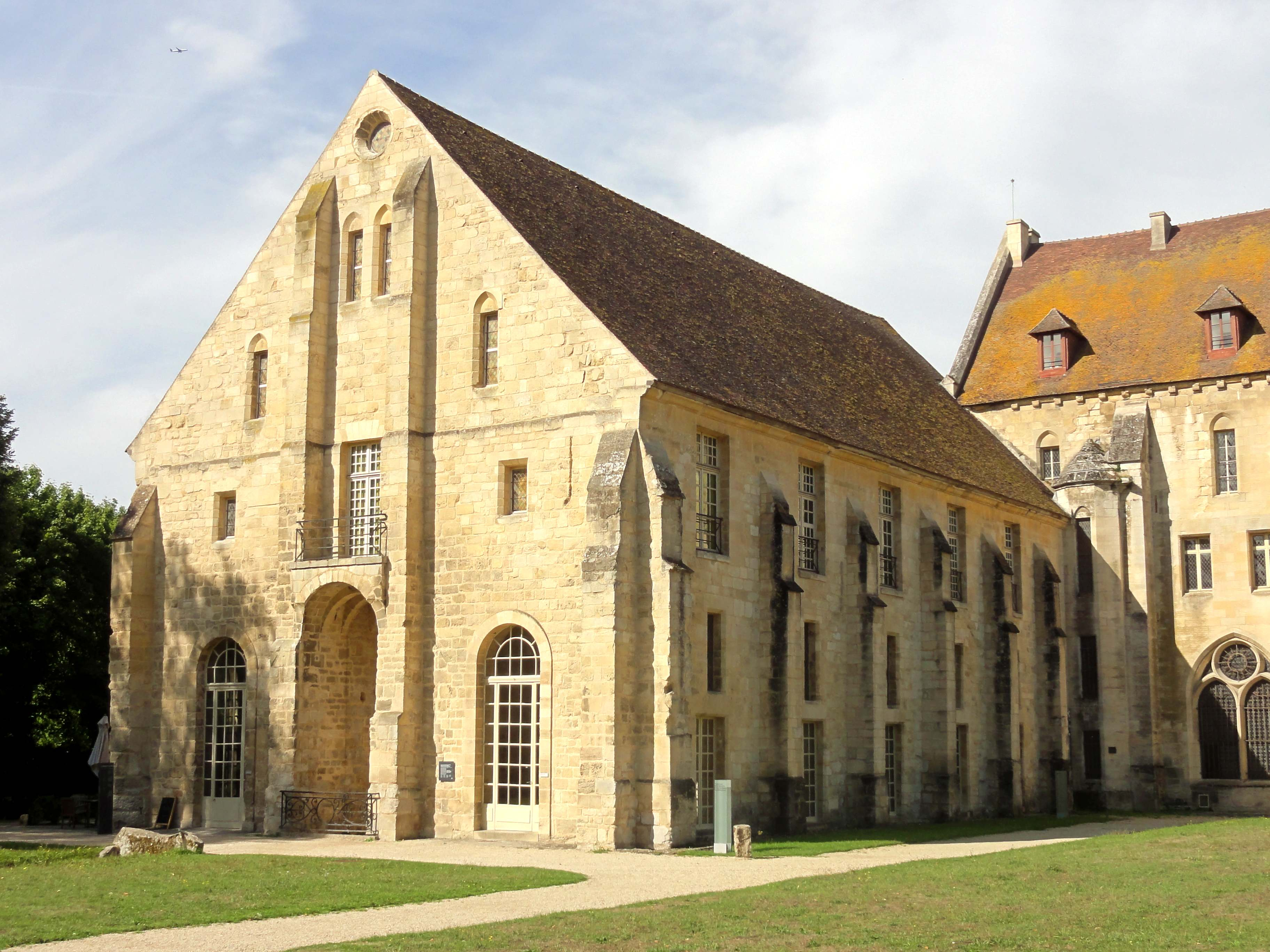
Vue depuis le nord-est.

Le bâtiment des latrines était un élément utilitaire situé en marge des principaux bâtiments de la vie monastique. Long de trente-deux mètres, il est composé de deux vastes pièces situées de part et d'autre d'un canal ainsi que d'une salle à l'étage. Des latrines y étaient aménagées, communiquant avec le dortoir des moines, et s'évacuaient dans le canal. Avec la diminution du nombre de moines, qui rendait le dispositif inutile, le bâtiment devint l'habitation du prieur au XVIIe siècle. Quant au rez-de-chaussée, il abritait des salles de travail chauffées par des cheminées. Le bâtiment a connu d'autre remaniements postérieurs : de grandes ouvertures sont aménagées quand le rez-de-chaussée du bâtiment fut transformé en orangerie. Une roue hydraulique de 5,20 m de diamètre fut installée quand l'abbaye fut transformée en filature après la Révolution. Elle fut remplacée par une roue plus petite de 3,00 m en 1876, destinée à puiser de l'eau d'un puits et récemment restaurée. La tourelle située à l'extrémité du bâtiment date du XVe siècle et faisait partie d'une construction annexe. Le bâtiment accueille aujourd'hui le salon de thé destiné aux visiteurs, ainsi que la salle à manger et une salle de conférence destinées aux résidents de la Fondation Royaumont.

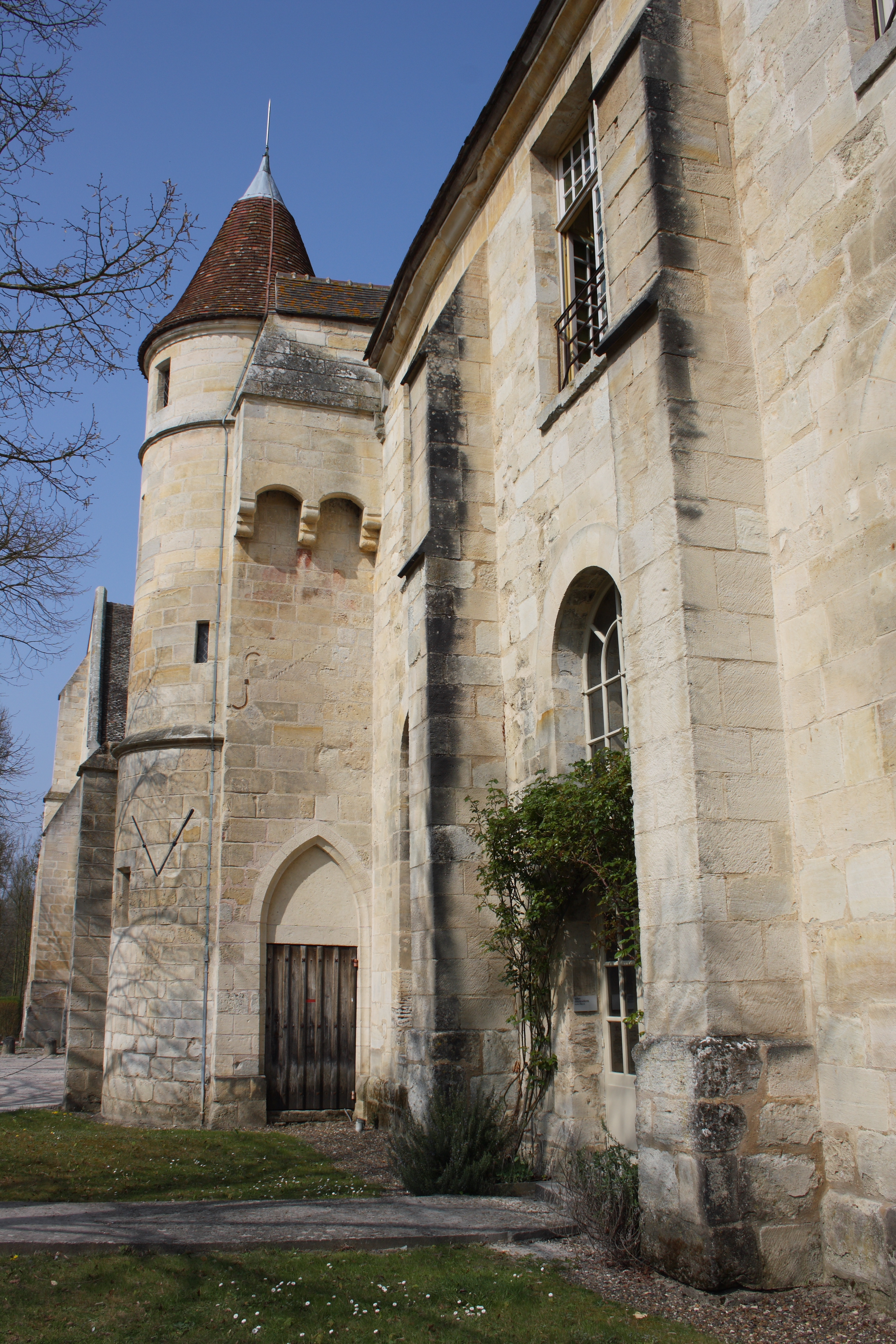
Flanc sud et tour de guet.
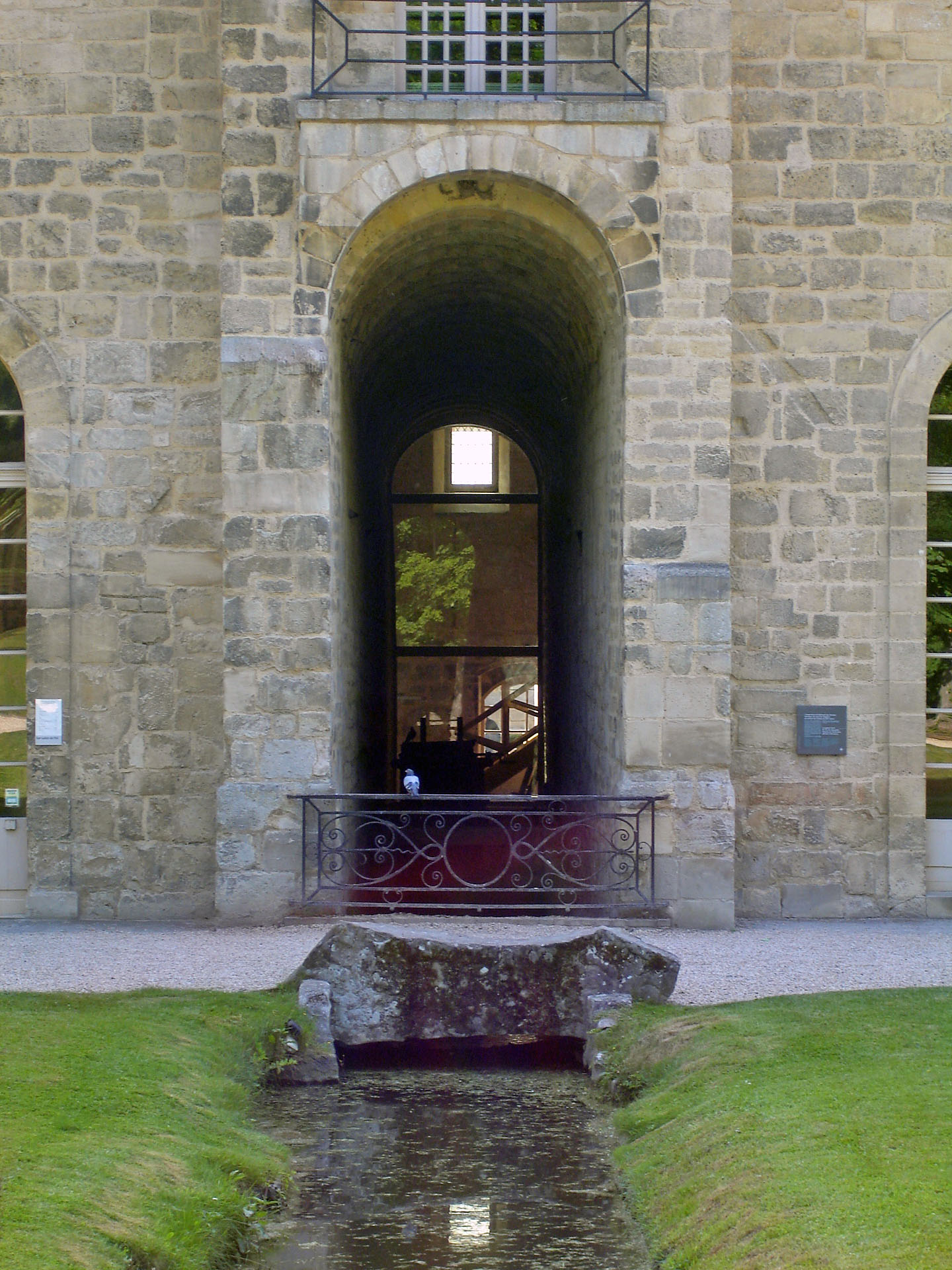
Mur-pignon est, entrée du canal.
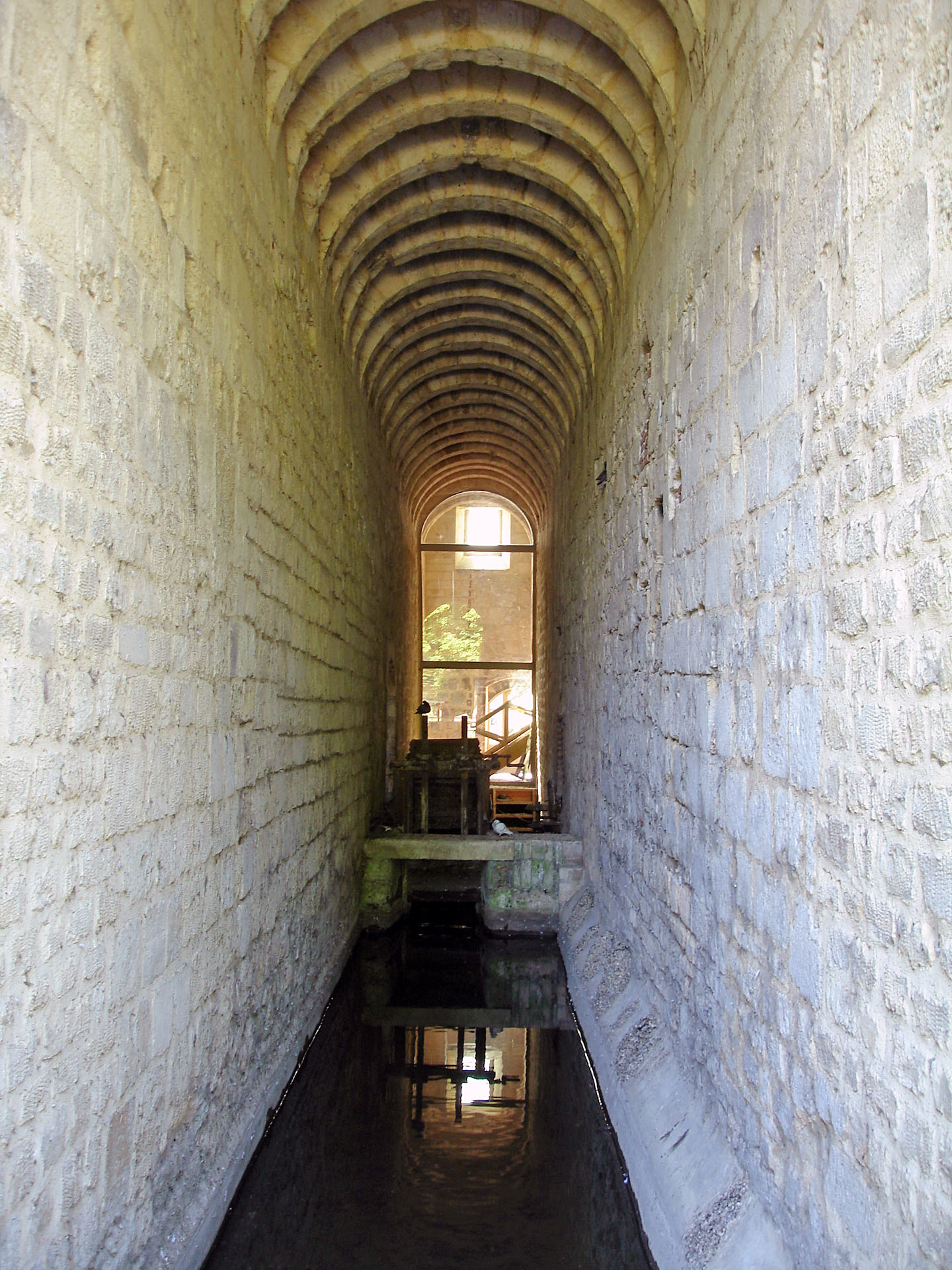
Canal du bâtiment des latrines.
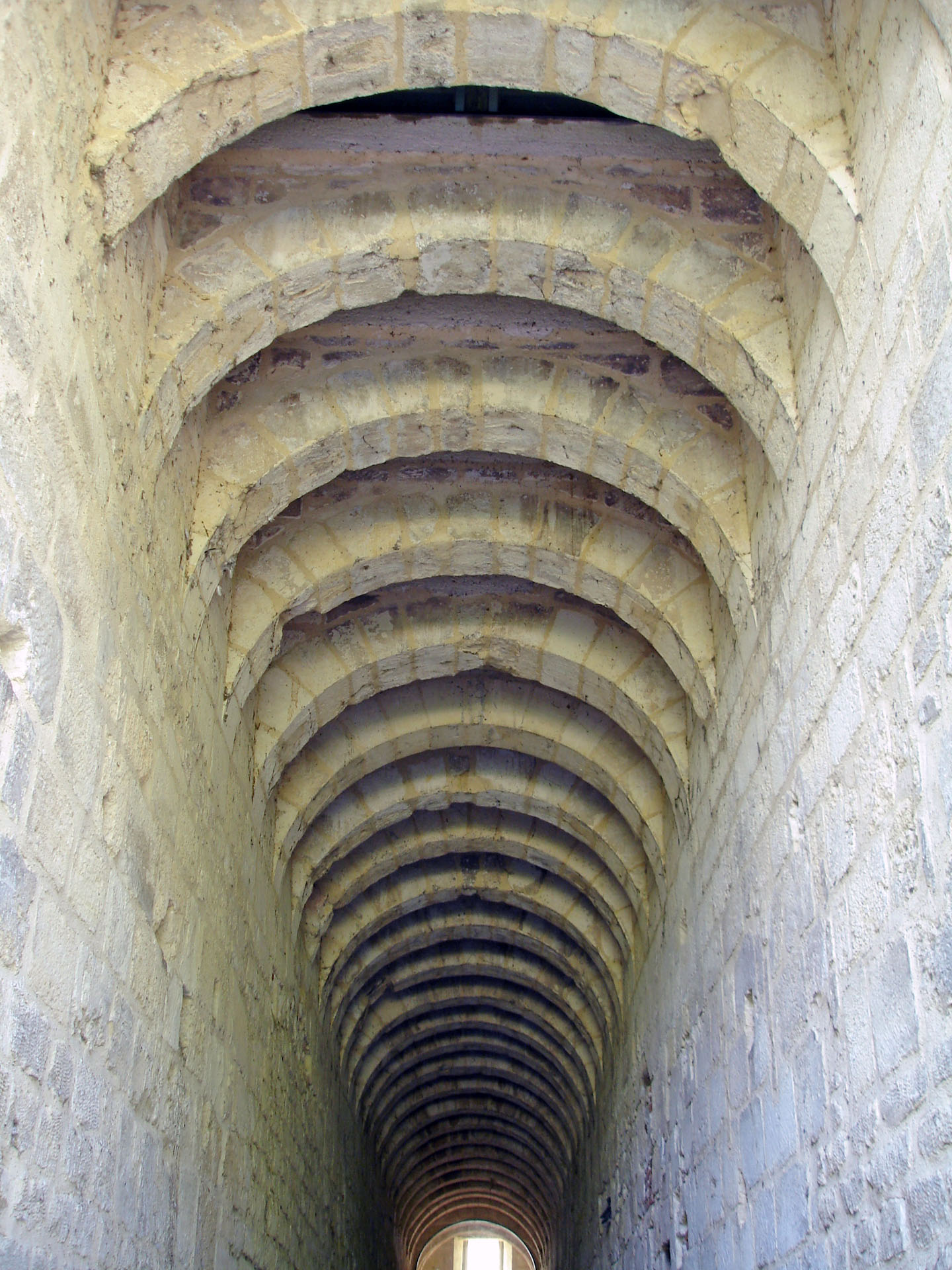
Arcs en plein cintre dominant le canal.
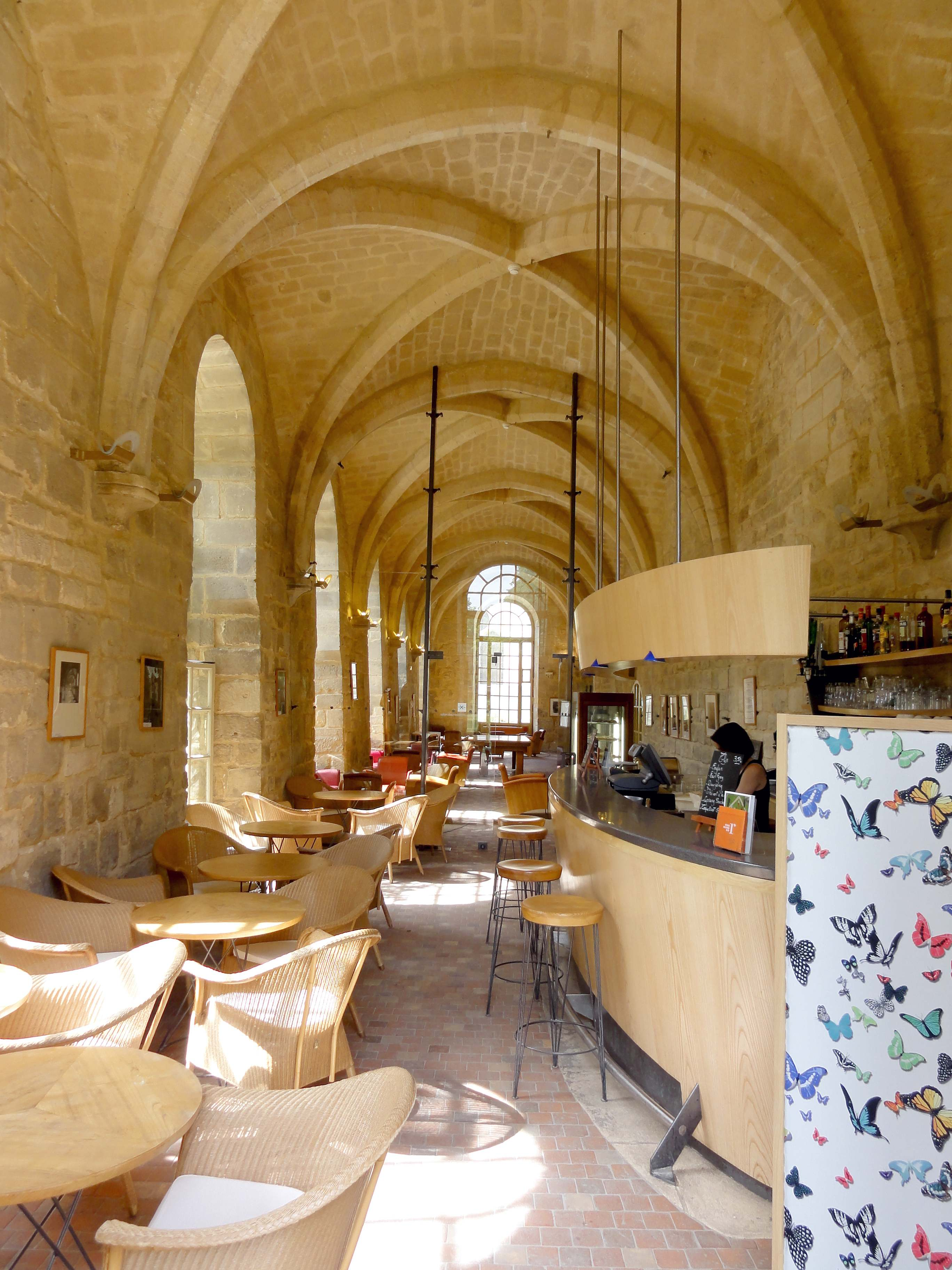
Vaisseau sud, intérieur.

### Bâtiment des moines

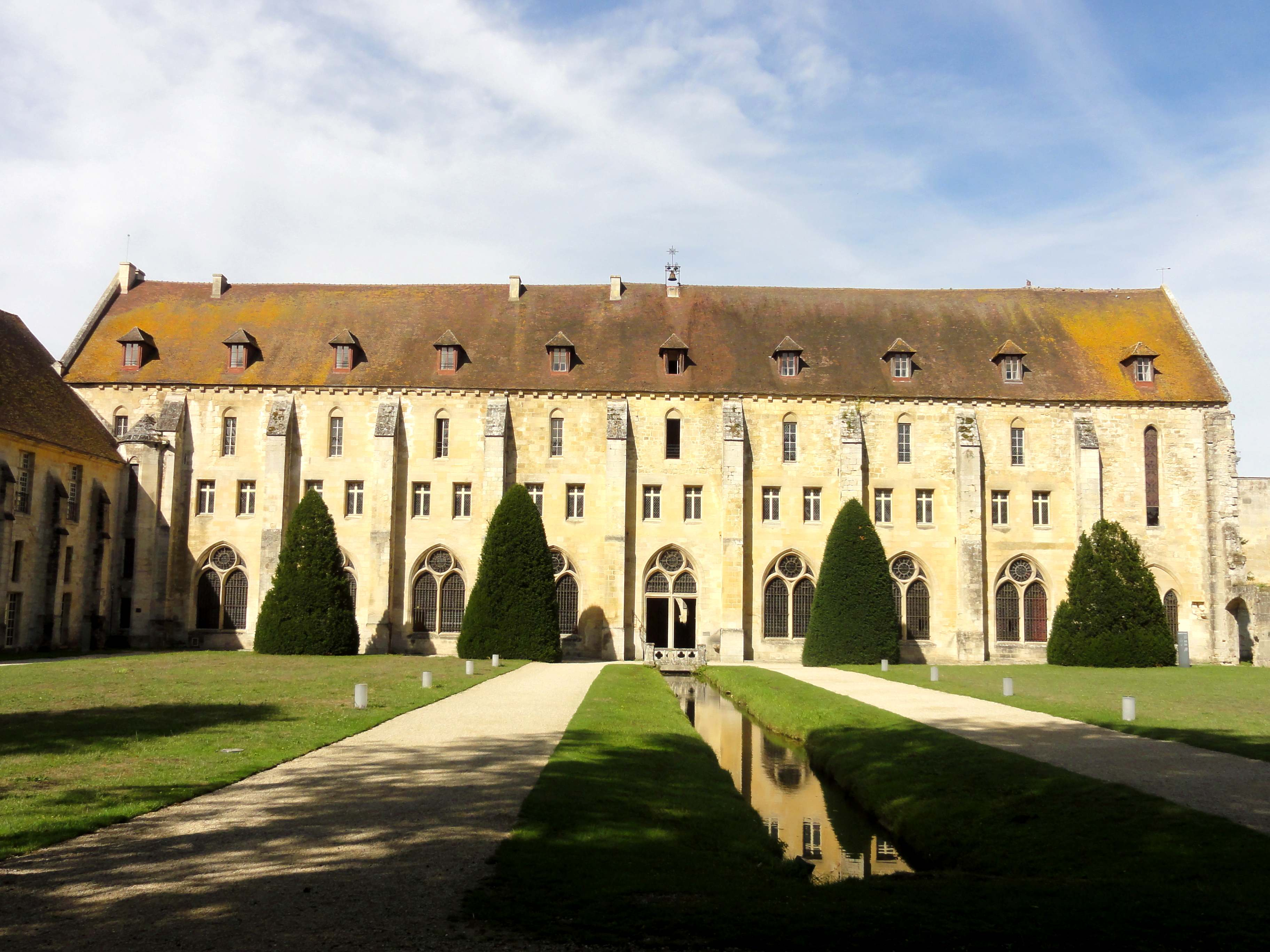
Vue depuis l'est.

Le bâtiment des moines était constitué en rez-de-chaussée du passage-parloir par où les visiteurs entrent aujourd'hui, et de deux salles de part et d'autre du parloir, pratiquement détruites lors de la reconversion industrielle et reconstruites dans le style gothique pendant les années 1870, par les religieuses de la Sainte-Famille. L'ancienne salle du chapitre, au nord, devint alors une salle de théologie en 1876. Elle est aujourd'hui divisée en bibliothèque et en salle d'expositions. La salle des moines, au sud, était formée à l'origine de deux vaisseaux à cinq travées chacun. Ce fut le lieu où les moines travaillaient en dehors des heures de prière et de repas, soit entre sept et neuf heures et entre quatorze et seize heures, à moins qu'ils ne fussent affectés à d'autres tâches. Non ouverte à la visite, la salle des moines accueille aujourd'hui des salles à manger de la Fondation Royaumont. Quant au parloir, ce fut l'unique lieu où la conversation était admise ; encore fallait-il l'autorisation du prieur pour y entrer, à deux personnes seulement, et le prieur assistait à toutes les conversations.
L'ensemble de l'étage était le dortoir des moines, d'où l'on pouvait directement accéder à l'abbatiale et aux latrines. Hormis l'abbatiale, le dortoir fut la plus vaste pièce de l'abbaye, mesurant 66,00 m sur 13,50 m, et 6,50 m de haut. Des cellules individuelles ont été aménagées à une époque indéterminée ; équipées du chauffage central, d'eau chaude et de salles de bain sous Henry Goüin entre 1937 et 1938. À l'extrémité septentrionale du dortoir, se situe l'ancienne chambre de Saint-Louis, depuis laquelle le roi pouvait directement accéder à sa chapelle (démolie avec l'église en 1792) et de là, à l'église. Cette chambre s'expliquait par le souhait du roi de rester de temps en temps sans la compagnie de ses domestiques, qui l'entouraient constamment quand il logea dans son pavillon sur la grande cour à l'est de l'abbaye. Encore bien préservée lors du renouveau religieux de Royaumont, la chambre royale mesurait 6,40 m sur 6,00 m.
Entre le bâtiment des moines et l'abbatiale, se trouve la sacristie, aménagée en chapelle du Sacré-Cœur en 1865, et présentant aujourd'hui des objets d'art sacré d'origines diverses. Dans le prolongement oriental de la sacristie, existait jusqu'en 1792 la chapelle privée de Saint-Louis, démolie en même temps avec l'église.

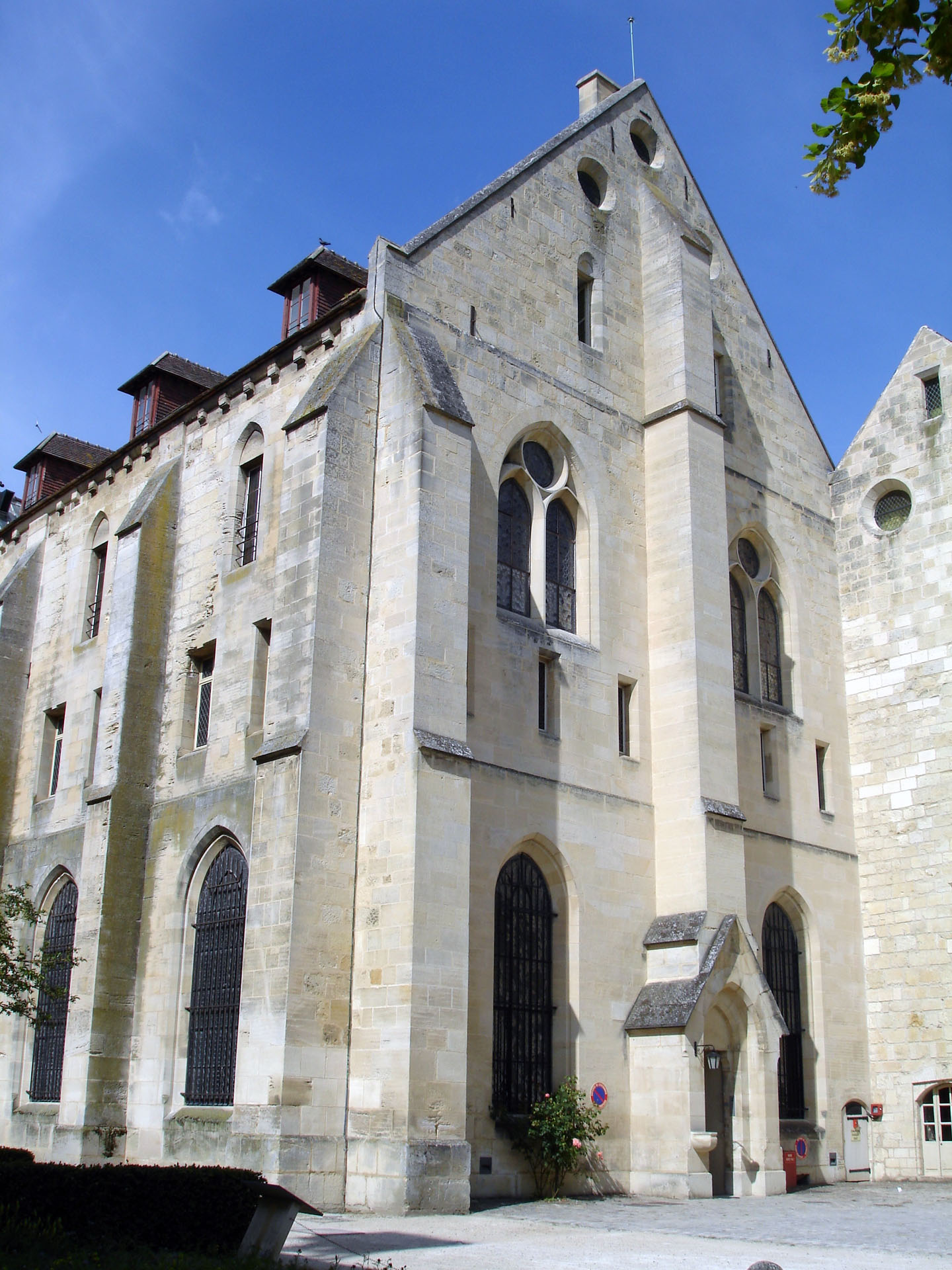
Pignon sud du bâtiment des moines.
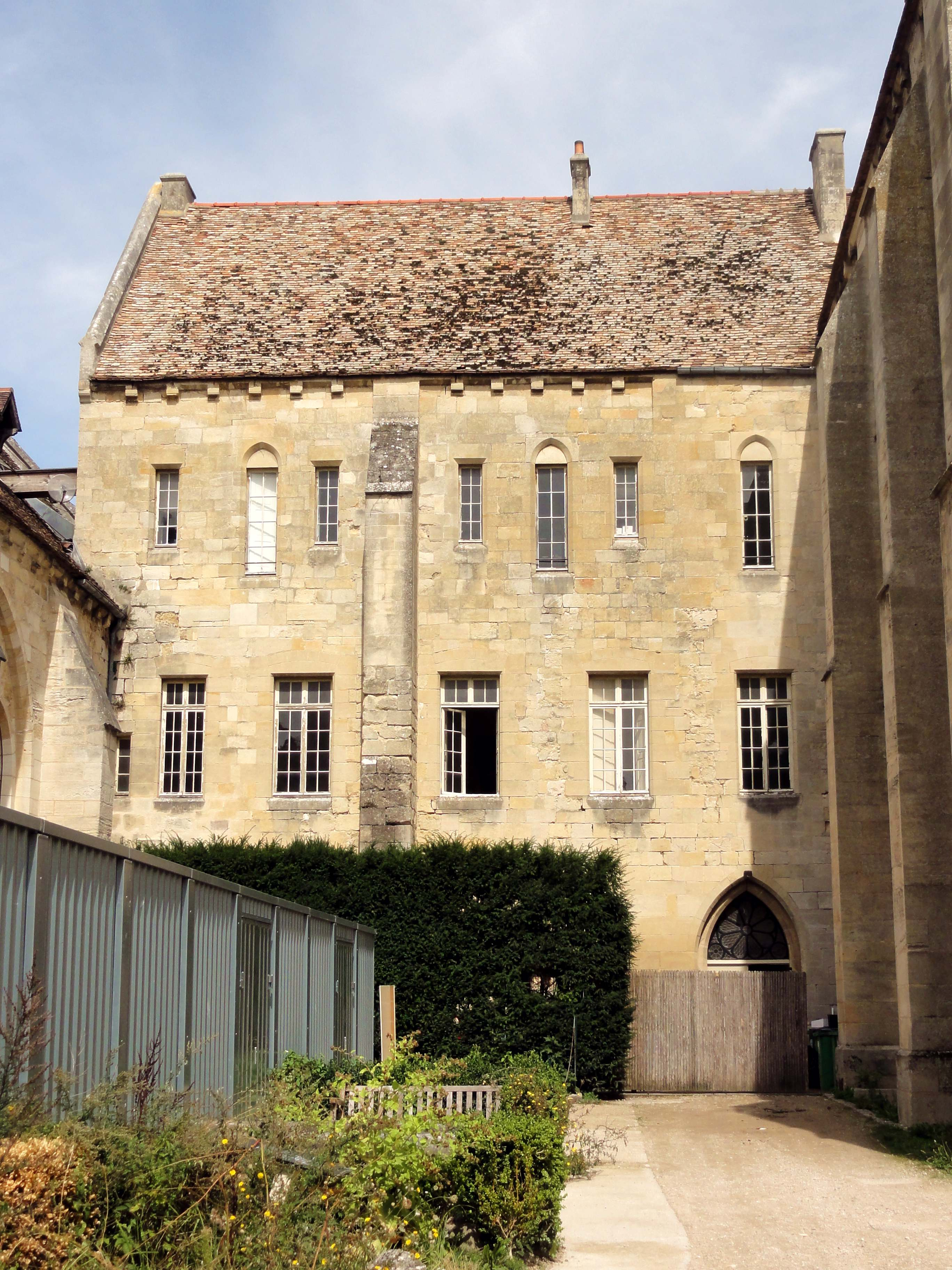
Aile ouest, côté sud.
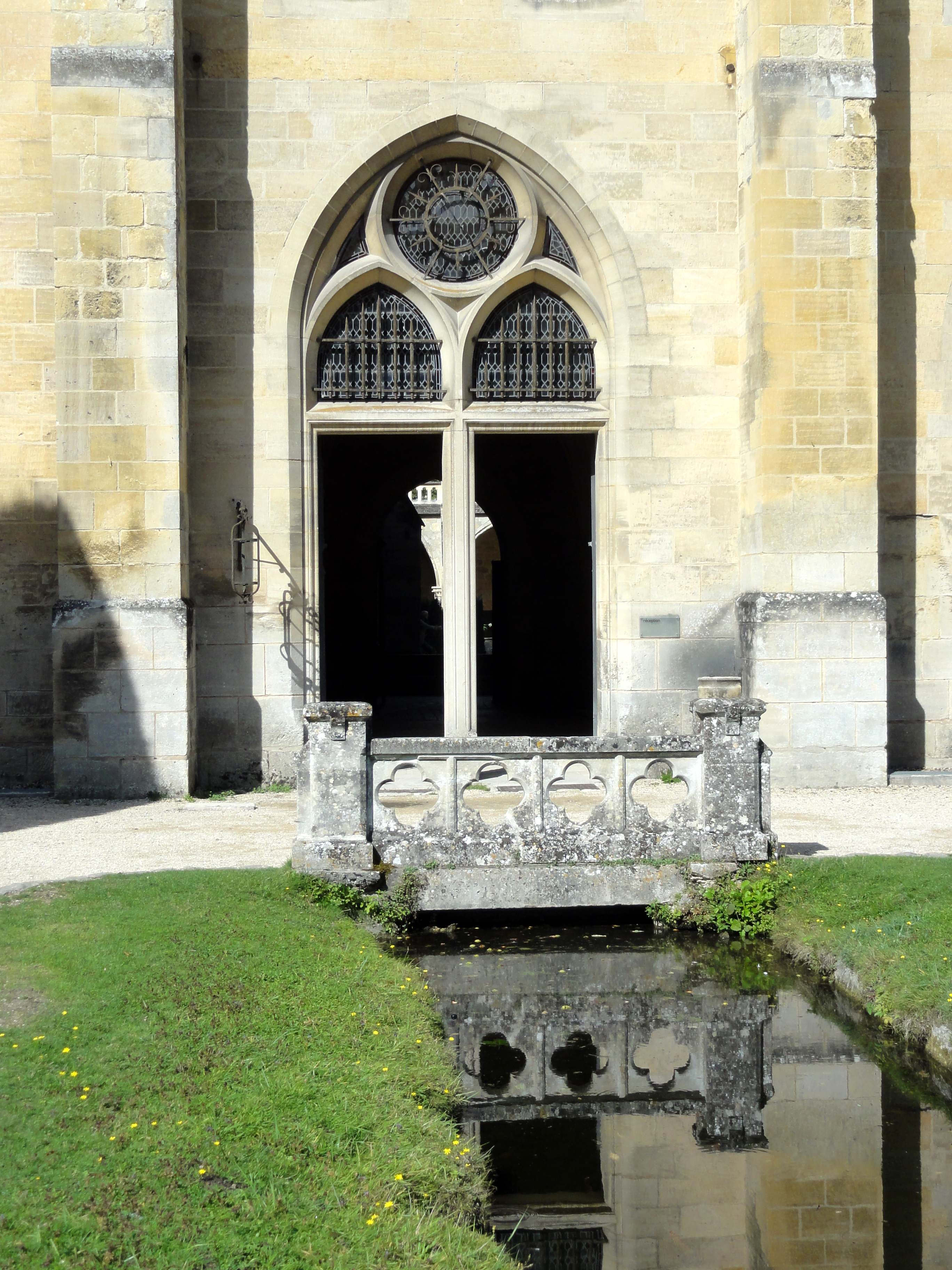
Entrée des visiteurs.
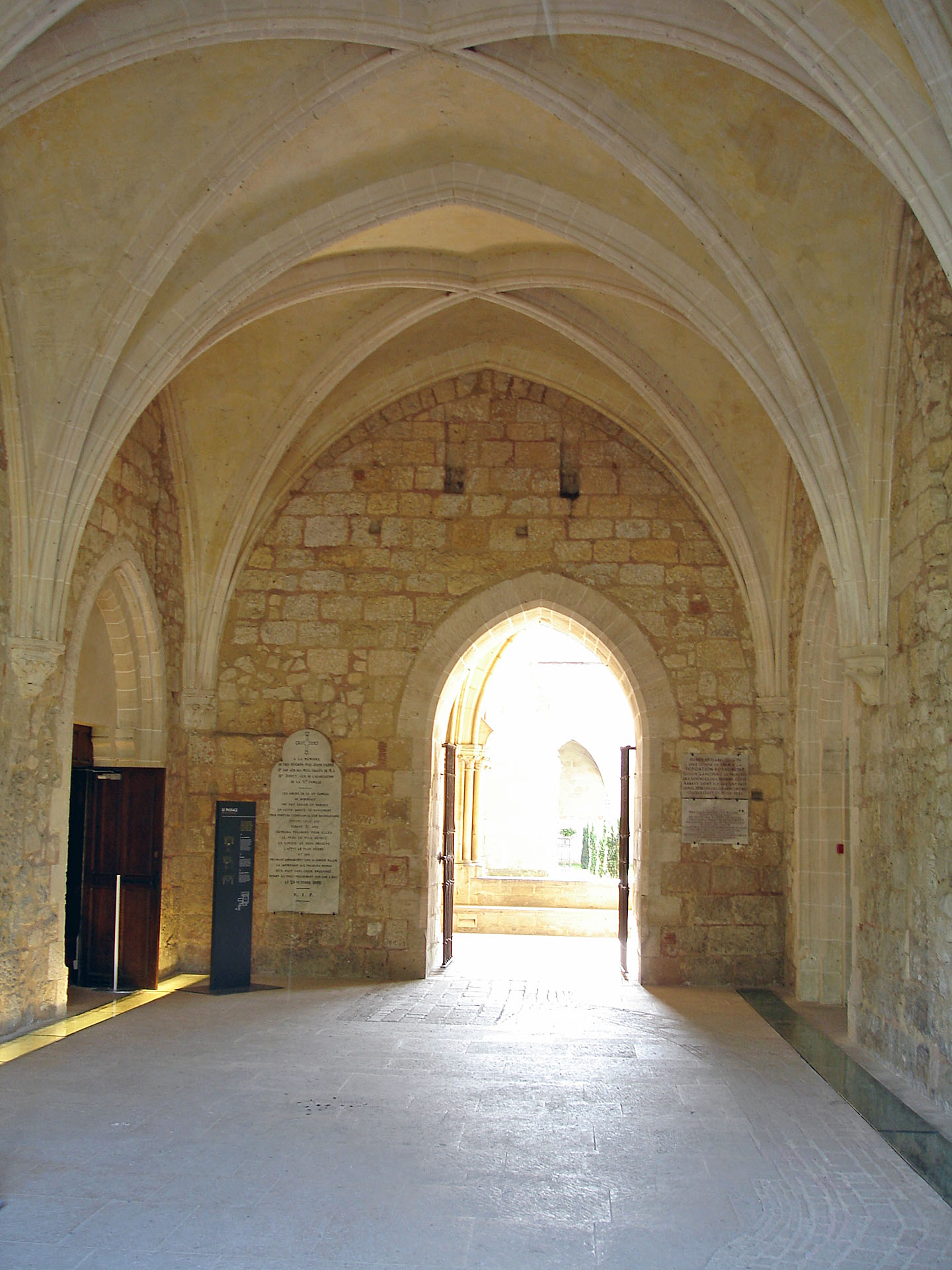
Passage-parloir.
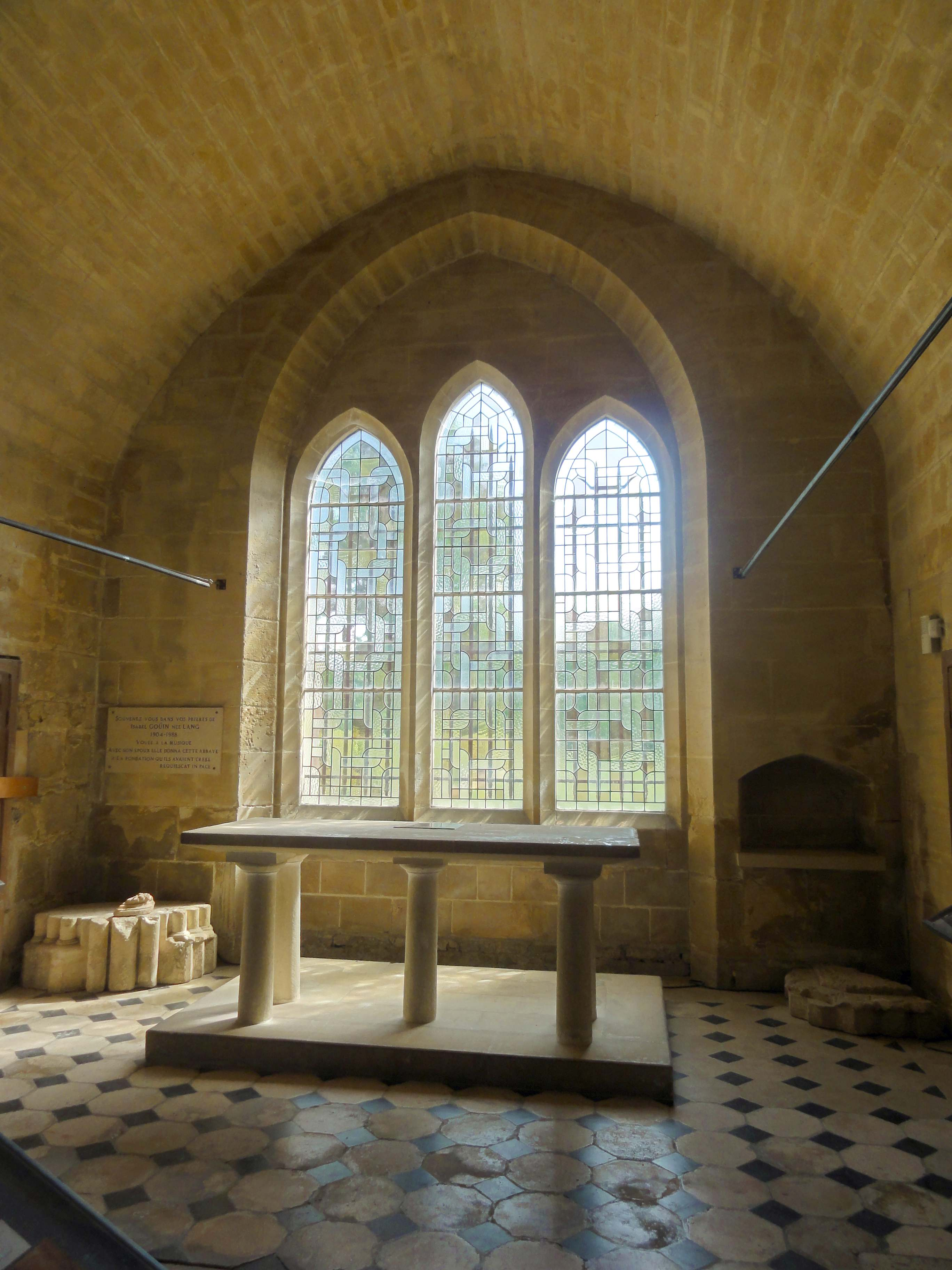
Sacristie, vue vers l'est.

### Église abbatiale

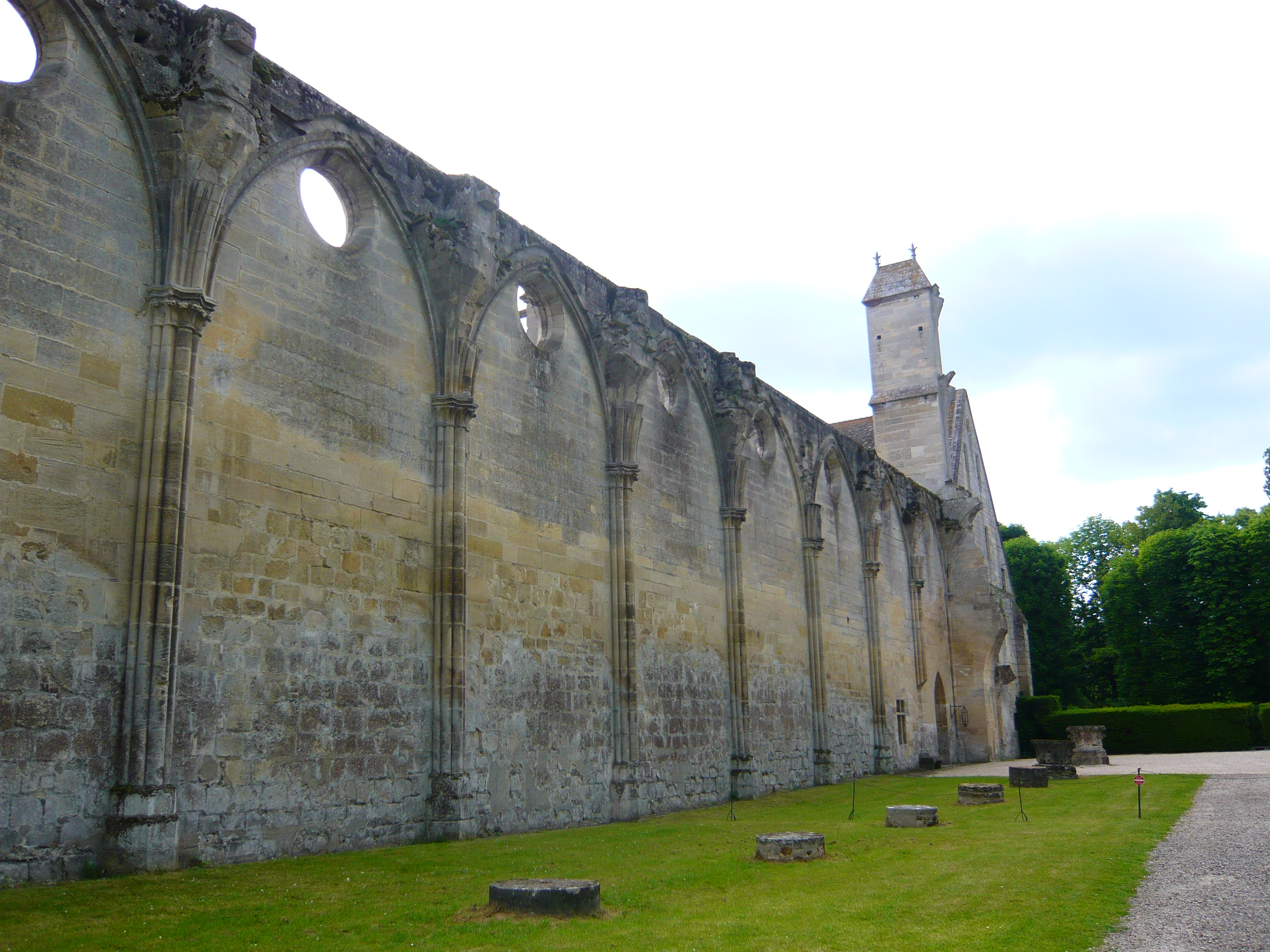
Mur du bas-côté sud de l'abbatiale. Au fond, le pignon nord du bâtiment des convers.

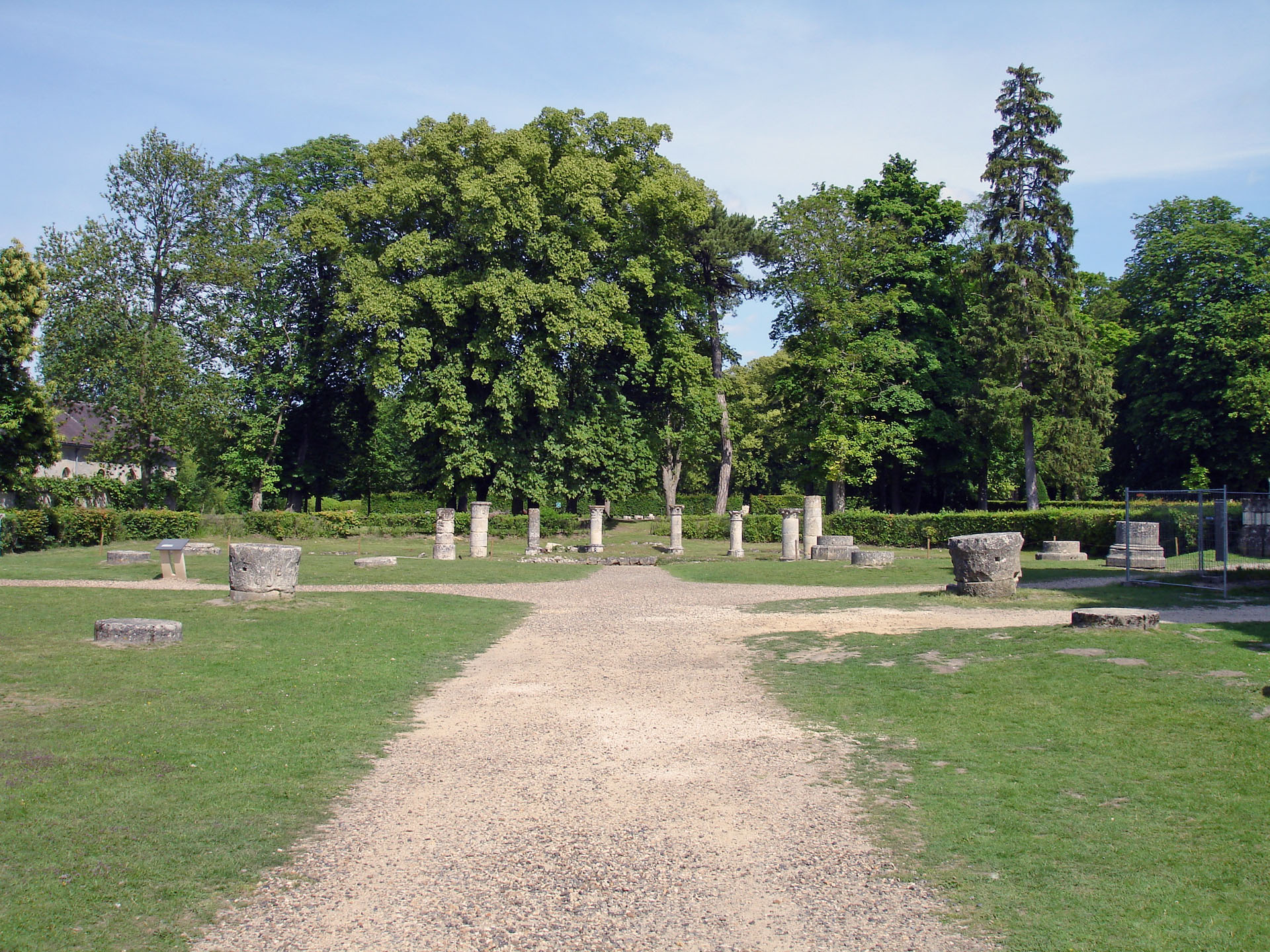
Axe de la nef de l'église abbatiale.

L'ampleur de l'église abbatiale la rapproche plus des cathédrales gothiques que des modestes églises cisterciennes des origines : avec une longueur totale de cent-cinq mètres, ses proportions sont proches de celles de la cathédrale de Soissons. Pour Millin, ce fut l'une des plus belles églises de France, avec une centaine de fenêtres « pratiquées dans les murs avec une telle prodigalité qu'il ne restait plus que des murailles transparentes ou diaphanes. Entre les colonnes soutenant les voûtes, ce n'étaient que vitraux régnant du bas jusqu'au sommet », selon le souvenir de Remy Canonne. M. Ledoux d'Asnières-sur-Oise, ancien soldat de Louis XVI qui avait beaucoup voyagé, décédé en 1863, disait qu'« aucune église de France ne lui faisait l'impression d'immensité autant que celle de Royaumont ; et que, lorsque le prêtre était à l'autel, il s'atténuait dans le fond de la perspective au point de disparaître, sorte d'atome perdu dans le lointain ». Le déambulatoire autour du chœur avec ses sept chapelles rayonnantes tout autour ne fut par ailleurs pas un élément classique de l'architecture cistercienne, dont l'austérité ne permettait pas de telles extravagances.
Abstraction faite de cette particularité, l'abbatiale de Royaumont correspond parfaitement à celle de Longpont, dont les ruines sont assez bien préservées et permettent de se faire une idée à quoi avait pu ressembler le bâtiment. Cette correspondance se manifeste non seulement par les techniques de construction et les éléments décoratifs, identiques à en juger par les vestiges, si bien que l'on pense que les artisans ouvrant à la construction des deux églises furent les mêmes. Aussi les mensurations se rejoignent : la largeur de la nef (26,50 / 26,85 m), la hauteur du sol à la base du triforium (12,12 / 12,47 m), la hauteur du sol à la base des fenêtres (de 17,80 / 17,70 m) et le diamètre des colonnes (de 1,07 m) sont identiques ou à peu près identiques. La hauteur de la nef de Royaumont dépasse de 0,85 m celle de Longpont (26,75 m), et le transept est de 1,79 m plus long qu'à Longpont (48,7 m).
Aucune représentation de l'intérieur de l'abbatiale n'est connue, et l'unique description relativement précise est postérieure à l'incendie de 1760. Quelques stalles subsistent dans l'église d'Asnières-sur-Oise, et le maître-autel à Viarmes. Toutefois, l'architecte Louis Vernier a réussi à dresser un plan de l'église grâce à ses efforts de recherche, la reconstruction étant encore prévue à la fin du XIXe siècle. Les moines accédaient à l'abbatiale par le collatéral occidental du transept, contiguë au dortoir des moines, et les convers y pénétraient par la première travée à l'extrémité opposé.
Devant les sommations réitérées de la Commune de Paris, le marquis de Travanet fit détruire l'église en 1792. La poudre n'en parvenant pas à bout, les explosions faisant sauter à peine quelques fragments de l'édifice, il fit scier les piliers, les relier entre eux par des chaînes et atteler plusieurs bœufs pour provoquer ainsi l'effondrement de l'édifice. Sa structure se retrouve dans les vestiges de piliers et colonnes. Son élévation est représentée par l'unique tourelle d'escalier du transept qui en subsiste et par les vestiges des neuf travées apparaissant sur le mur septentrionale du cloître.

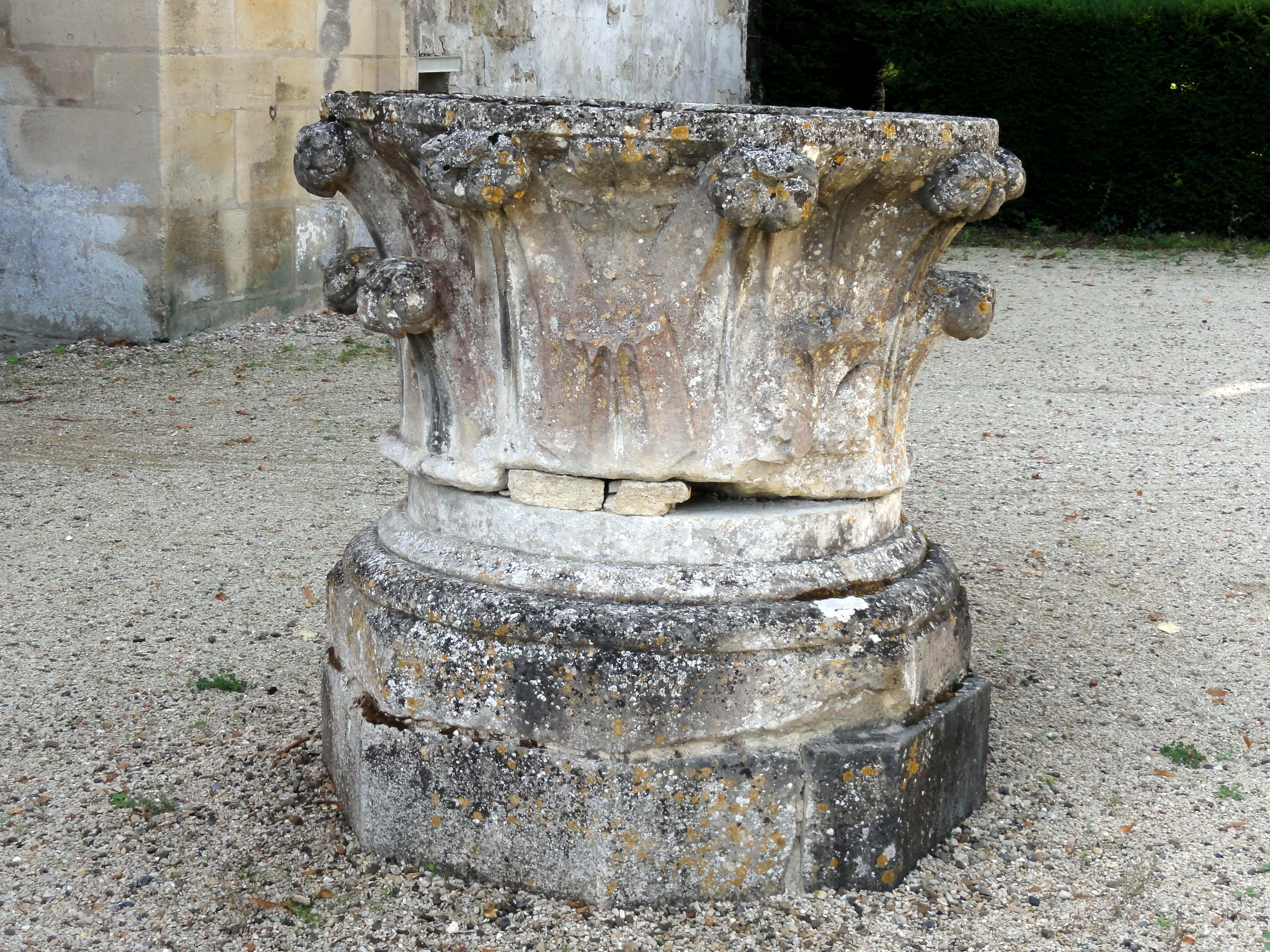
Chapiteau de la nef.
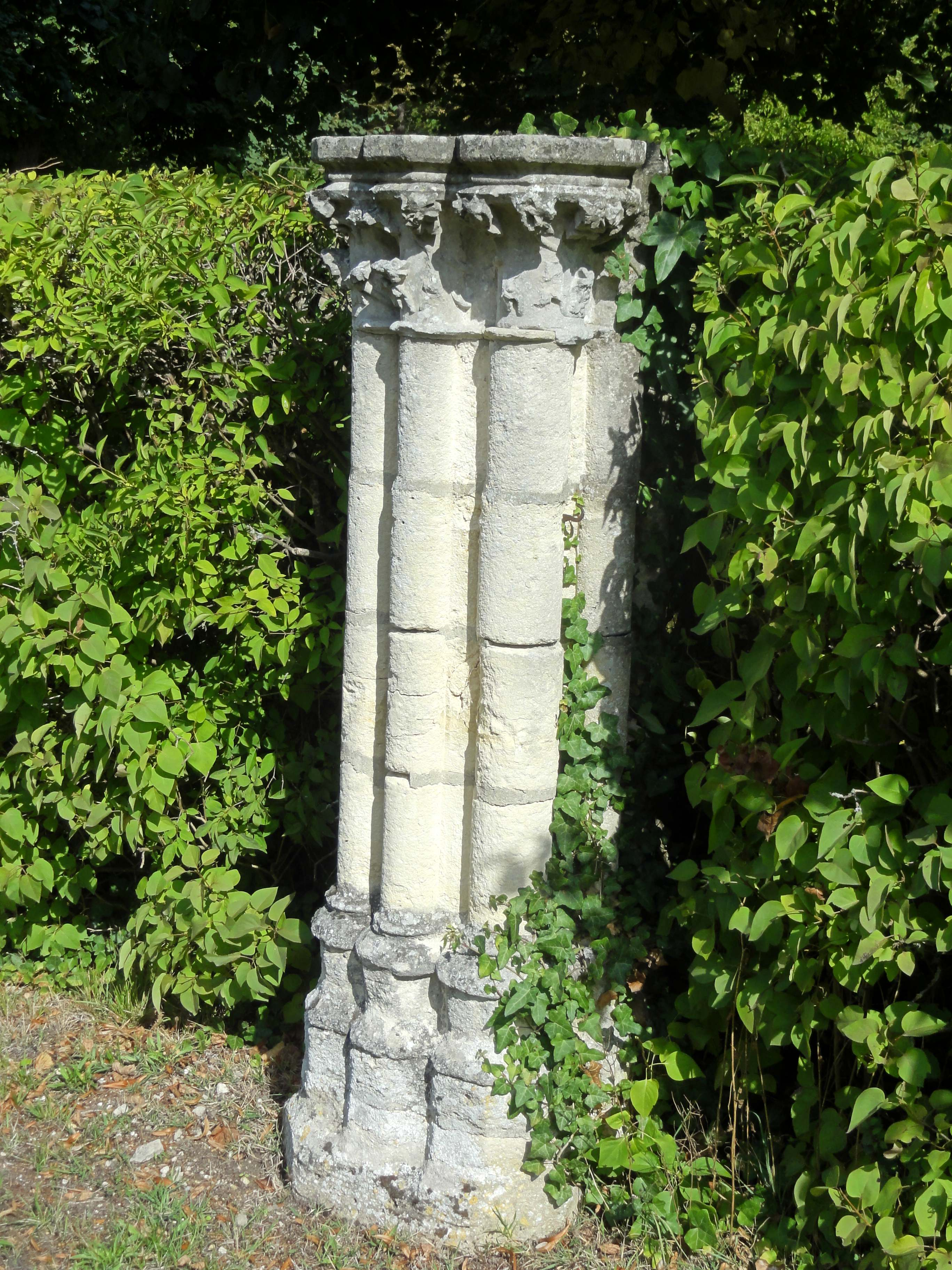
Faisceau de colonnettes.
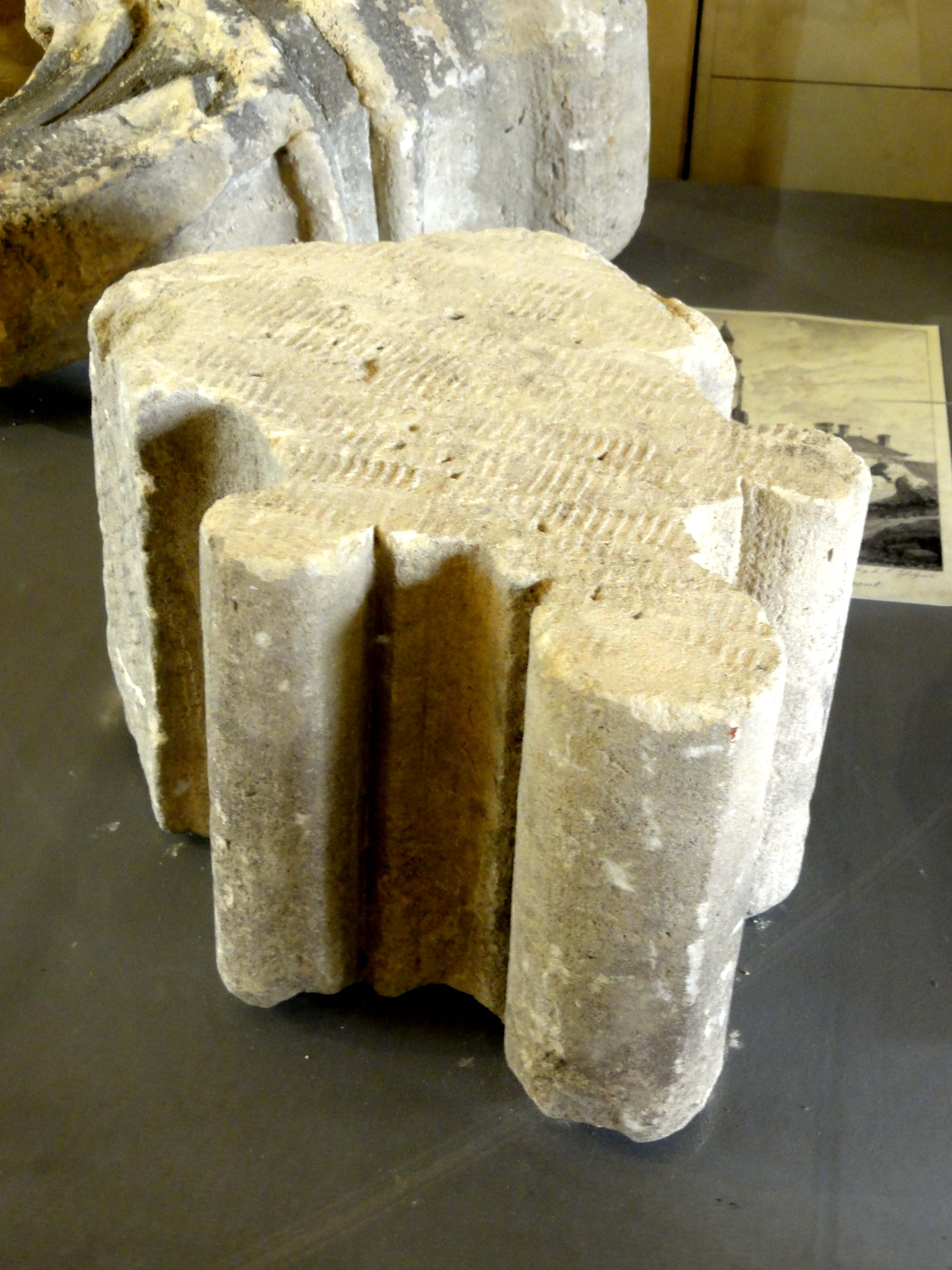
Bloc mouluré (ogive).
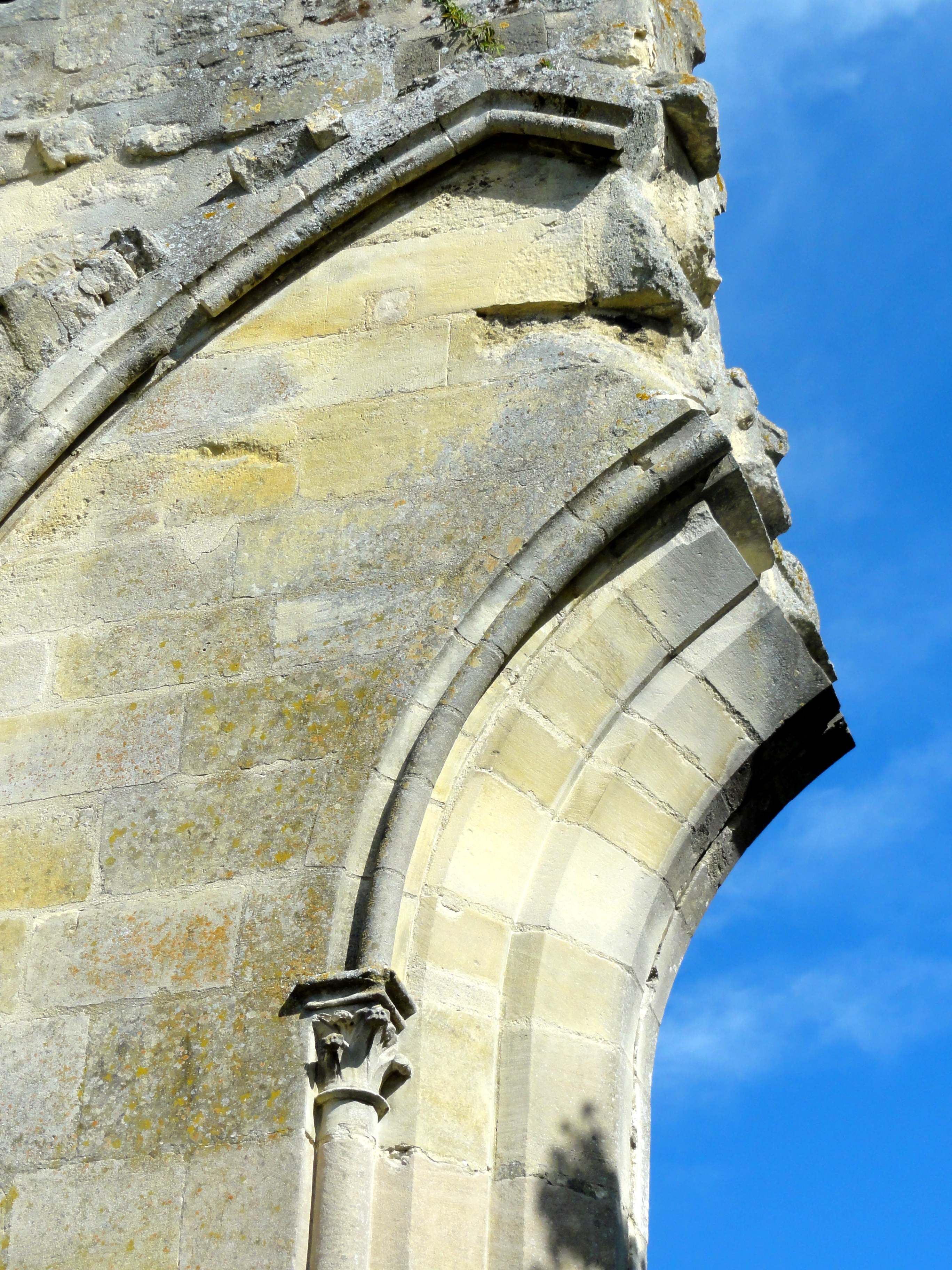
Arc formeret et fenêtre.
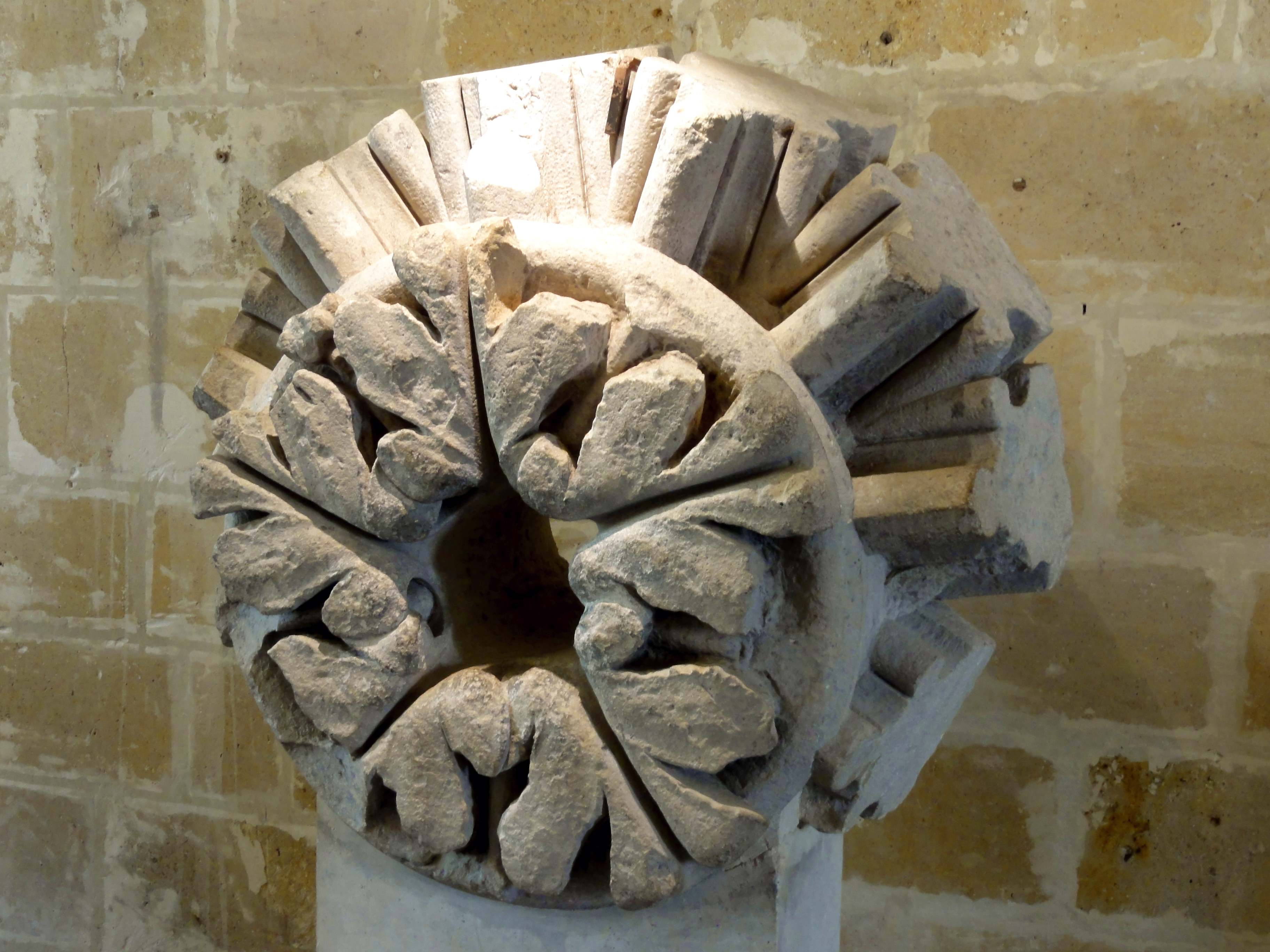
Clé de voûte du chœur.

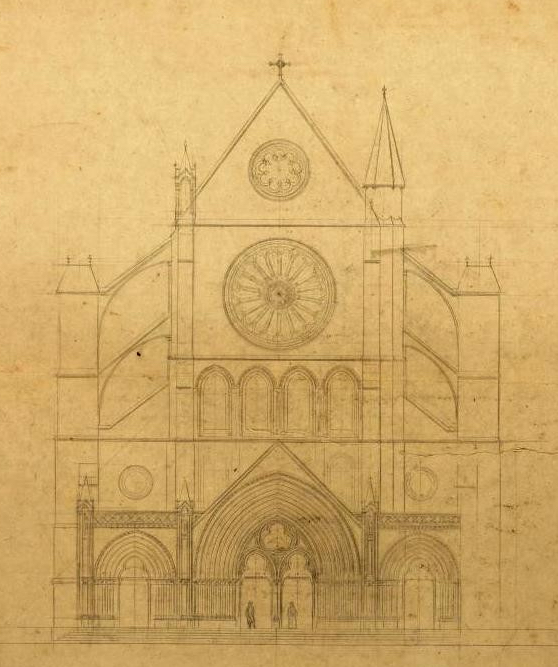
Restitution du porche de l’église, attribué à Louis Vernier.
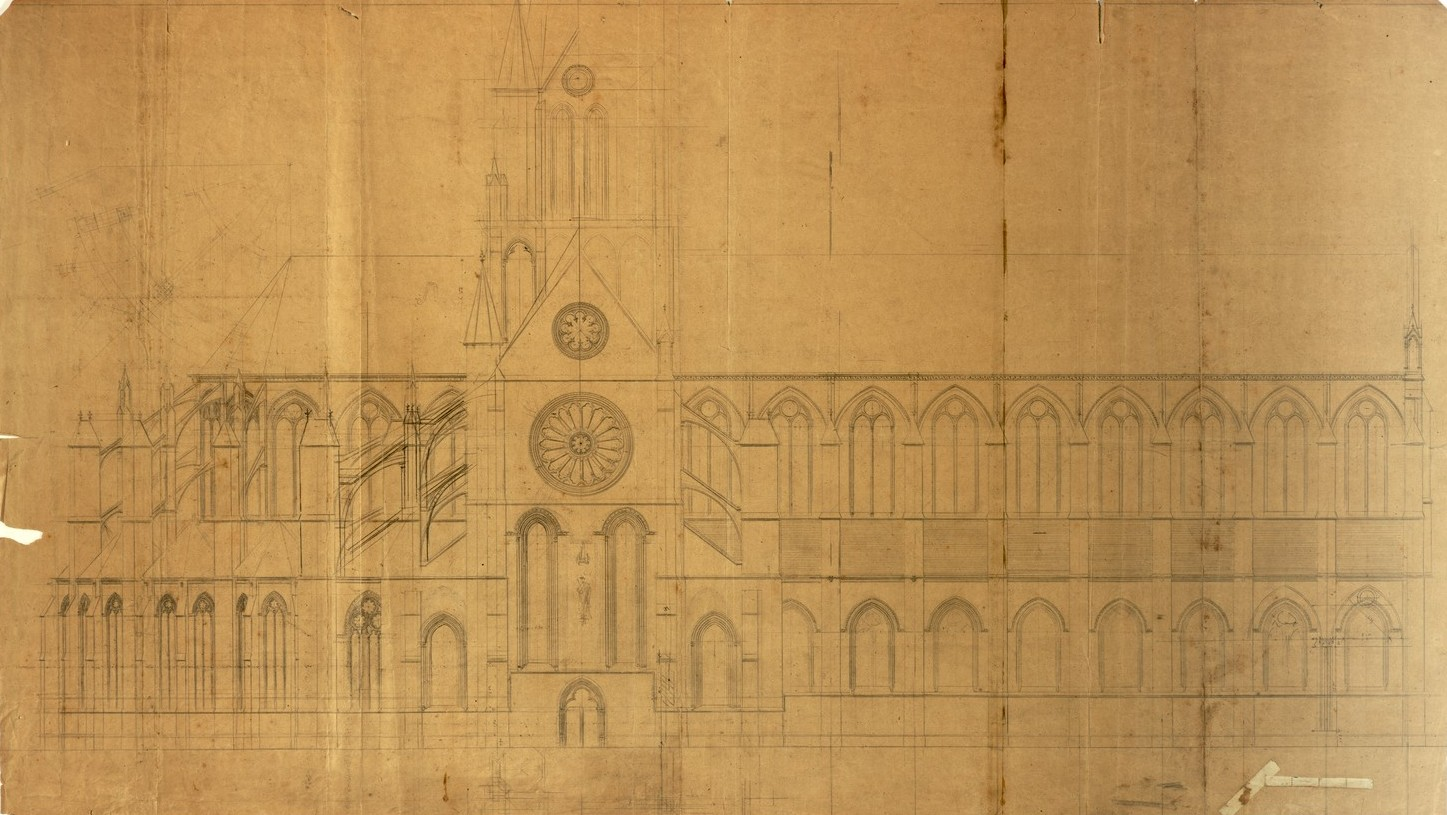
Restitution de la façade nord de l’église de Royaumont, attribuée à Louis Vernier.
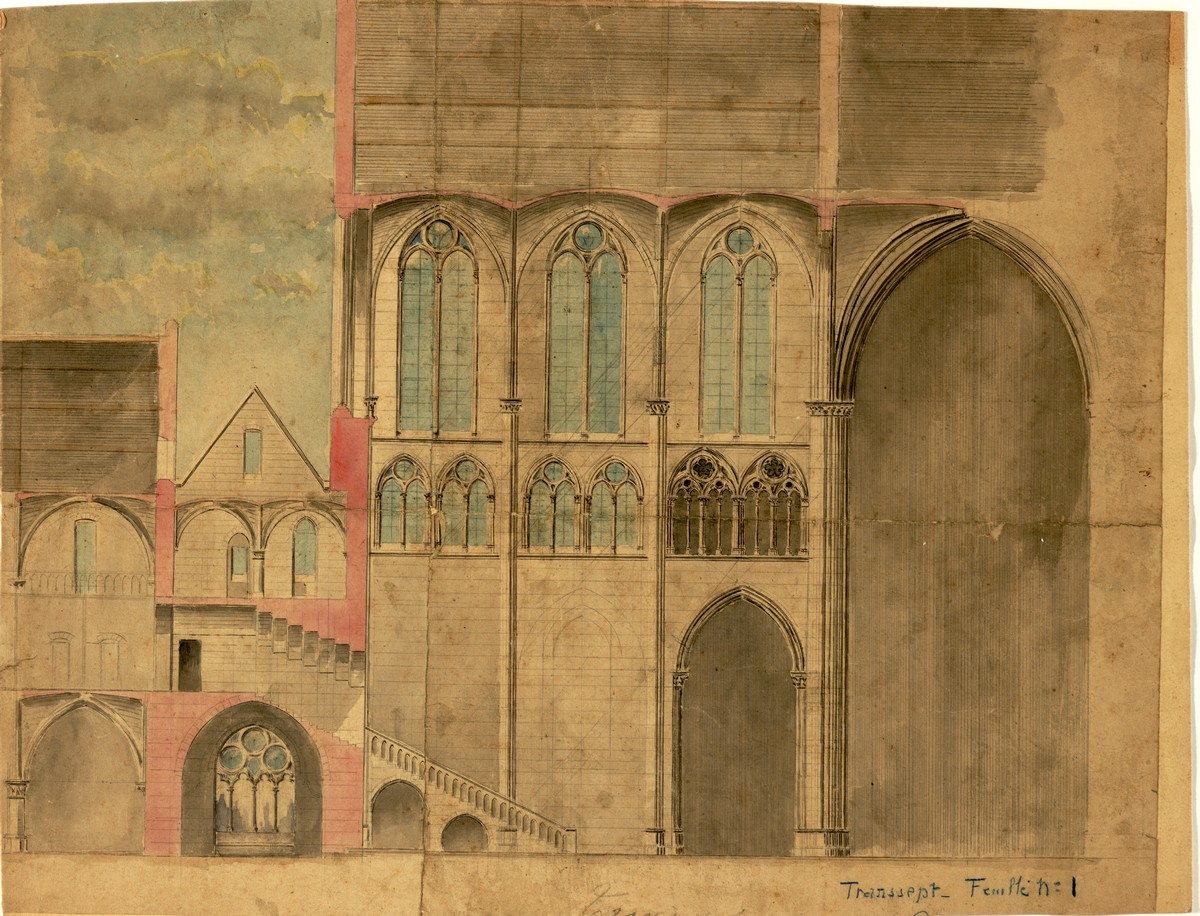
Transept, attribué à Louis Vernier.
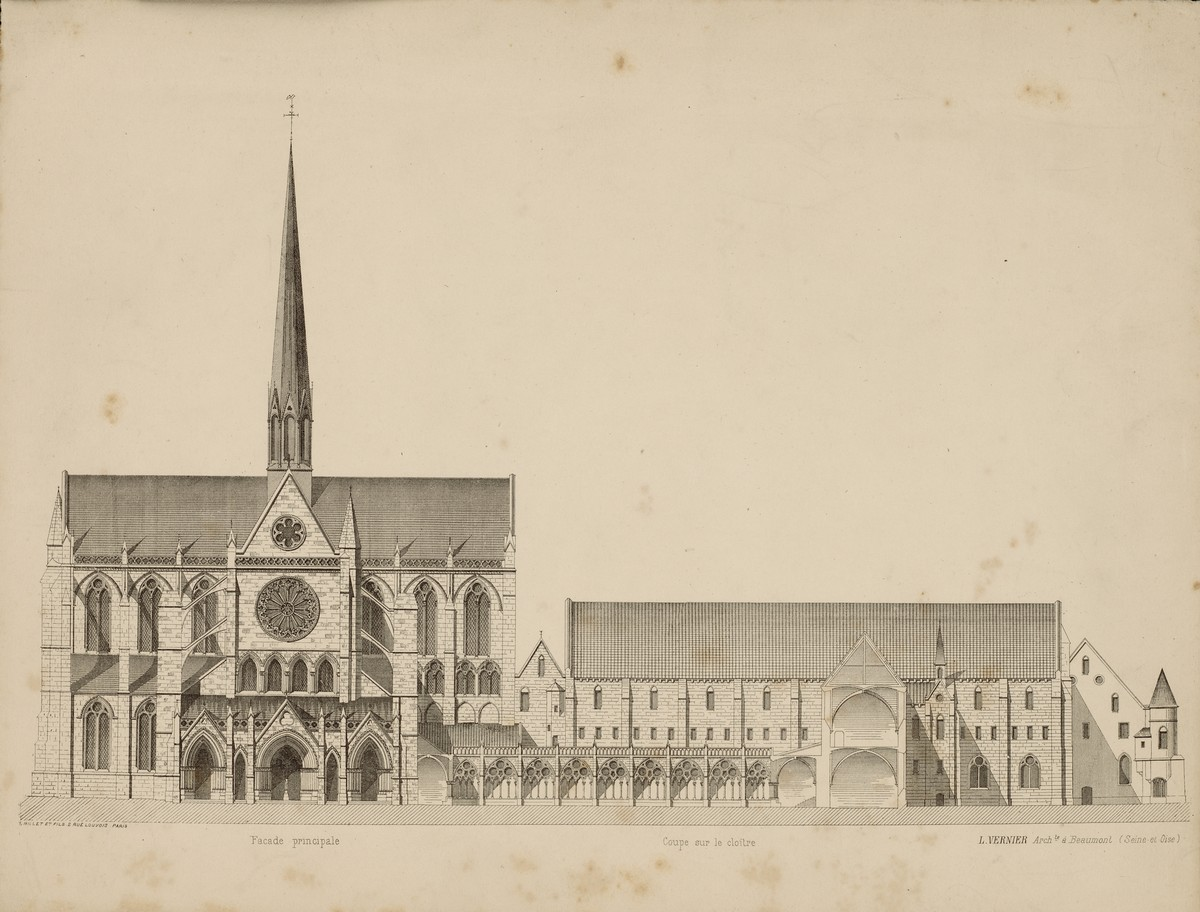
Restitution de l'abbaye et de l’église abbatiale, par Louis Vernier.

### Cloître

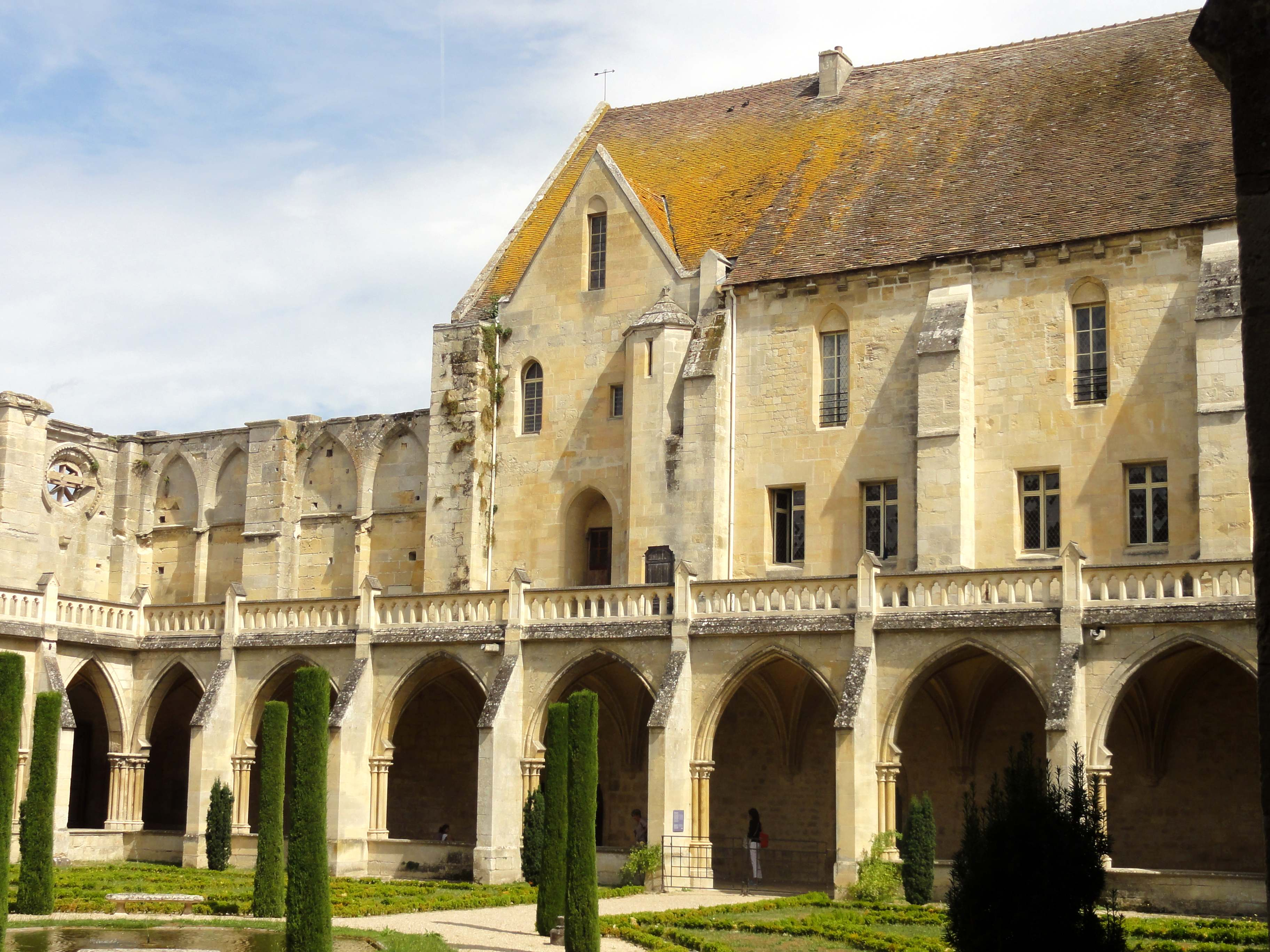
Galerie est et bâtiment des moines.

Le cloître constitue le centre de la vie monastique. Celui de Royaumont est un des plus vastes de l'ordre cistercien en France, formant un rectangle de 46,80 m sur 48,35 m. Chacune des quatre galeries se compose de neuf travées, voûtées d'ogives. À l'intérieur, les ogives retombent sur des consoles décorées, et à l'extérieur, sur des colonnes maçonnées enveloppées de colonnettes en délit. La galerie orientale longeant le bâtiment des moines a été démolie alors qu'une filature fut installé dans l'abbaye, et reconstruite à partir des années 1870.
Les fonctions du cloître étaient multiples : il desservait les différents bâtiments destiné à l'usage des moines, les convers n'y ayant pas accès. Mais les moines y priaient aussi et lisaient des textes à haute voix. Au centre du cloître, des plantes médicinales étaient cultivées. En face du réfectoire, se trouvait le pavillon du lavabo, où l'eau coulait en permanence. Les moines s'y lavaient et se faisaient raser et couper la tonsure, six fois par an d'abord et puis douze fois par an à partir de 1257. Des fouilles archéologiques ont permis de restituer son plan.

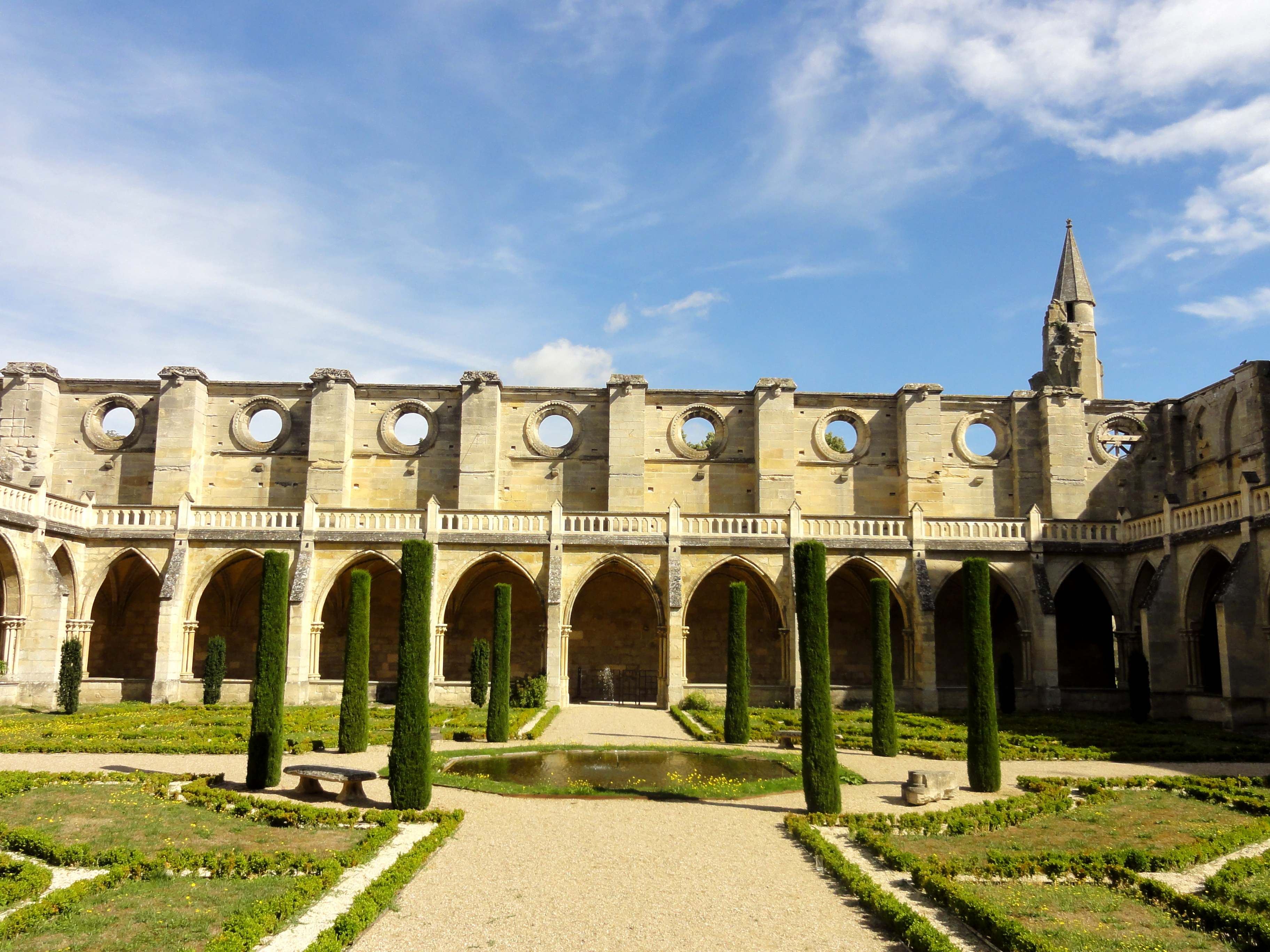
Cloître, côté nord.
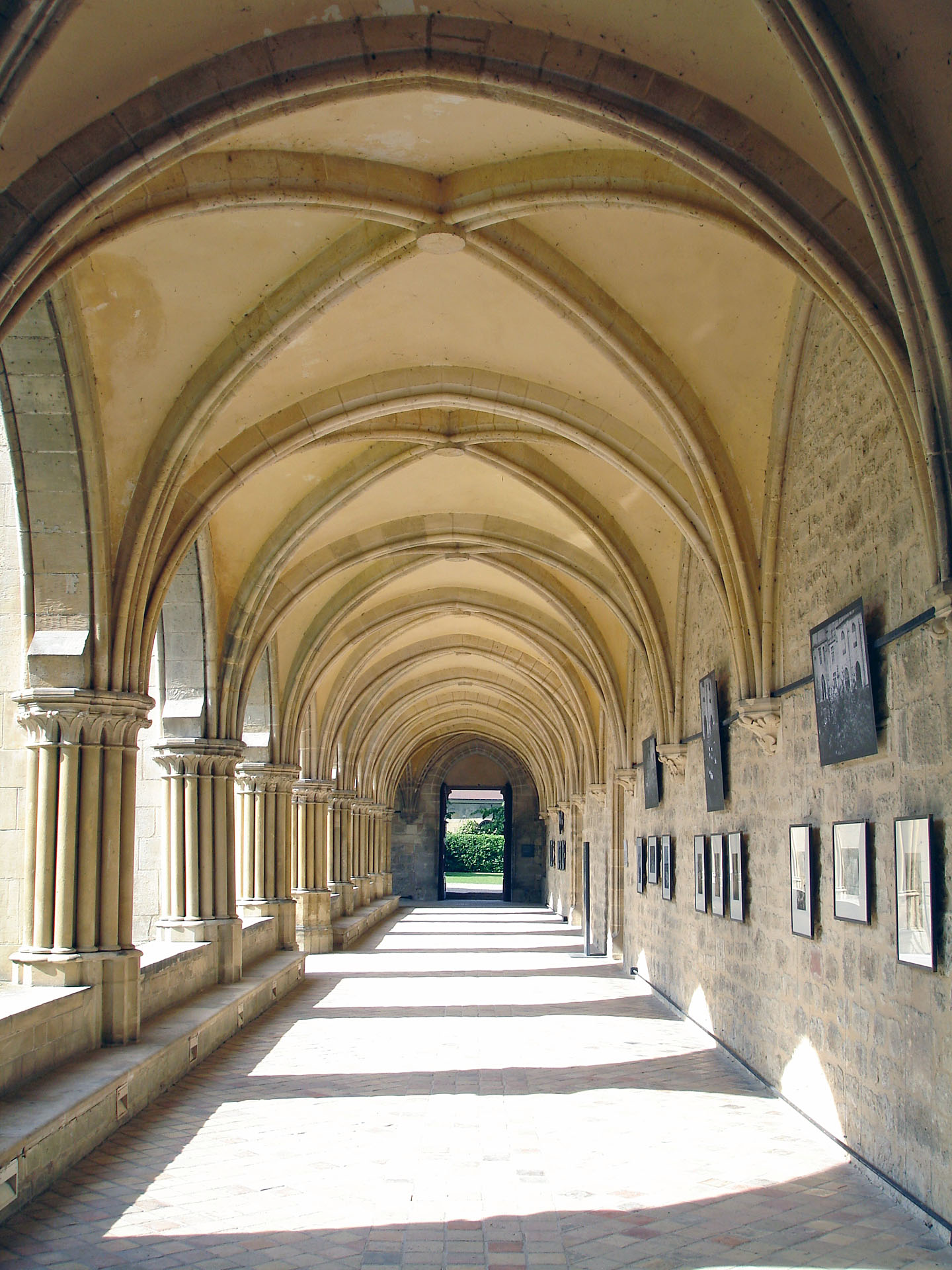
Galerie est du cloître.
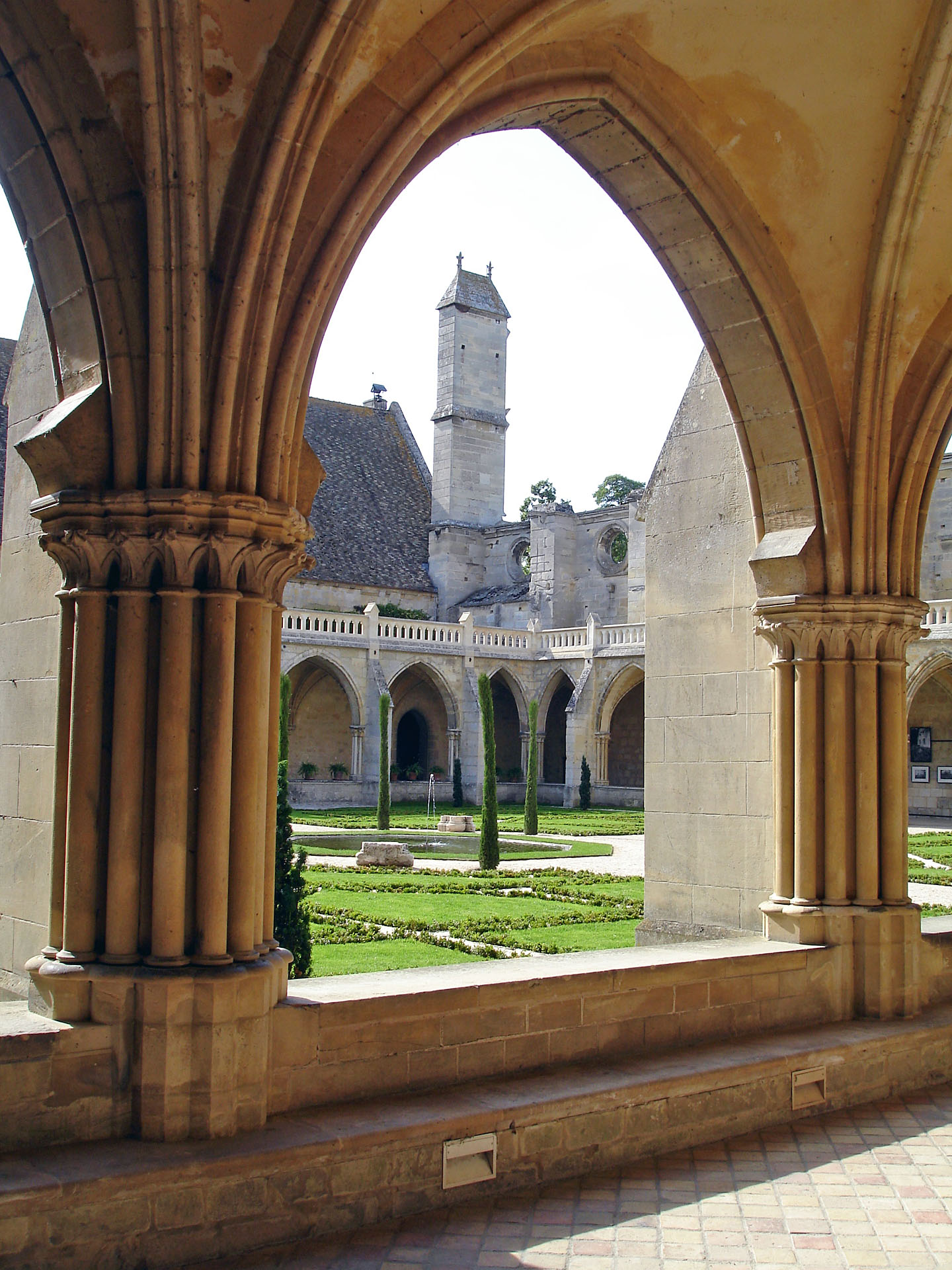
Id., vue par une baie.
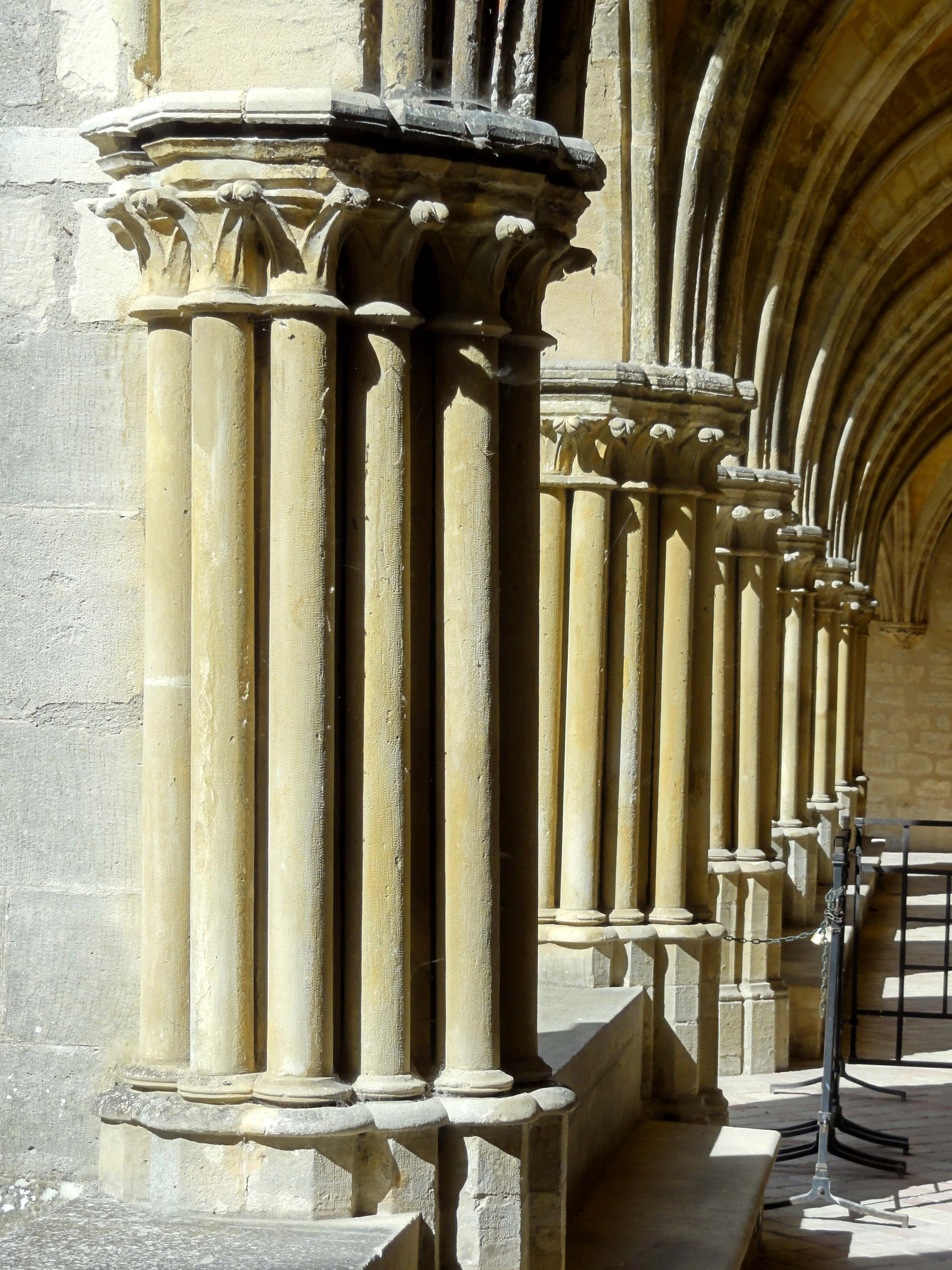
Faisceaux de colonnettes.
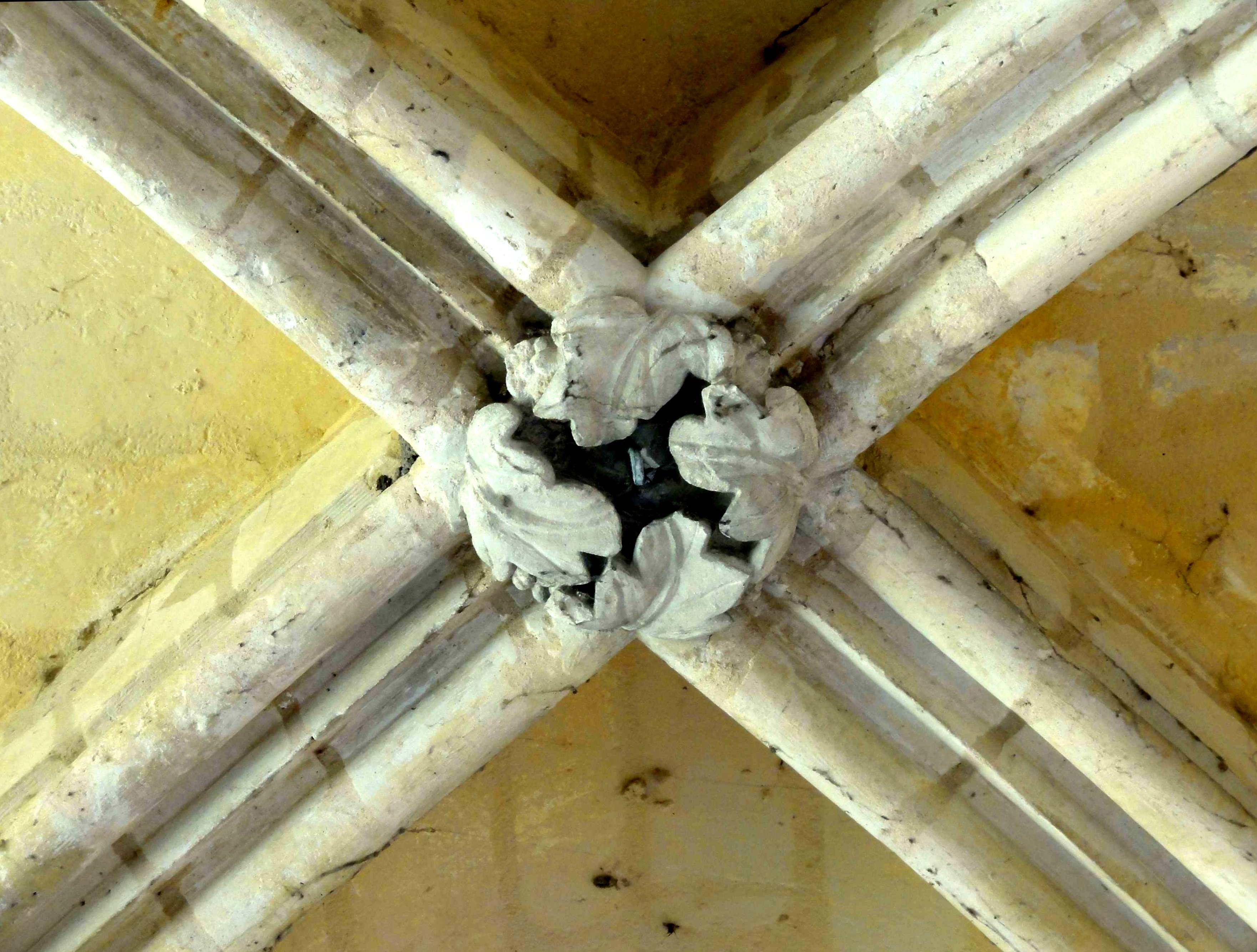
Clé de voûte.

### Réfectoire des moines

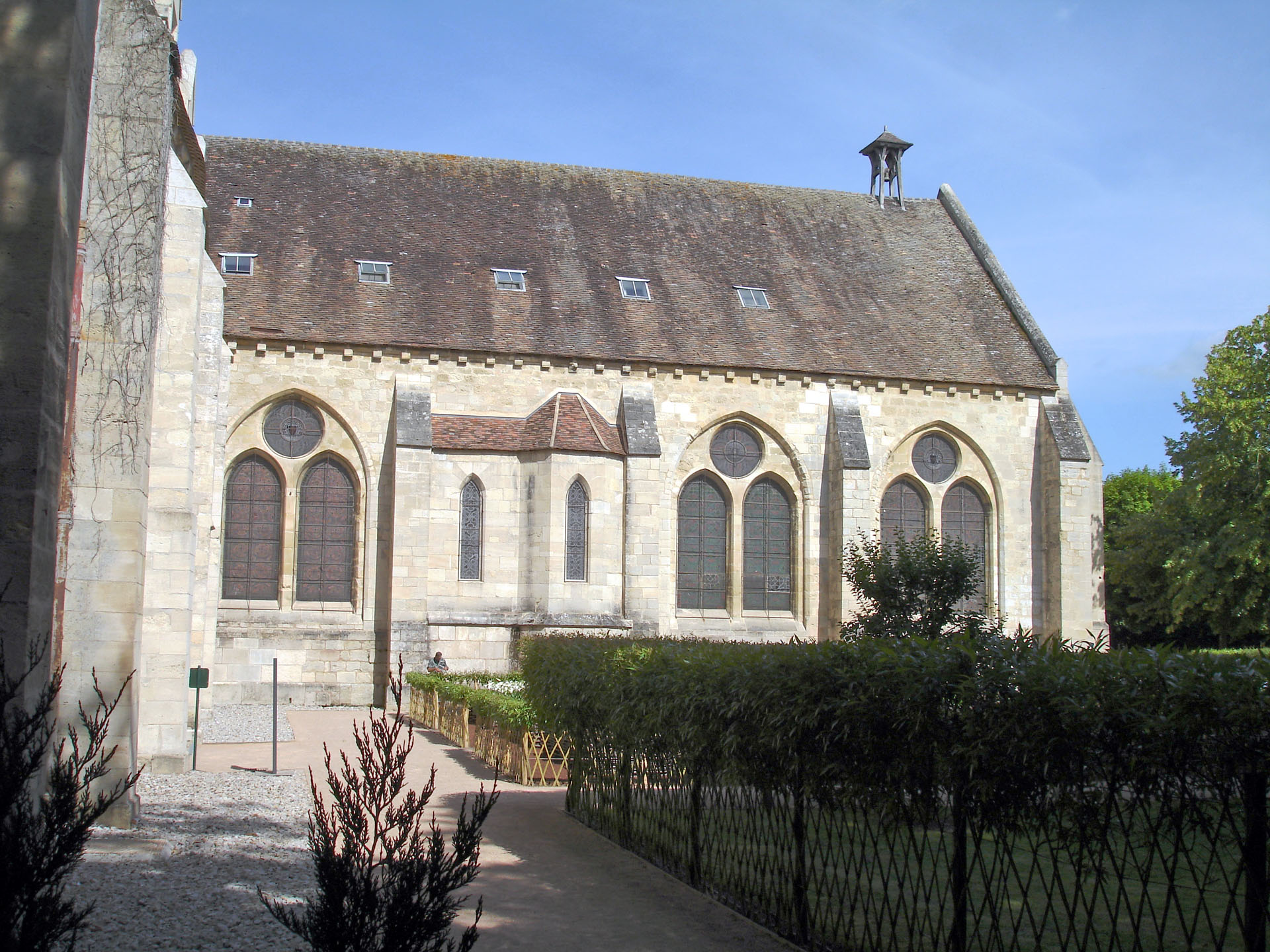
Élévation ouest ; la chaire fait saillie.

Le réfectoire des moines est l'élément le mieux conservé de l'abbaye originelle. Son sol a de nouveau été doté d'un dallage polychrome inspirée du XIIIe siècle, fabriqué artisanalement. Les dimensions sont impressionnantes, la superficie étant de 40,30 m sur 13,5 m, divisée en deux vaisseaux à six travées chacun, voûtées d'ogives. Les colonnes sont monolithiques et se démarquent par leur faible diamètre de quarante centimètres, hautes de dix mètres : cette configuration confère une impression de légèreté au réfectoire.
Au moins pendant le premier siècle de l'existence de l'abbaye, le nombre de repas fut de deux par jour de Pâques au 13 septembre, un à midi et l'autre au coucher du soleil ; le reste de l'année, il n'y avait qu'un seul repas qui avait lieu à quinze heures. Les repas consistaient de légumes cuits et de poisson, assaisonnés de sel uniquement et préparés sans matière grasse, et accompagnés de pain et de vin. Les laitages et les matières grasses n'ont été introduits que progressivement pendant le XIVe siècle. Les vendredis de carême, il n'y avait que pain et eau jusqu'à la fin du XIIIe siècle. On pouvait manger uniquement pendant la lecture ; avec la fin de la lecture, les moines quittaient le réfectoire.
Contrairement aux apparences, tous les éléments du réfectoire ne sont pas authentiques : deux travées ne datent que des années 1860 et remplacent les travées détruites pour les besoins de la filature ; les vitraux polychromes de la même époque s'expliquent par l'utilisation de la salle comme chapelle et sont inconcevables dans une abbaye cistercienne ; et la chaire du lecteur, encastrée dans le mur occidental, a été reconstruite de toutes pièces également lors de l'aménagement en chapelle pour les sœurs de la Sainte-Famille. L'utilisation comme chapelle put commencer en 1870 et s'arrêta en 1905. En 1953, le tombeau du comte de Harcourt, exilé en l'église d'Asnières-sur-Oise depuis la Révolution, a été remonté sur le mur oriental.
Entre le réfectoire et le bâtiment des moines, se situait le chauffoir, unique pièce chauffée hormis la cuisine et ultérieurement les salles de travail. Ce chauffoir fut également utilisé comme scriptorium. Les abbayes médiévales étaient des lieux froids, la température intérieure dépassant de peu la température extérieure, facteur ayant une influence négative sur l'expectance de vie des moines.

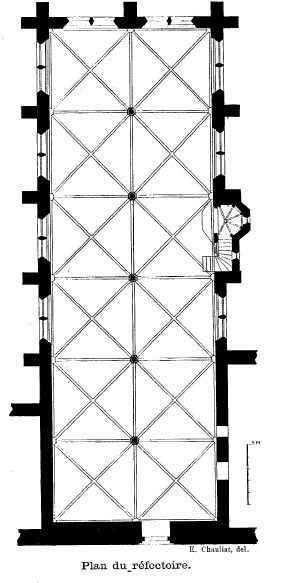
Plan des masses du réfectoire des moines après sa reconstruction.
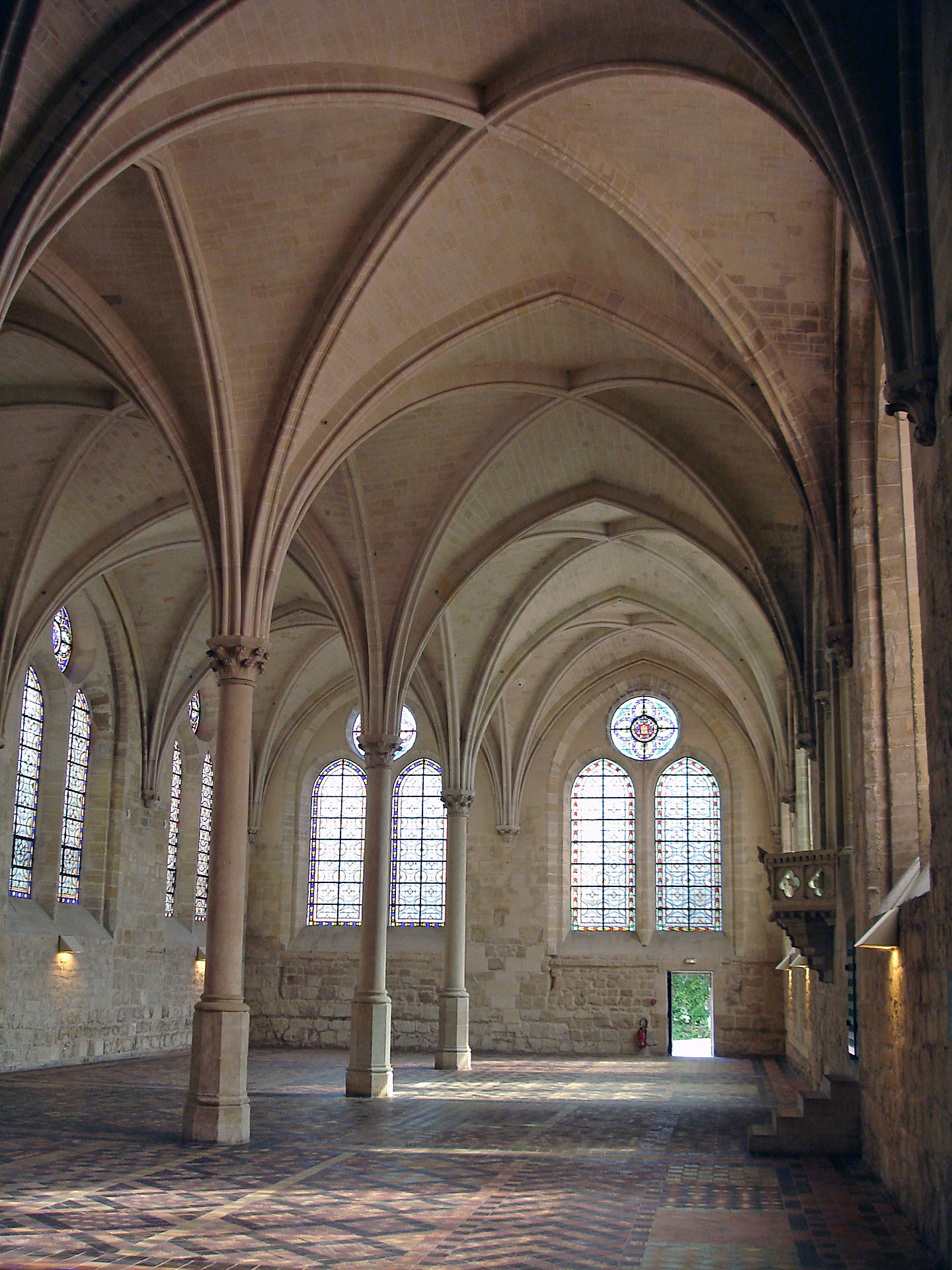
Le réfectoire des moines, salle la plus impressionnante de l'abbaye.
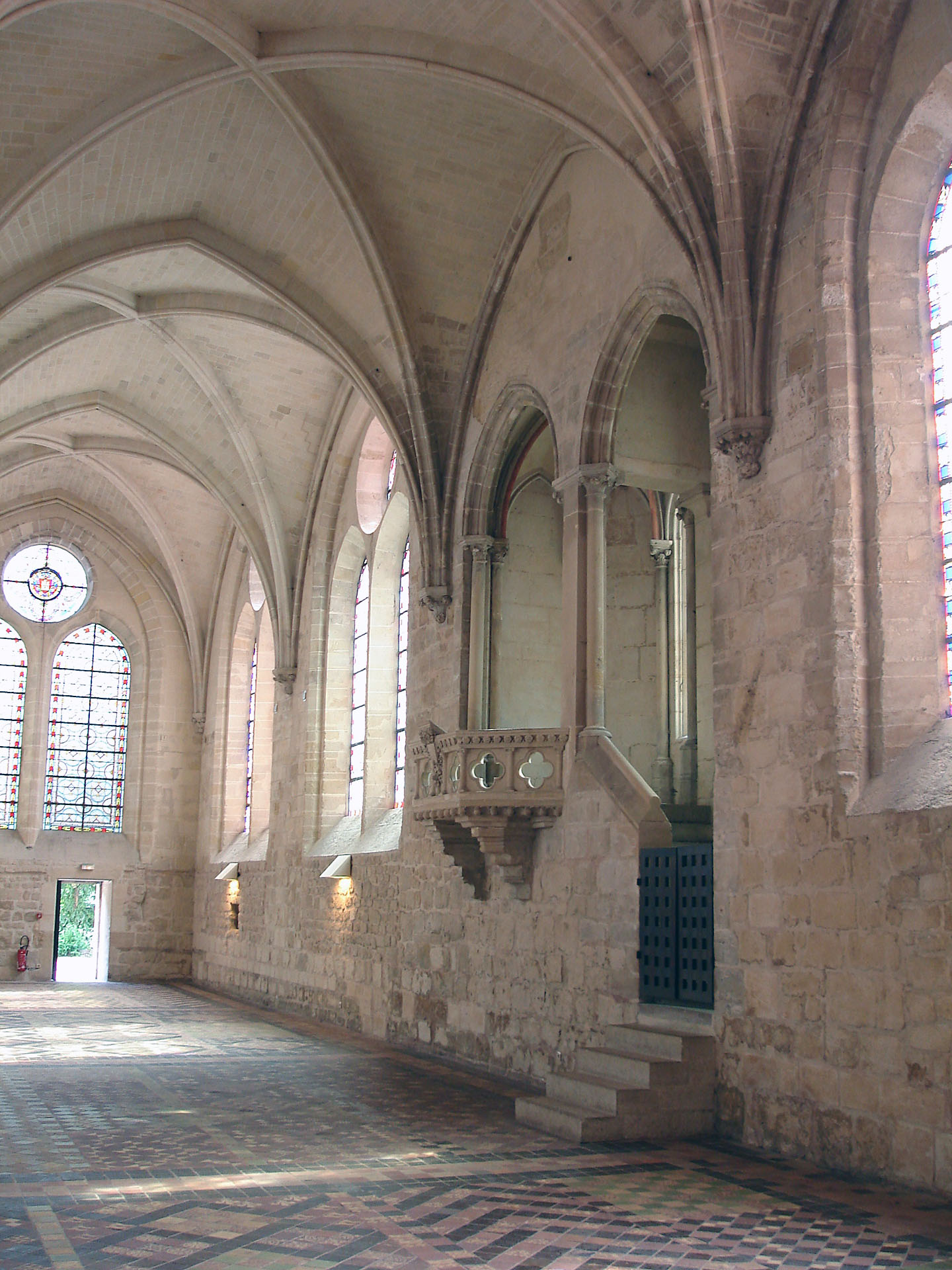
Le réfectoire des moines depuis l'entrée ; à droite, la chaire du lecteur.
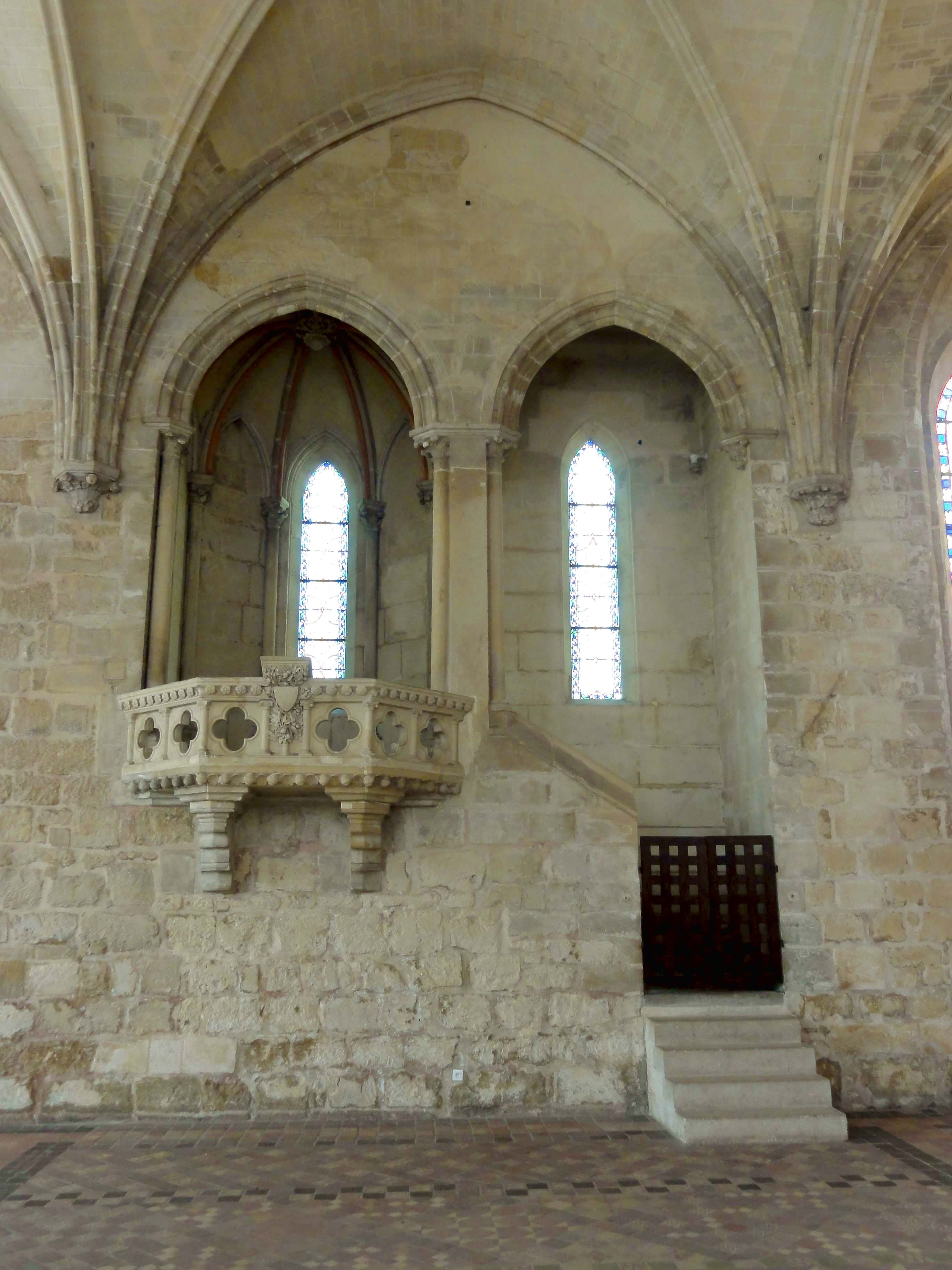
Chaire du lecteur au réfectoire : pas de repas sans lecture.
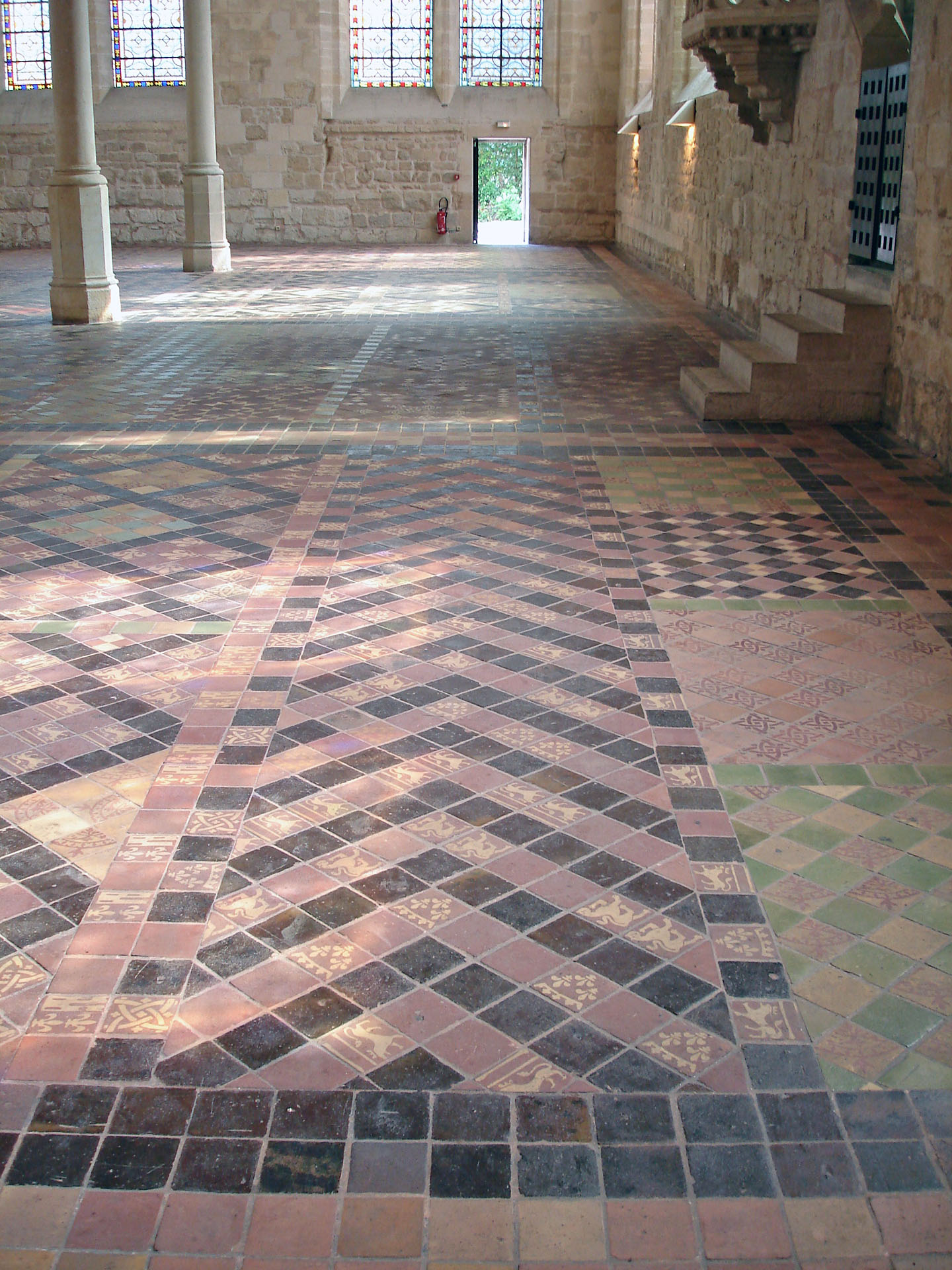
Le sol du réfectoire, refait avec des dalles fabriquées artisanalement à l'ancienne.

#### L'orgue

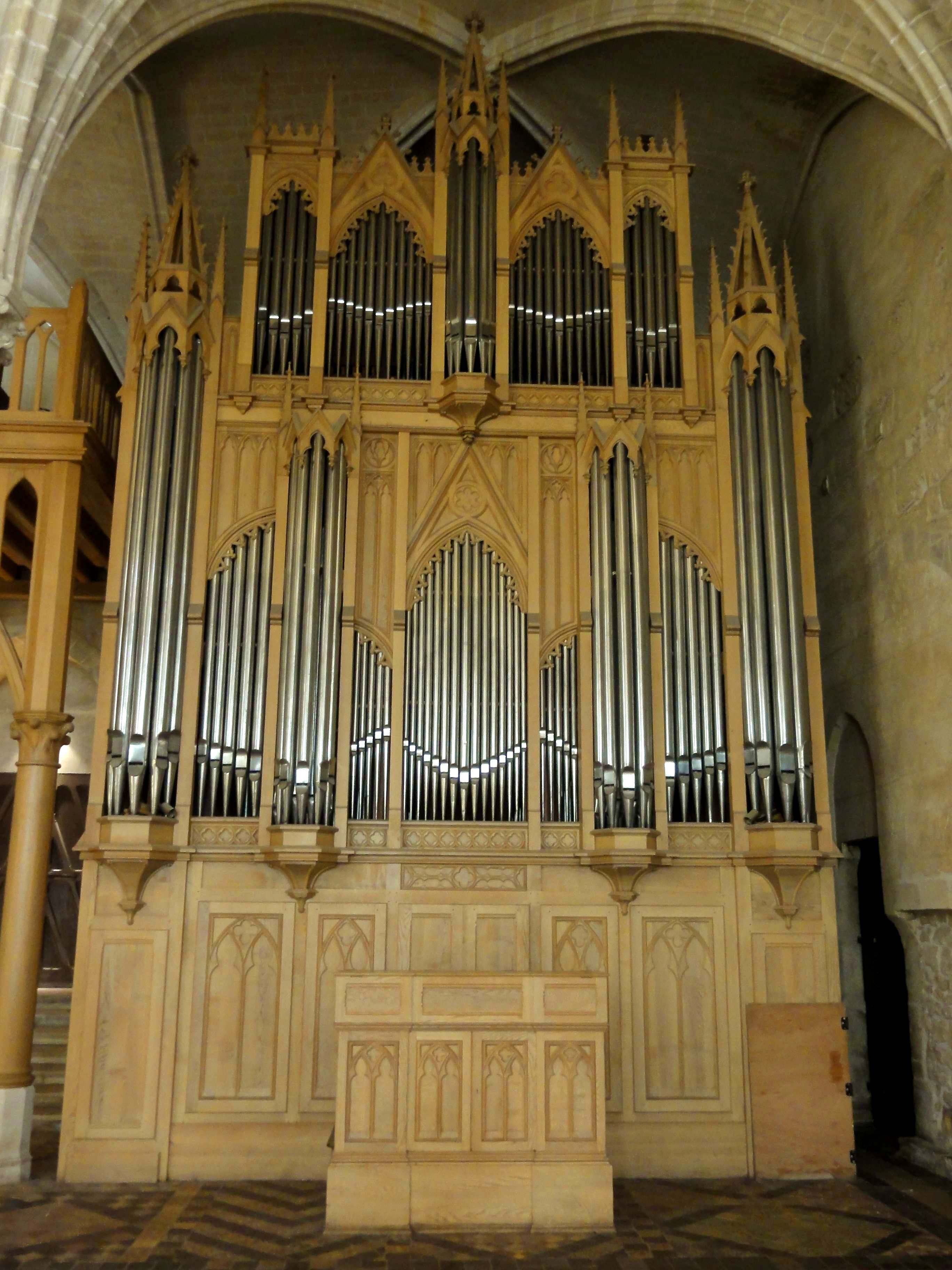
Orgue Cavaillé-Coll.

Le réfectoire est aujourd'hui consacré à la musique. Un grand orgue (3 claviers, pédalier, 44 jeux) construit en 1864 par Aristide Cavaillé-Coll pour monsieur Marracci, industriel lillois, pour la villa qu'il venait de se faire construire à Cologny, canton de Genève, a été racheté par l'abbaye en 1937 et placé dans la salle du réfectoire. L'instrument a été restauré en 2001 par Laurent Plet et Yves Kœnig et est utilisé pour les concerts donnés à l'abbaye.
| I. Grand orgue C–g3 | II. Positif C–g3 | III. Récit C–g3 | Pédale C–f1 |
| --- | --- | --- | --- |
| Principal 16' Bourdon 16' Montre 8' Bourdon 8' Flûte harmonique 8' Violoncelle 8' Prestant 4' Flûte douce 4' Plein jeu harmonique IV-VI rangs Basson 16' Trompette 8' Clairon 4' | Quintaton 16' Flûte harmonique 8' Salicional 8' Unda maris 8' Flûte octaviante 4' Dulciane 4' Doublette 2' Piccolo 1' Cornet II-V rangs Trompette 8' Clarinette 8' Musette 8' | Flûte traversière 8' Quintaton 8' Gambe 8' Voix céleste 8' Flûte octaviante 4' Octavin 2' Trompette harmonique 8' Clairon 4' Basson-hautbois 8' Voix humaine 8' | Soubasse 32' Contrebasse 16' Soubasse 16' Violoncelle 8' Basse 8' Bourdon 8' Flûte 4' Bombarde 16' Trompette 8' Clairon 4' |

Accessoires : 

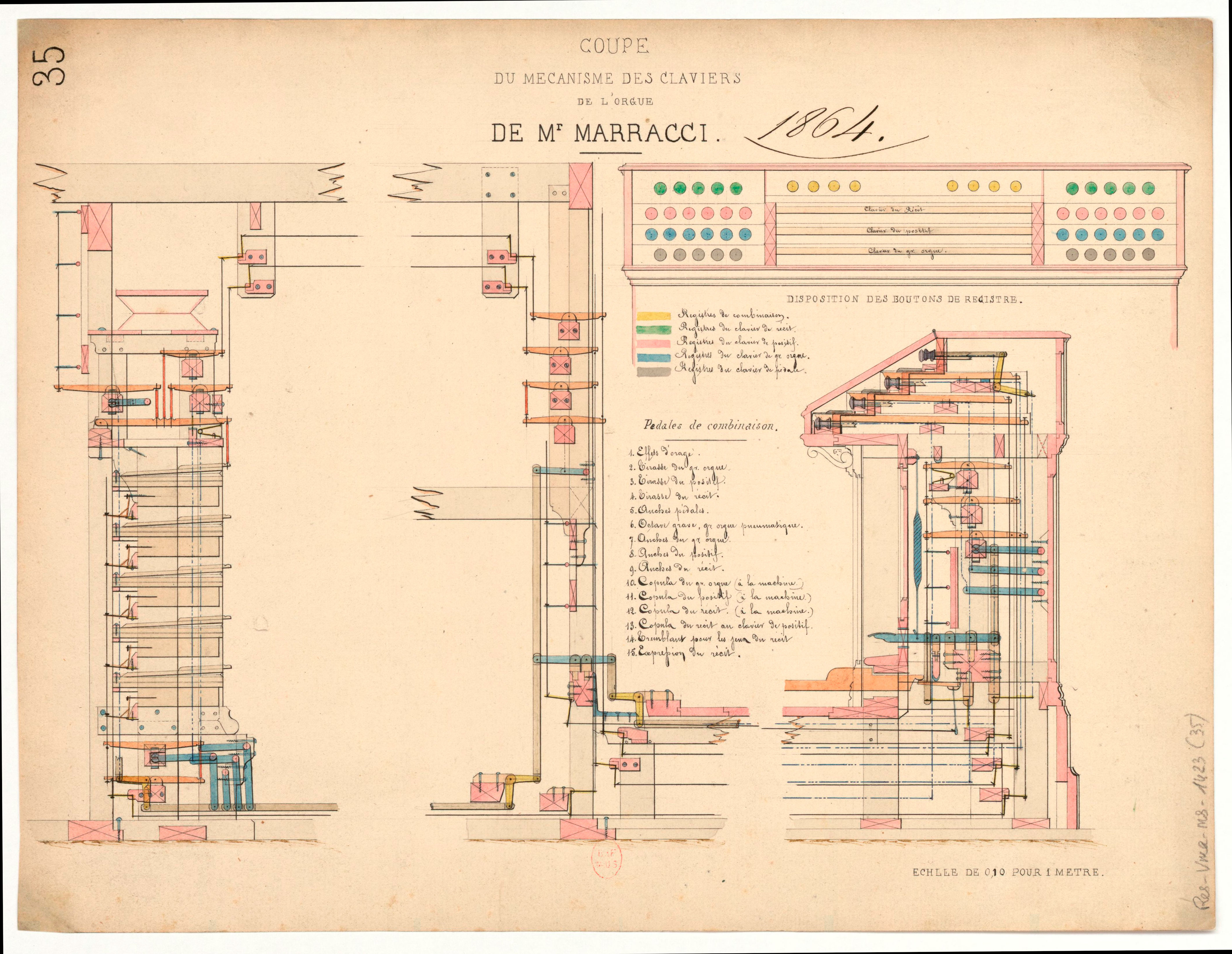
Coupe du mécanisme des claviers de M. Marracci.

- Tirasse : Grand orgue, positif, récit.
- Appel d'anches : Grand orgue, positif, récit, pédale.

### Cuisine

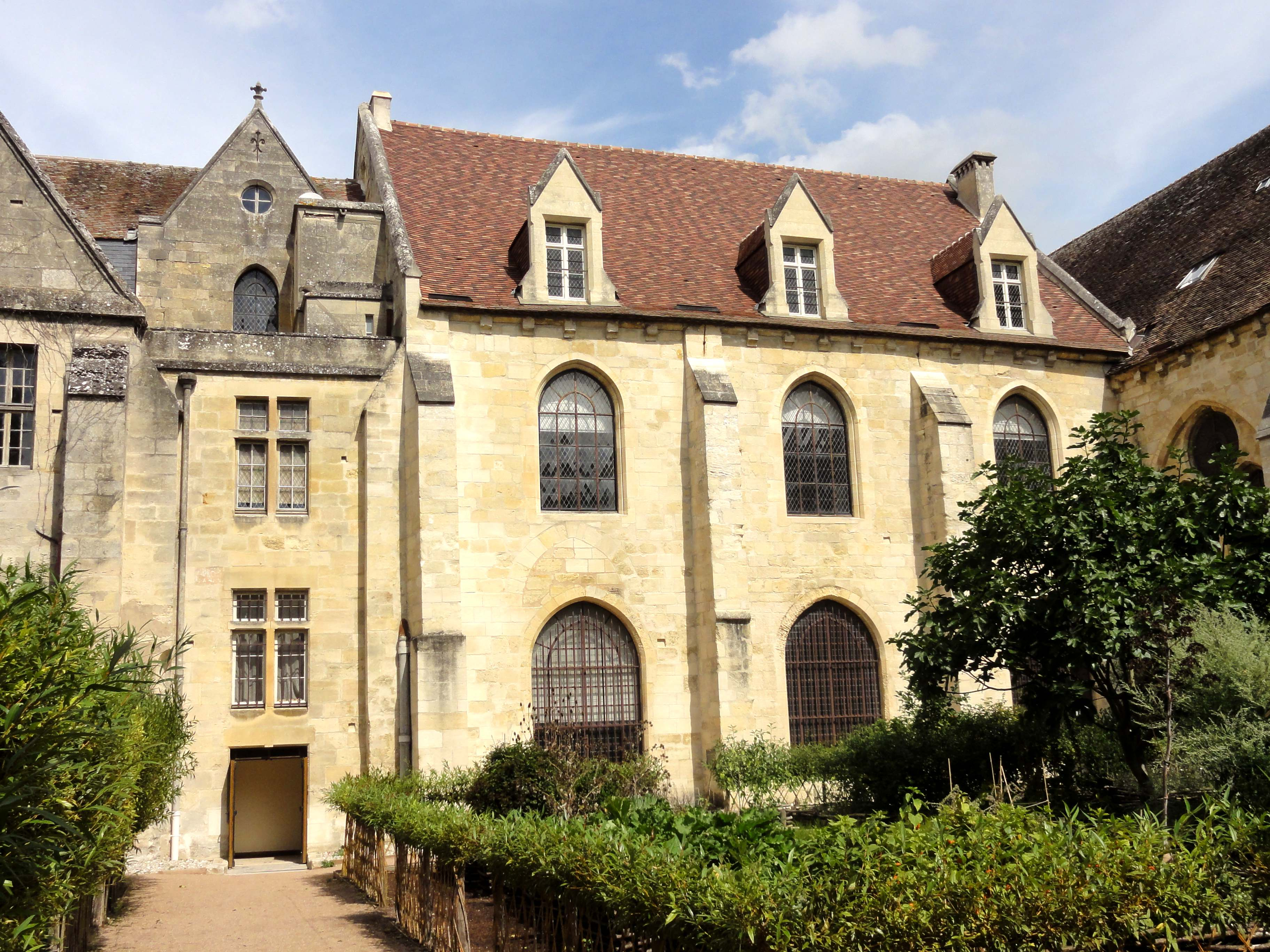
Élévation sud du bâtiment des cuisines et jardin des neuf carrés.

La cuisine est reliée au réfectoire attenante par un passe-plats. D'élaboration moins soignée que le réfectoire du fait que son accès était limitée aux convers, les chapiteaux des quatre colonnes trapues supportant les neuf voûtes d'ogives sont tout de même ornés de décors végétaux simples. Les dimensions de la pièce sont généreuses, puisque les repas des convers y étaient préparés également : déjeuner et dîner, la règle monastique limitant le nombre des repas à deux. Le réfectoire des converses était relié à la cuisine par l'intermédiaire de la ruelle des convers, qu'il suffisait juste de traverser.
La cuisine a fait l'objet de nombreuses transformations et se rapproche assez de son architecture d'origine, mais ne permet pas de deviner l'ambiance qui y régnait, du fait de sa nudité et de la stérilité apportée par une rénovation voulant tout faire paraître comme neuf. Un exemple remarquable de la sculpture française du XIVe siècle y est exposée, la « Vierge allaitante », de provenance inconnue, dite « Vierge de Royaumont ».
L'on suppose que le local à l'étage de la cuisine, de dimensions identiques, était la bibliothèque de l'abbaye. Des preuves font défaut, les archives de Royaumont ayant brûlé dans l'incendie de l'abbatiale du 26 avril 1760. Tout le contenu de la bibliothèque, trois mille volumes et trente-six volumes de manuscrits, a été dispersé quand l'abbaye fut vendue comme bien public. Les volumes ayant survécu se trouvent pour la plupart à la Bibliothèque nationale. L'actuelle bibliothèque dans la salle du chapitre date de l'époque de Henry Goüin et d'Isabel Lang.

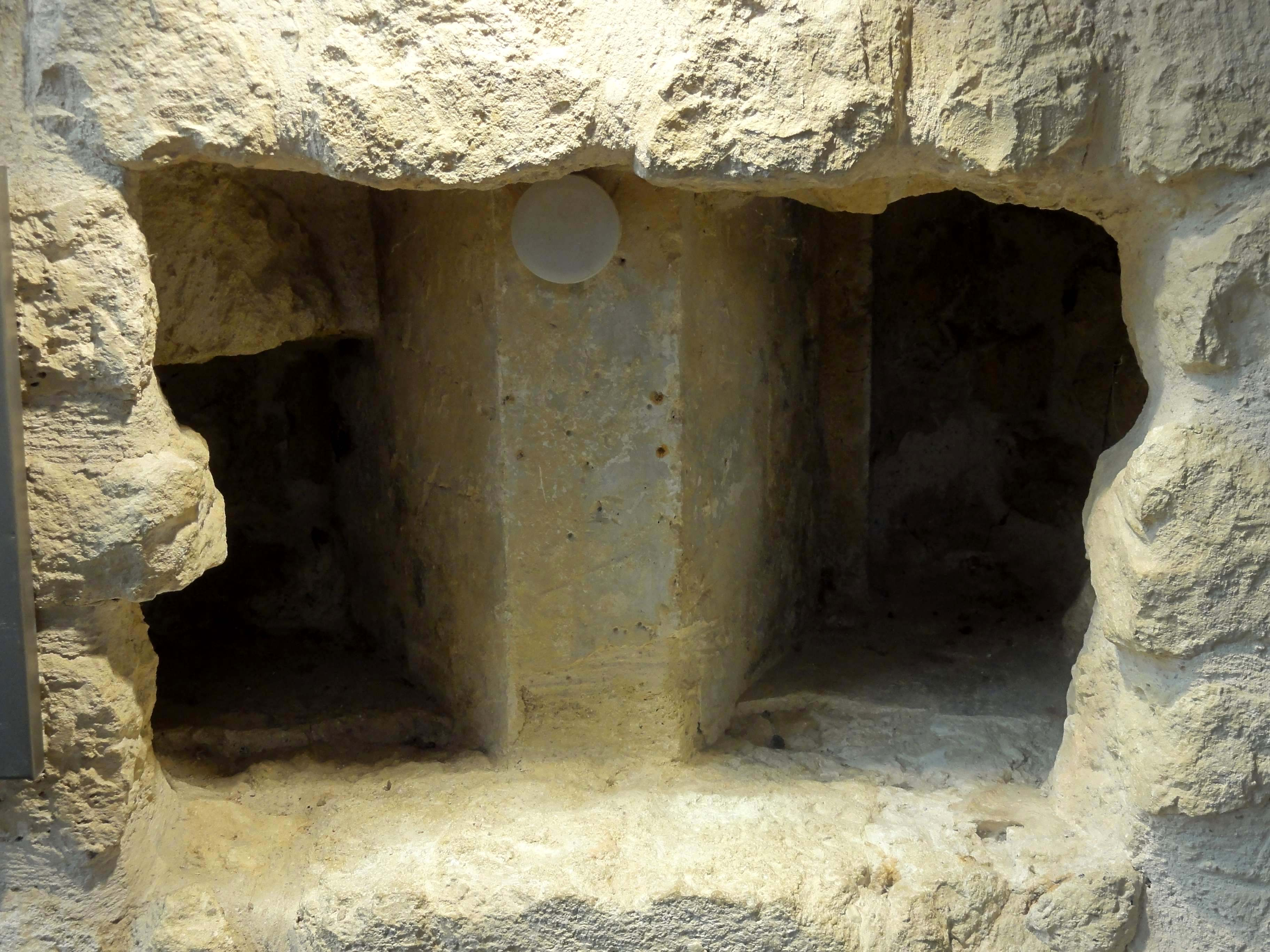
Passe-plats.
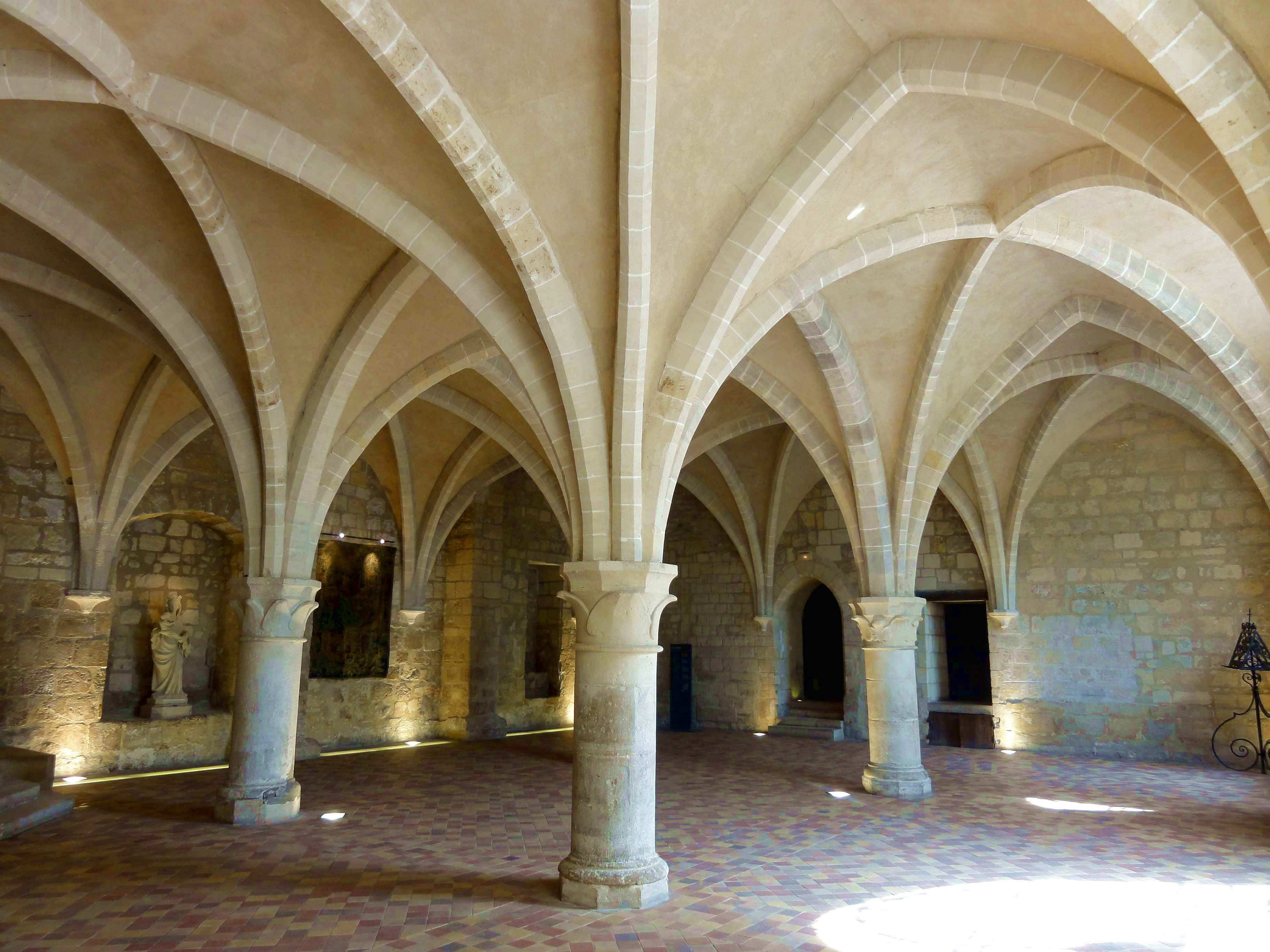
Vue vers le nord-est.
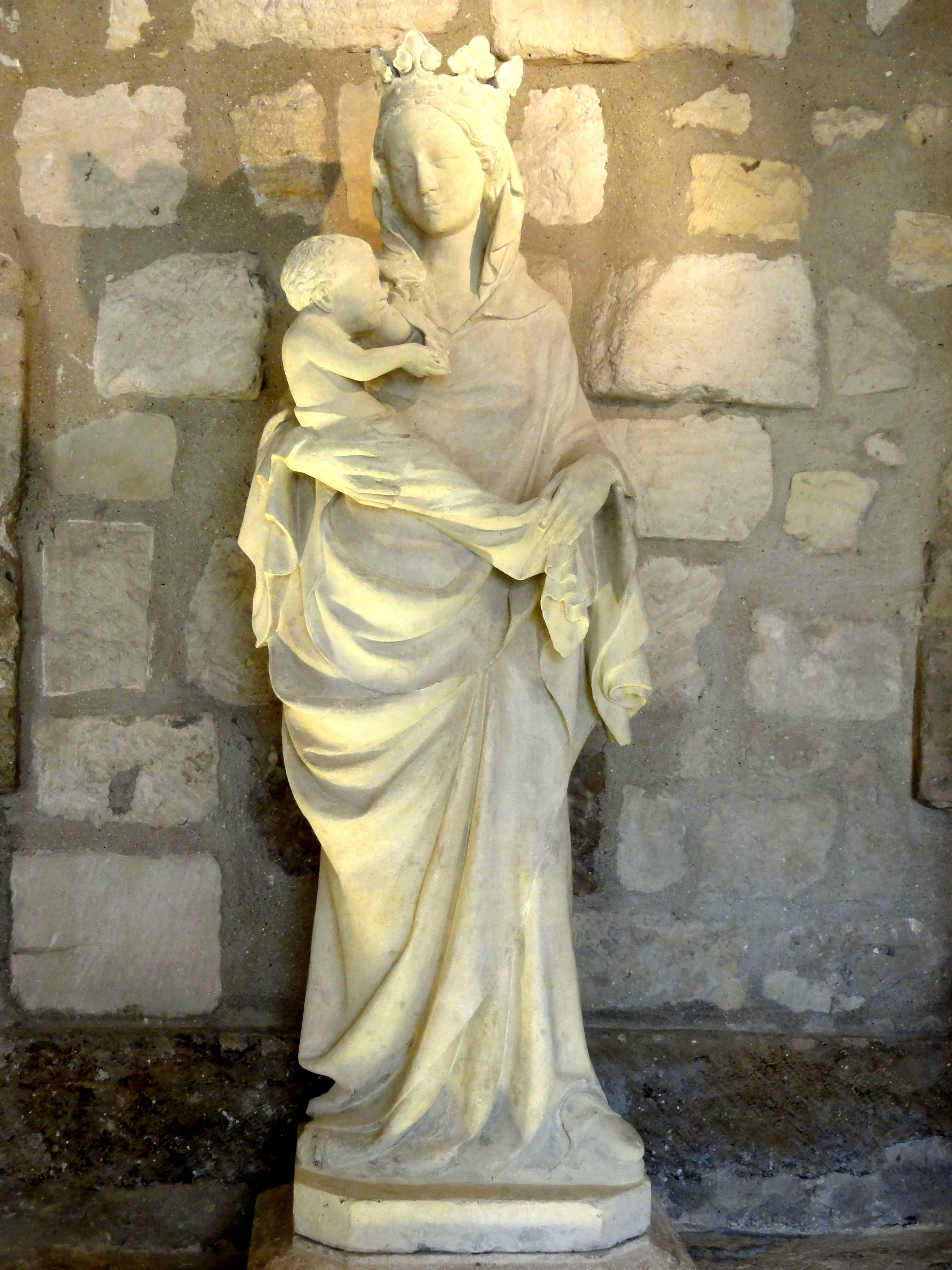
Vierge de Royaumont.
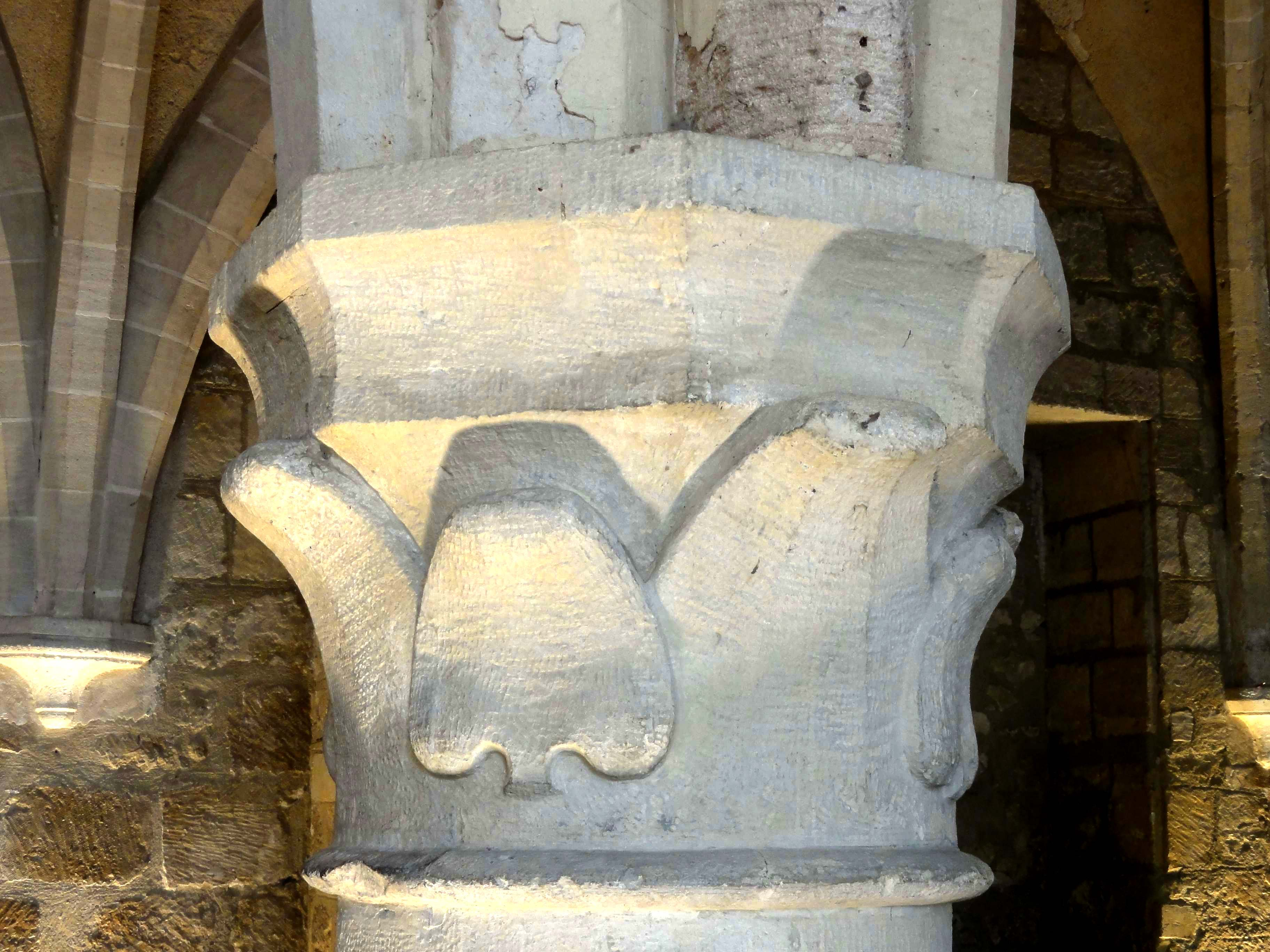
Chapiteau d'un pilier.
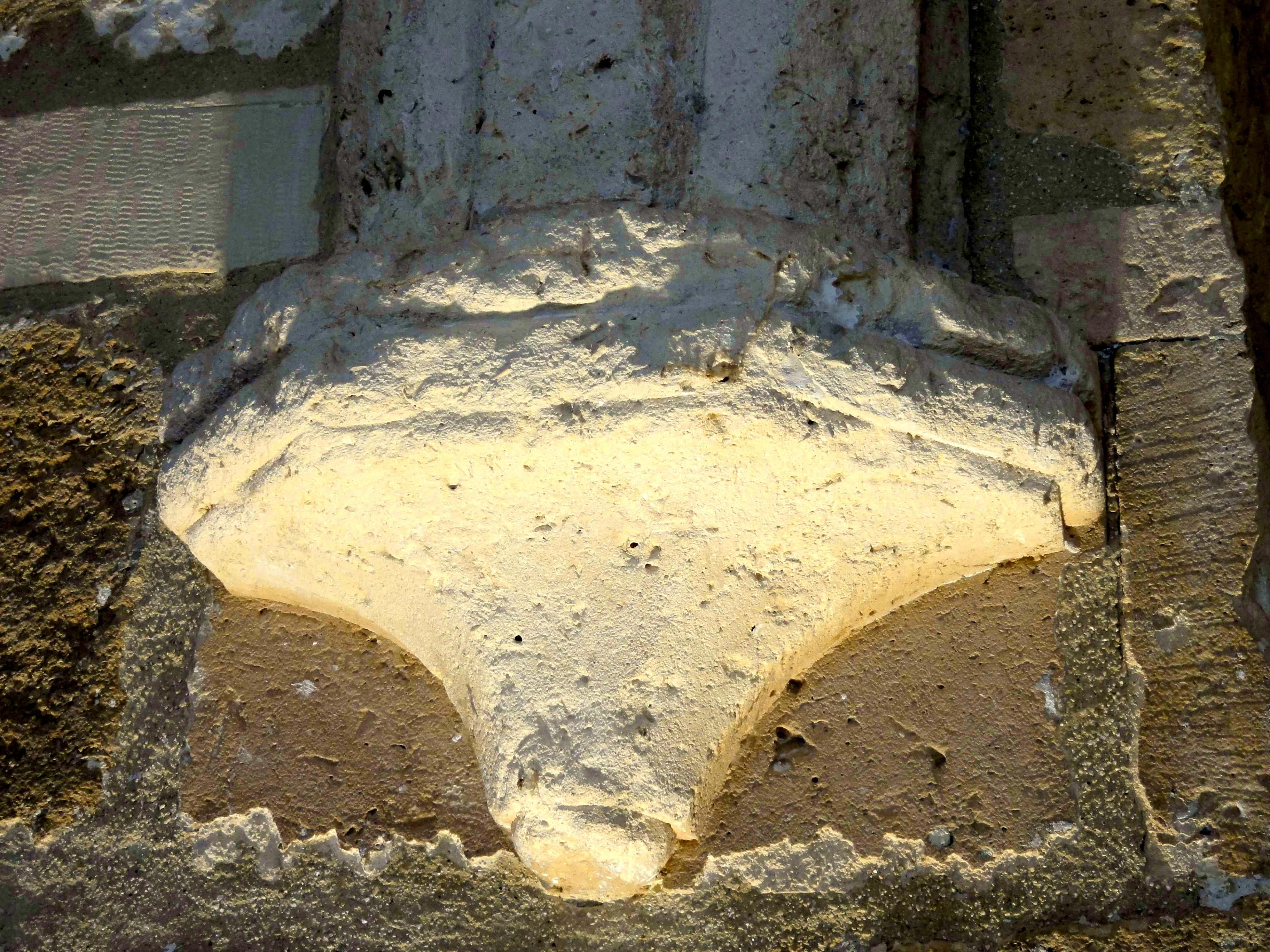
Cul-de-lampe.

### Bâtiment des convers

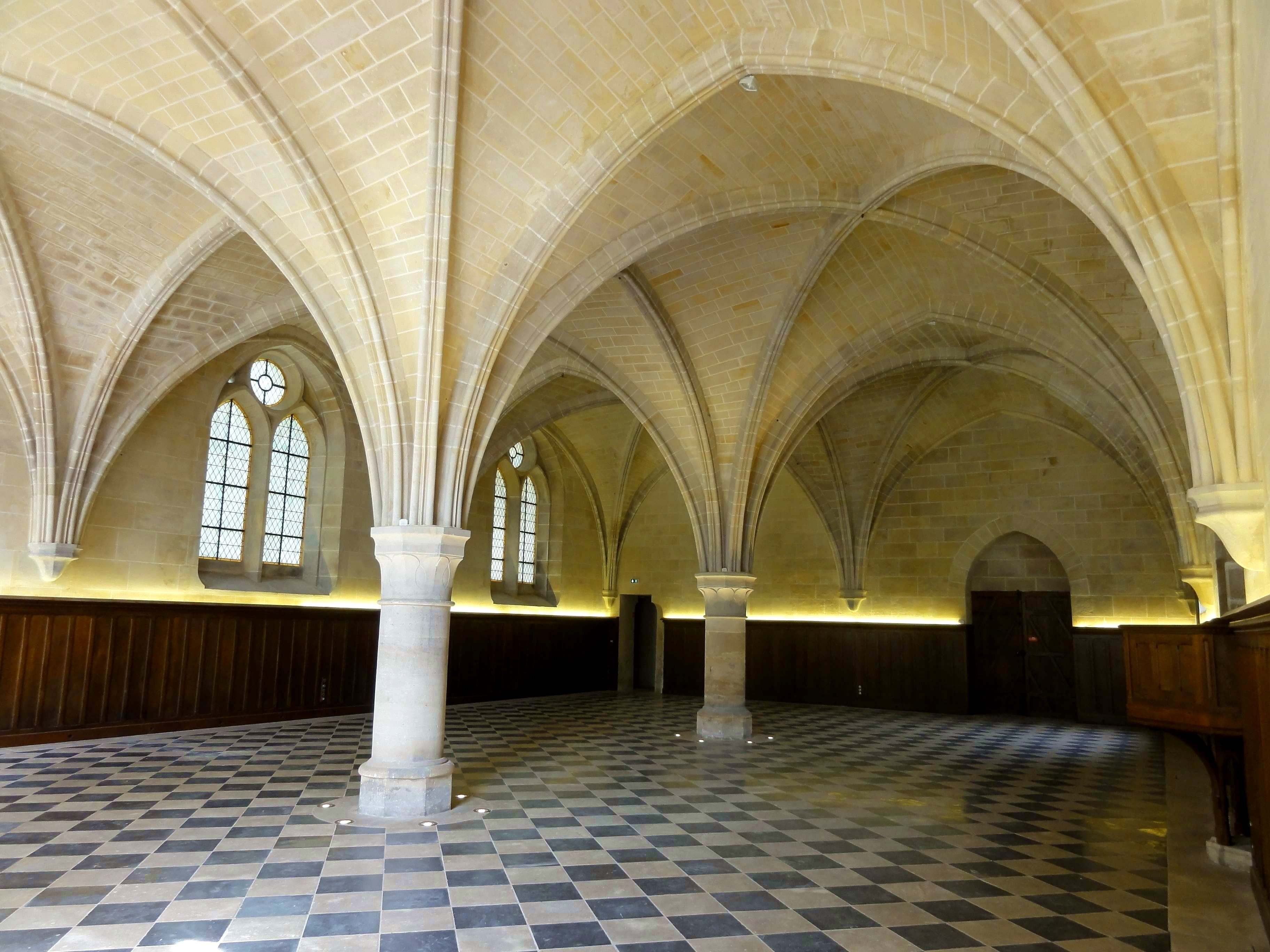
Réfectoire des convers.

La position relativement excentrée du bâtiment témoigne de la situation sociale des frères convers au Moyen Âge. En effet, la ruelle des convers sépare cette aile de l'abbaye de la galerie occidentale du cloître. Elle desservait la cuisine, le cellier au rez-de-chaussée du bâtiment des convers, l'abbatiale et bien sûr le réfectoire des convers ainsi que le dortoir des convers, au premier étage sur toute la longueur du bâtiment. Le rôle des convers étant de préparer les repas des moines et surtout d'exploiter les terres, bois, moulins et étangs de pêche, ils étaient indispensables à l'économie cistercienne et pouvaient accéder à des fonctions de responsabilité, mais ne pouvaient partager la vie des moines. Ils n'entraient à l'église que par l'extrémité de la nef alors que les moines accédaient eux directement au chœur de l'église par le bras du transept.
Le statut de convers ayant rapidement perdu son attractivité jusqu'au XIVe siècle, leur nombre diminuait progressivement et entraîna des modifications à répétition du bâtiment. Il est généralement désigné comme hôtellerie, et l'ancien réfectoire des convers comme réfectoire des hôtes, mais comme l'hospitalité fut pratiquée à toute époque dans l'abbaye, une autre maison des hôtes a dû exister aux débuts de Royaumont. Contrairement à ce qu'avance Alain Erlande-Brandenburg (2004), le bâtiment ne servait pas de logis aux abbés commendataires, qui disposaient d'une aile à l'ouest de l'actuelle abbaye, désignée comme pavillon abbatial par Henri Duclos (1867). Aucun élément permet d'affirmer non plus que le comte de Harcourt, qui logea à l'abbaye de 1659 jusqu'à la fin de sa vie en 1666, habita l'étage de l'ancien bâtiment des convers. De l'époque de son fils Alphonse comme abbé commendataire date l'escalier avec sa rambarde en fer forgé desservant l'étage : l'année 1672 fut le témoin d'un changement de style dans plusieurs bâtiments de l'abbaye dans le cadre d'un « vandalisme restaurateur », les réparations étant « entendues dans un sens absurde », portant aussi sur le portail de l'église et l'escalier desservant le dortoir, car « le goût barbare du gothique choquait les yeux ». - Des incertitudes planent sur d'autres usages du bâtiment. L'ancien réfectoire des convers est désigné comme salle du chapitre par Henri Duclos (1867) et comme cellier sur le plan dressé par Eugène Chauliat vers 1908. Une partie de l'ancien dortoir des convers a apparemment servi d'infirmerie, selon Henri Duclos (1867).
Quand Joseph Van der Mersch et sa famille se sont installés à Royaumont fin 1815, ils ont probablement logé dans le bâtiment des convers en attendant la fin des travaux à l'intérieur de l'ancien palais abbatial. Le bâtiment a été désaffecté après le départ des religieuses en 1905, puis habitée par les descendants de la famille Goüin à partir des années 1920, qui ont aménagé le rez-de-chaussée en salons de réception et l'étage en habitation : la succession de Gaston et Edouard Goüin avait nécessité la vente du palais abbatial de 1787, en 1923.

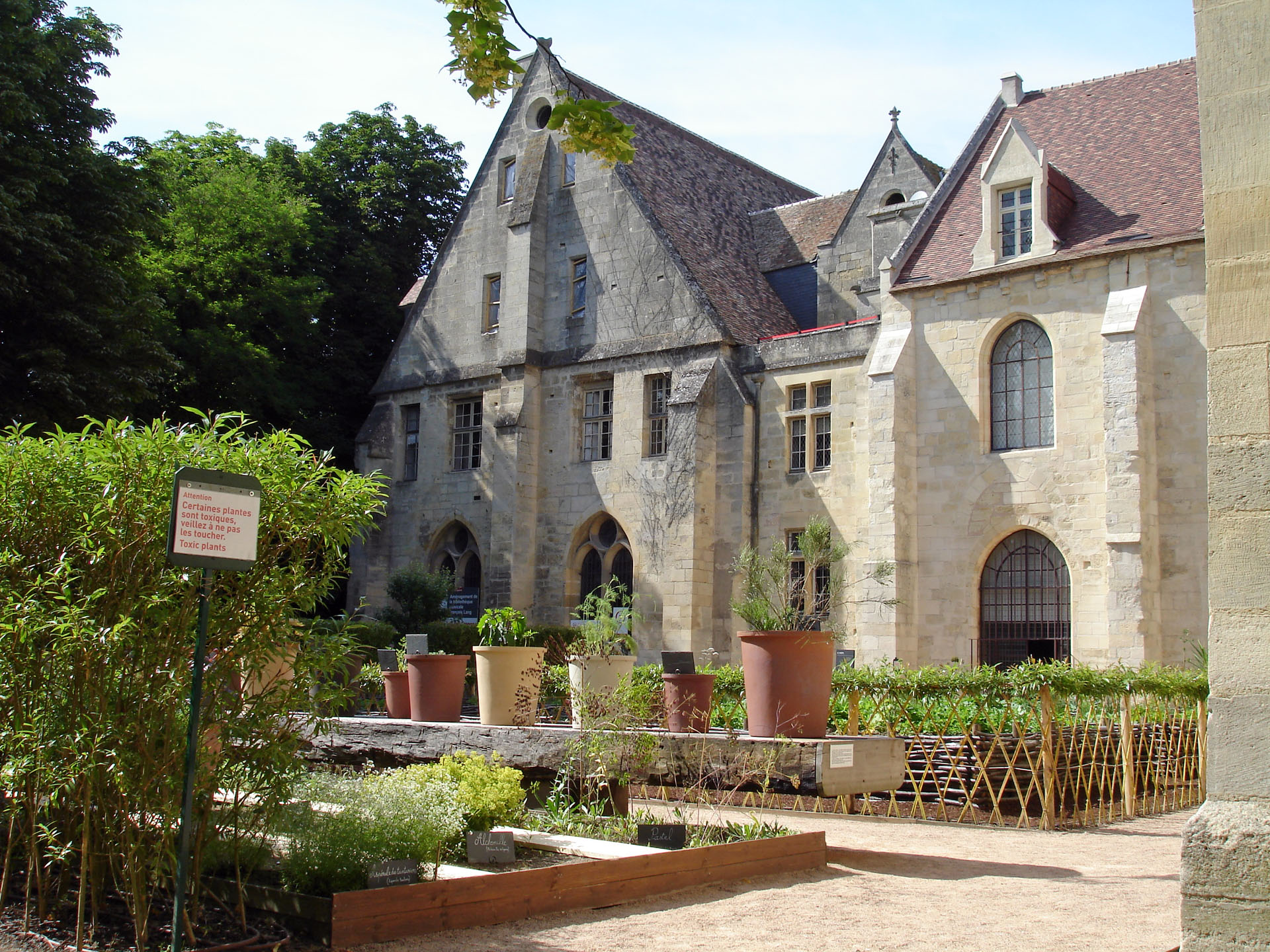
Pignon sud et jardin d'inspiration médiévale.
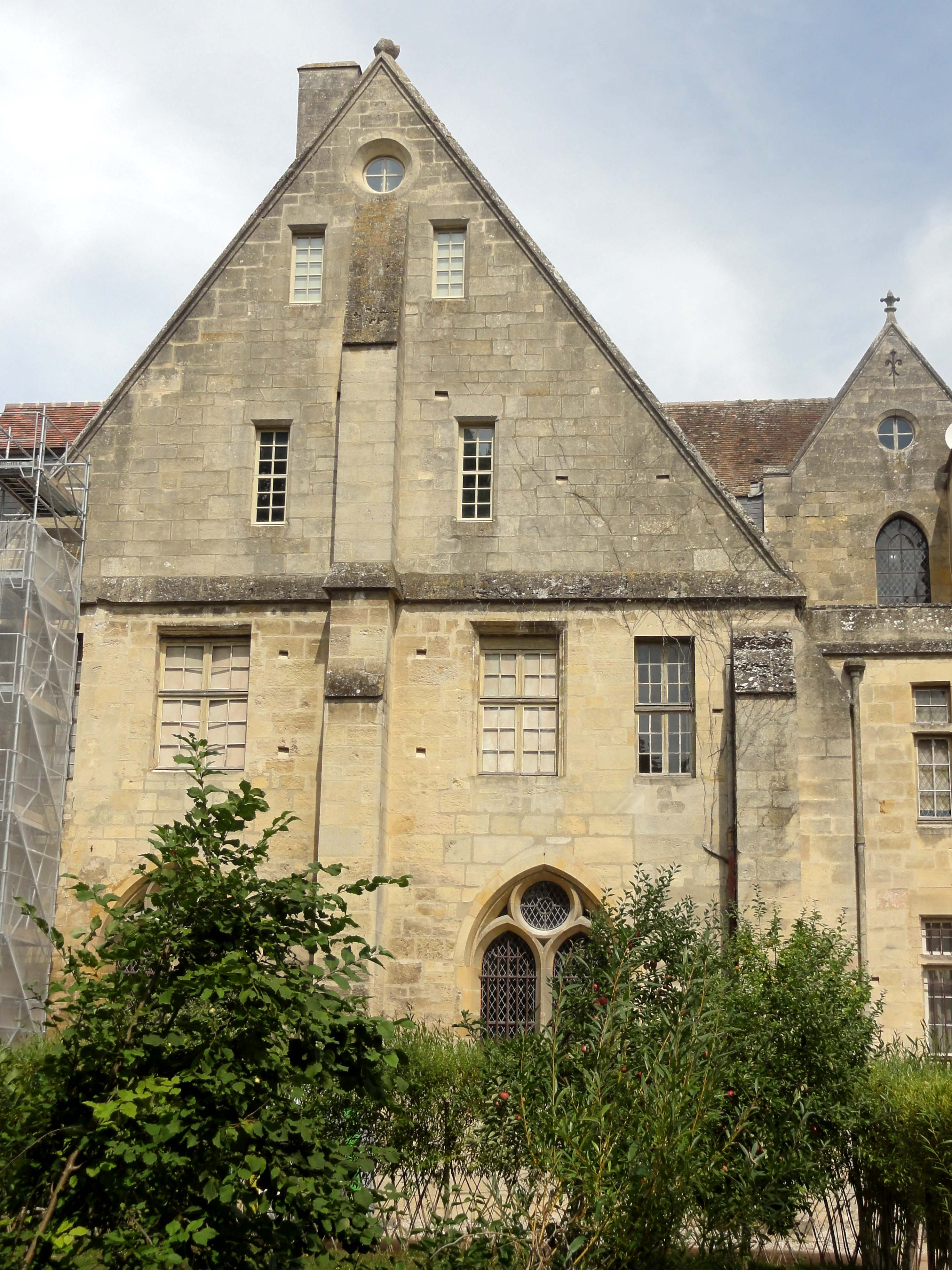
Pignon sud.
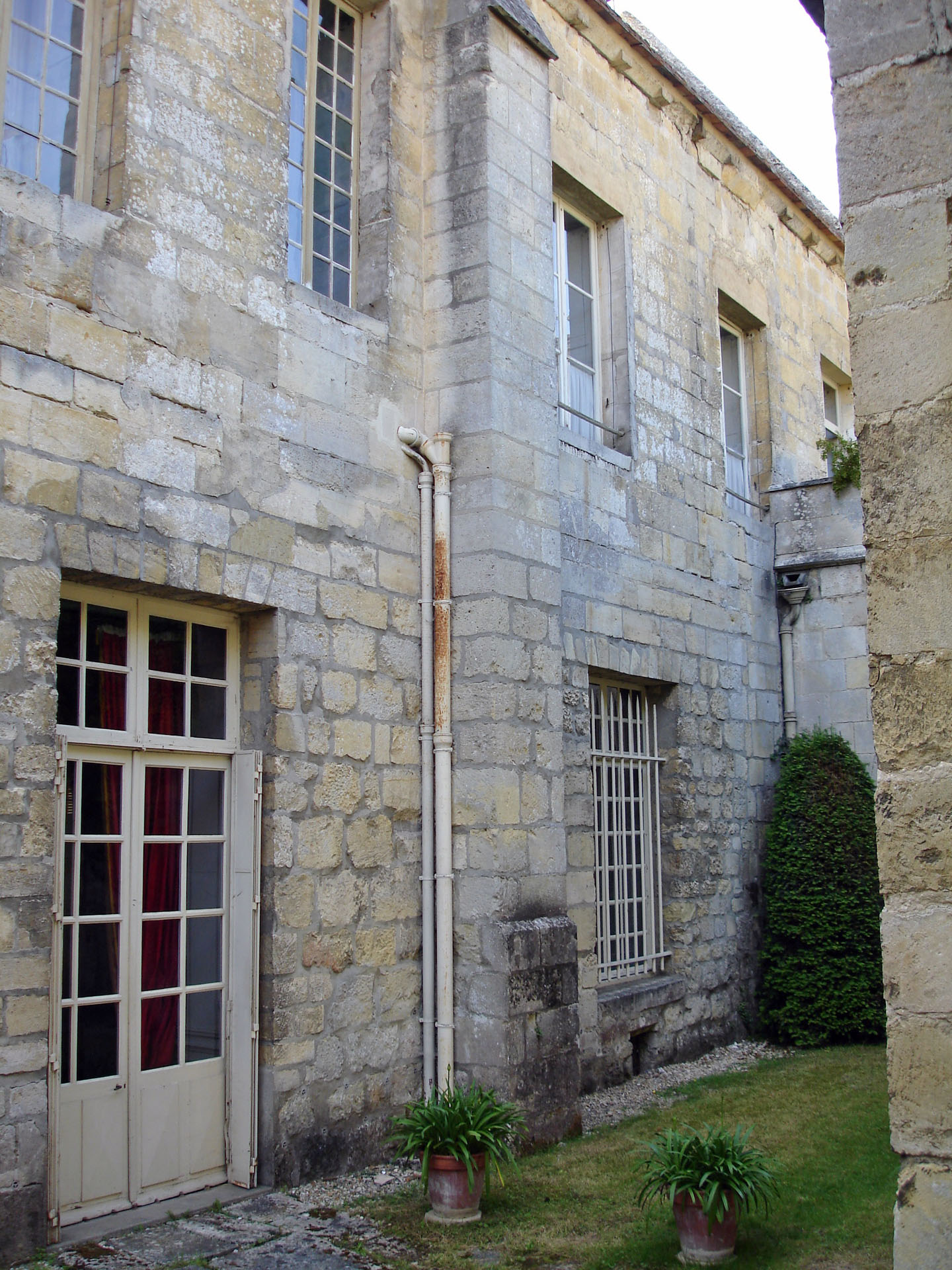
Ruelle des convers.
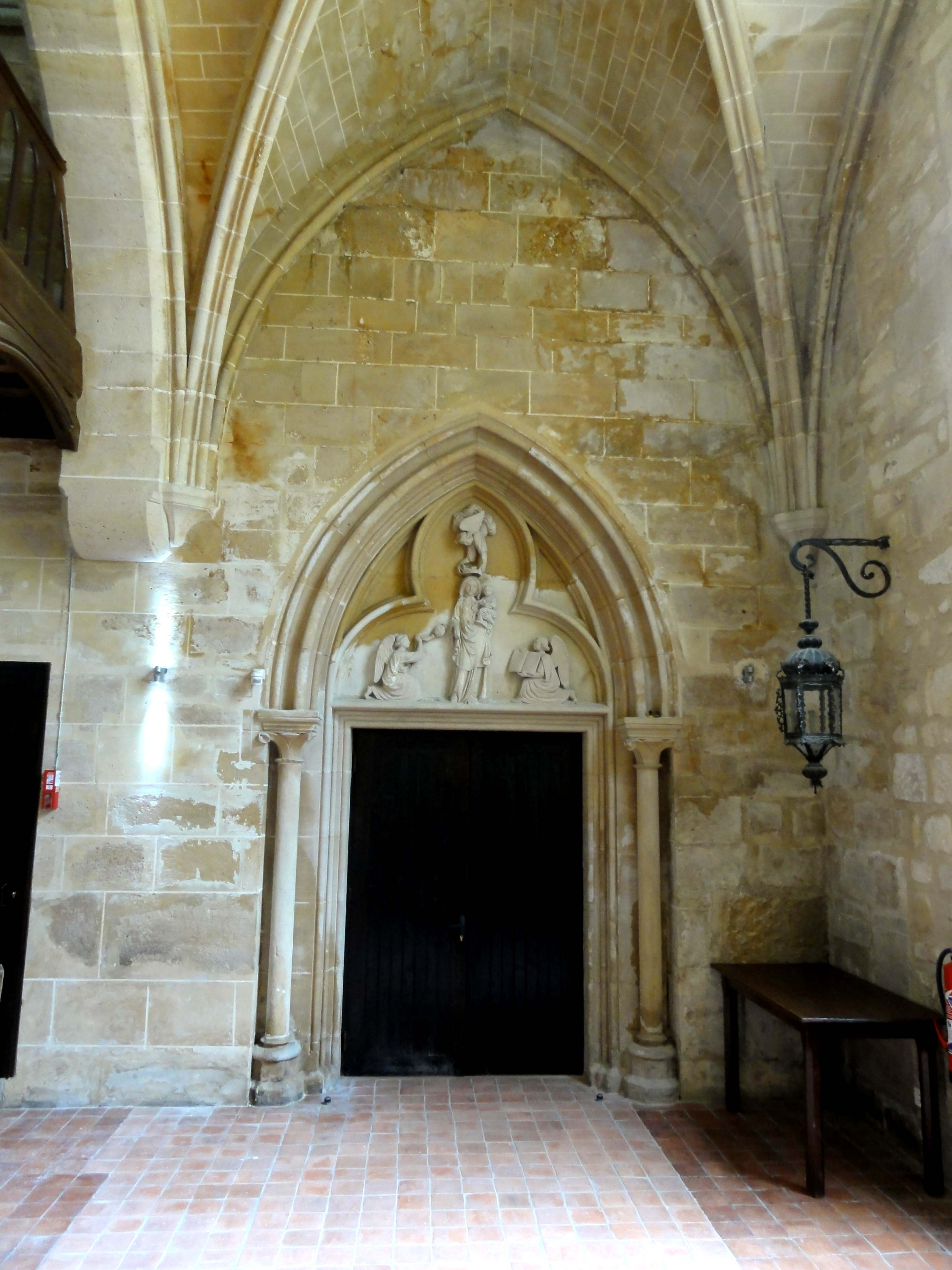
Entrée depuis le vestibule.
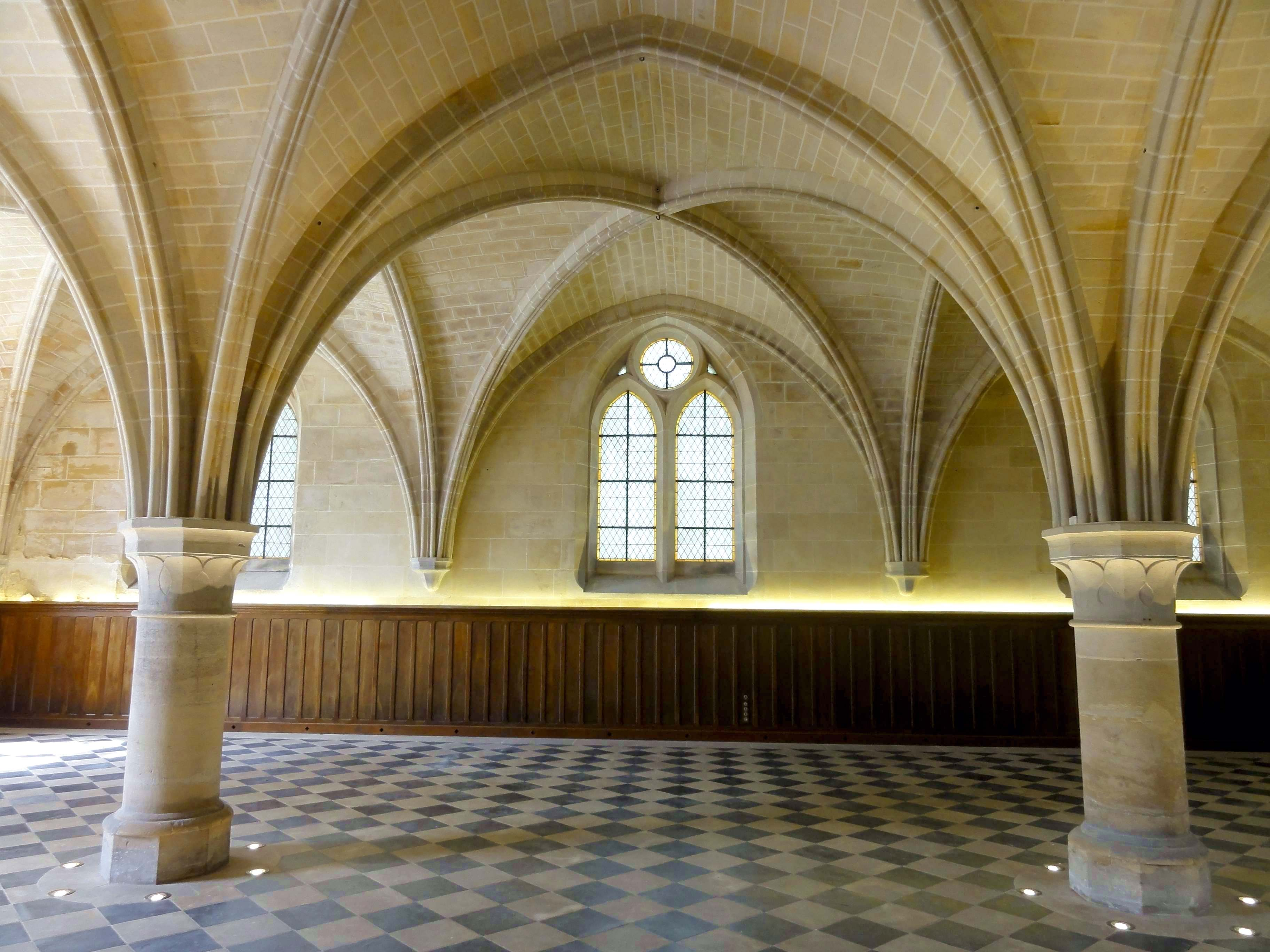
Réfectoire des convers.

### Palais abbatial

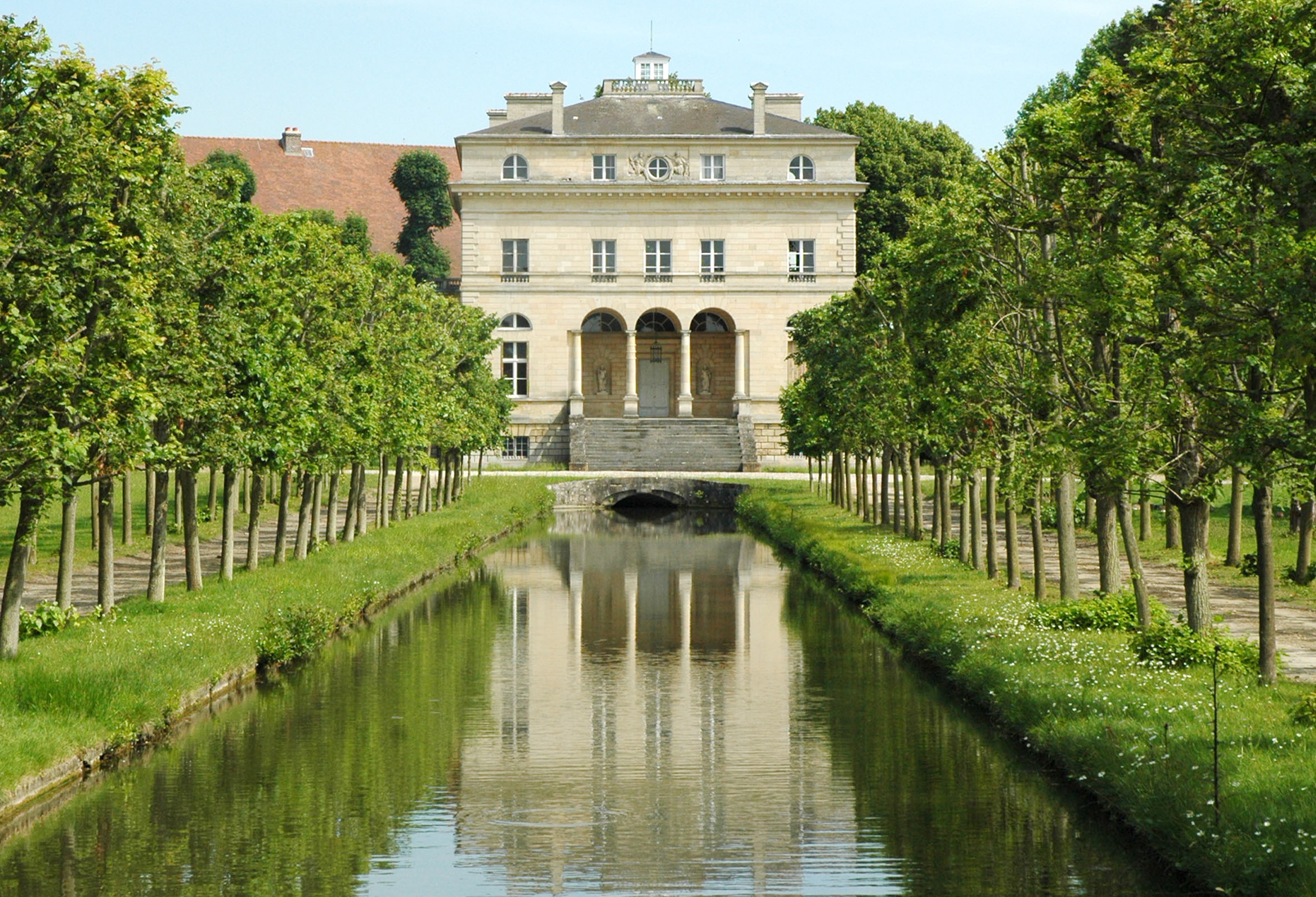
Le palais abbatial de 1787, habité pour la première fois par Joseph Van der Mersch vers 1820, avec le grand canal à l'ouest.

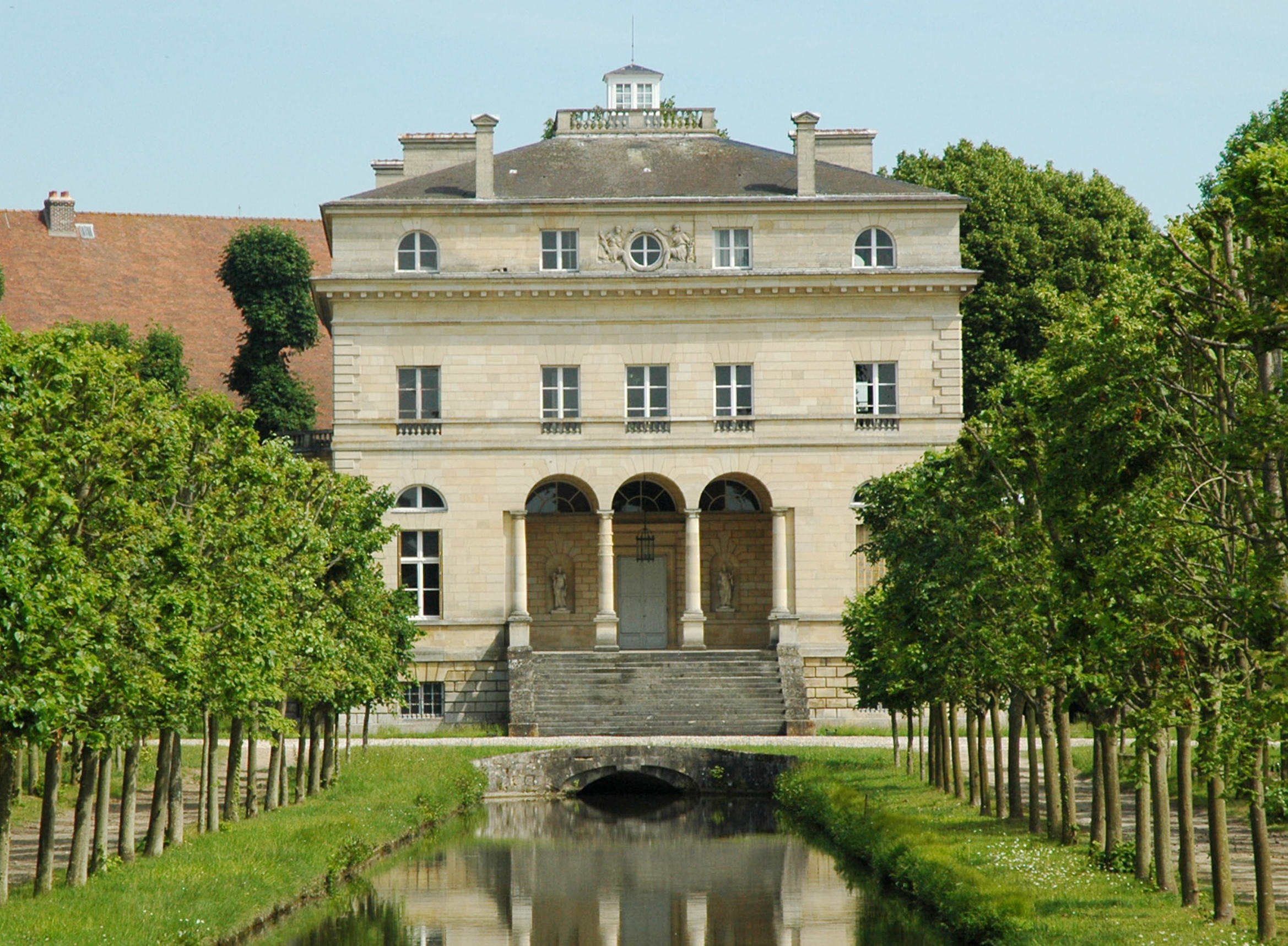
Vue rapprochée.

Le palais abbatial se situe à l'ouest des bâtiments monastiques, face aux bâtiments des convers. Ce « pavillon florentin» se présente comme un bâtiment massif orné d'une galerie à perron sur trois de ses façades. Le volume cubique fut choisi pour permettre de multiples perspectives de vues sur le parc et le paysage, jusqu'à Viarmes, Luzarches et Beaumont-sur-Oise. L'architecte choisi par l'abbé de Balivière fut également une personnalité introduite à la cour de Versailles : Louis Le Masson, ingénieur du corps royal des ponts et chaussées, disciple de Claude Nicolas Ledoux et professeur d'architecture des enfants royaux. Le roi Louis XVI lui avait permis un séjour d'études en Italie, entre 1778 et 1781, où il apprenait à connaître les villas dessinées par Andrea Palladio. Le palais abbatial de Royaumont y fait de multiples références. Les pièces du rez-de-chaussée, d'un plan polygonal avec des voûtes d'arêtes saillantes retombant sur une colonne centrale, s'inspirent quant à eux de la salle au pilier du château d'Écouen.
Le rez-de-chaussée était réservé au service, et contenait la cuisine et le bûcher, transformé ultérieurement en bibliothèque. L'accès au palais se faisait directement par le premier étage, grâce aux escaliers extérieurs. Le premier étage s'organise autour d'un vestibule central orienté est-ouest, aboutissant sur un escalier qui commence au rez-de-chaussée et va jusqu'au deuxième étage. De deux côtés du vestibules, au nord et au sud, se trouvent deux grandes salles de réception encadrées par des plus petites. Le deuxième étage répond à un plan identique. Le troisième étage, l'attique, abritait les chambres des domestiques et n'était accessible que par l'escalier de service.
Le gros œuvre a été achevé en 1787, après seulement trois ans de travaux. L'intérieur, décoré avec un grand raffinement par son architecte, était cependant resté inachevé et inhabitable lorsque l'abbé de Balivière émigra en 1790. Habitant la maison des hôtes aujourd'hui disparu, le marquis de Travanet n'avait pas besoin du palais et ne fit pas reprendre les travaux. Ce ne fut qu'après 1815 que le nouveau propriétaire de Royaumont, Joseph Van der Mersch, rendit le « château » habitable pour la première fois. Il devenait un centre de la vie mondaine et intellectuelle sous la Restauration. Quand l'entreprise de Van der Mersch connut des difficultés financières, il vendit le palais à Jacques de Bellissen ; les destins de l'abbaye et du palais se séparèrent pour un certain temps. Le propriétaire suivant fut M. Pitat, à partir de 1858. Il procède à quelques transformations et fait orner les murs de bas-reliefs illustrant l'industrie, la marine et le commerce. Le 21 mars 1899, Jules Goüin, grand-père de l'initiateur de la Fondation Royaumont, racheta le palais. Après l'acquisition de l'abbaye par le même M. Goüin en 1905, les deux parties du domaine furent de nouveau réunis et le mur de clôture abattu. Cette situation ne dura que dix-huit ans, jusqu'au rachat du palais par le baron Eugène Fould et la baronne autrichienne Marie-Cécile von Springer en 1923. Leur fille Liliane Fould-Springer épousa Élie de Rothschild en 1941, qui demeurait souvent au palais jusqu'à son décès le 6 août 2007. L'héritier Nathaniel de Rothschild vivant plus aux États-Unis qu'en France, il a décidé d'en faire un lieu de séminaire haut de gamme et prévu de faire vendre aux enchères le mobilier en septembre 2011.
La vente du mobilier a été réalisée du 19 au 21 septembre 2011 chez CHRISTIE'S.

### Jardin d'inspiration médiévale

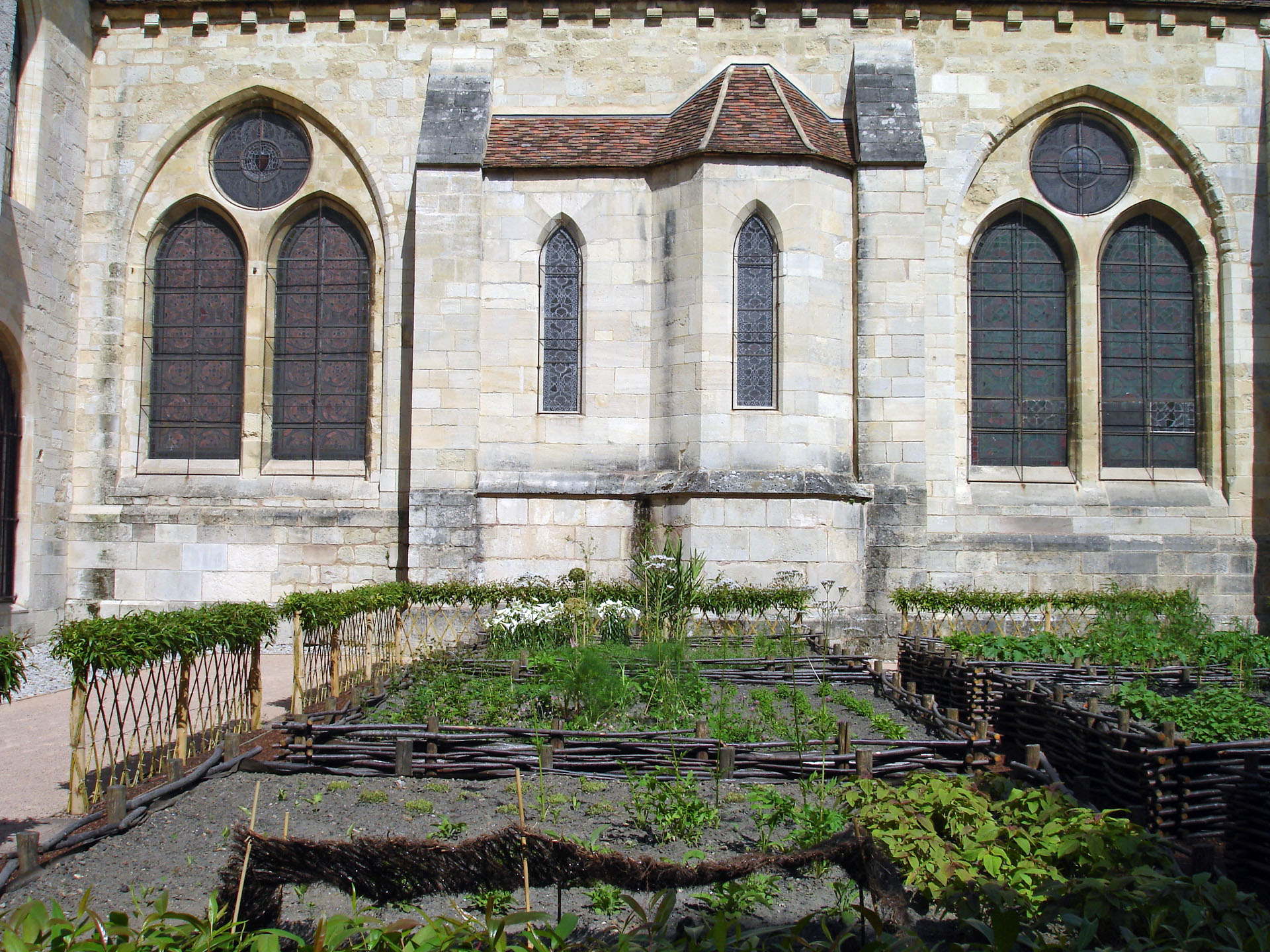
Jardin médiéval ; au fond, chaire du lecteur du réfectoire des moines.

Un jardin d'inspiration médiévale a été aménagé en juin 2004, au sud de la cuisine. Il est labellisé « Jardin remarquable ».
Composé de neuf carrés clôturés par des plessis de châtaigniers, il accueille une exposition thématique de plantes renouvelées tous les trois ans autour d'un sujet de choix : plantes médicinales à partir de 2004, plantes tinctoriales à partir de 2007, et plantes « magiques » depuis 2010. Le jardin est complété par une « table des savoirs » avec des plantes étiquetées en pots et un jardin des « pieds-mères » regroupant les plantes destinées à être multipliées. Un verger se situe à côté du jardin. Ce n'est pas à cet endroit que se trouvaient les jardins des religieux ; ils se situaient au nord de l'église et allaient jusqu'à la basse-cour à l'ouest (devenue le « jardin de la Belle Arthémise », non accessible au public) et jusqu'au mur d'enceinte au nord et à l'est. Cet endroit est occupé aujourd'hui par la ferme aménagée dans d'anciens bâtiments industriels.

## Visite

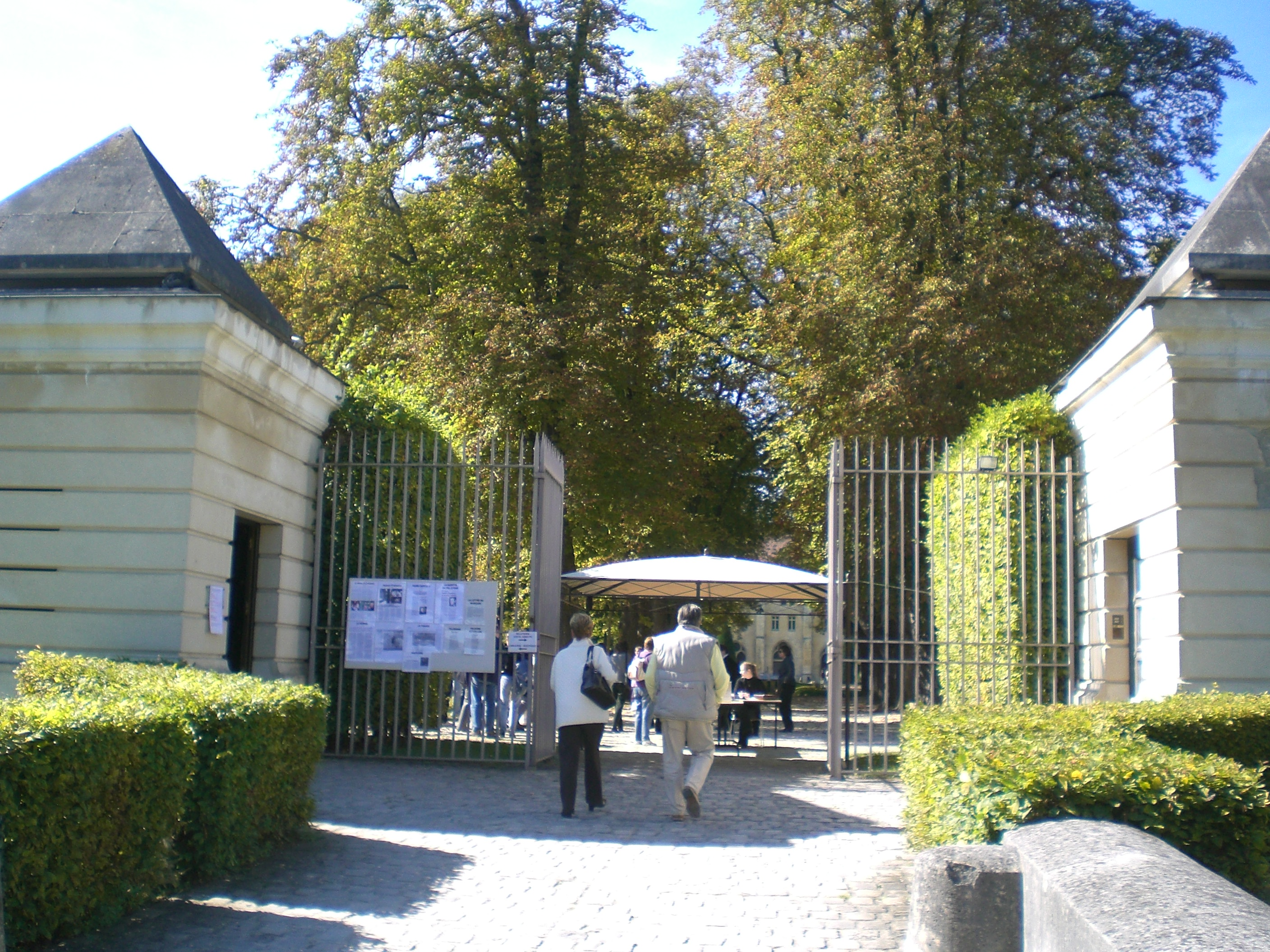
Entrée des visiteurs.

Royaumont constitue l'ensemble cistercien le plus grand et le plus complet en Île-de-France : seule l'église, le bâtiment des novices et certains bâtiments d'annexe ont disparu. L'abbaye est ouverte au public tous les jours, toute l'année, moyennant un droit d'entrée. Le visiteur entre aujourd'hui par l'est, alors que l'accès se faisait initialement par le côté opposé, où se situe le palais abbatial.
La visite ne concerne que l'abbaye cistercienne médiévale et la partie du domaine repris par la congrégation des Oblats de Marie-Immaculée en 1864. À l'extérieur, il est possible de faire le tour de l'ensemble de l'abbaye, mais au sud et à l'ouest, le terrain est trop étroit pour pouvoir contempler le réfectoire des moines et le bâtiment des convers avec du recul. L'entrée vers l'intérieur de l'abbaye s'effectue par le passage-parloir dans le bâtiment des moines. Le cloître et quatre salles du rez-de-chaussée sont ouvertes à la visite, à savoir la salle du chapitre (divisée en deux parties), la sacristie, le réfectoire des moines et la cuisine.
Le logis abbatial extérieurement achevé en 1787 et classé monument historique avec ses vastes jardins ne se visite pas, tout comme la ferme de l'abbaye aménagée dans des anciens bâtiments industriels de la première moitié du XIXe siècle, au nord. Les différents bois délimités au nord par la vieille Thève avec la zone des étangs à l'ouest, délimitée par l'Oise, sont interdits d'accès.

## Héraldique
| Blason de Abbaye de Royaumont | Blason  | Écartelé au 1) et 4) d'azur à trois lys d'or et au 2) et 3) de gueules à trois tours d’argent. |
| Blason de Abbaye de Royaumont | Détails | Les lys pour le roi Louis et les tours pour Blanche de Castille.                               |

## Personnages célèbres
- Vincent de Beauvais.

## L'abbaye de Royaumont au cinéma et à la télévision
Plusieurs films ont été tournés, en partie, à l'abbaye de Royaumont, dont :
- 1937 : Les Perles de la couronne de Sacha Guitry et Christian-Jaque
- 1946 : La Belle et la Bête de Jean Cocteau
- 1964 : Les Amitiés particulières de Jean Delannoy
- 1966 : Du mou dans la gâchette de Louis Grospierre
- 1969 : Mon oncle Benjamin d’Édouard Molinaro
- 1969 : Hibernatus d’Édouard Molinaro
- 1971 : série télévisée Quentin Durward de Gilles Grangier
- 1973 : Joseph Balsamo d'André Hunebelle
- 1988 : Chouans ! de Philippe de Broca
- 1992 : Sup de fric de Christian Gion
- 2002 : Monsieur N. d’Antoine de Caunes
- 2005 : Aurore de Nils Tavernier
- 2010 : Gainsbourg (vie héroïque)  de Joann Sfar
- 2015 : What The Cut #37 de Antoine Daniel
- 2016 : Versailles (saison 2 épisode 7)
- 2023 : Les Trois Mousquetaires : D'Artagnan
- 2023 : The Walking Dead: Daryl Dixon saison 1 épisode 1[68].

- 2024 : le clip de la pluie du chanteur SCH dans le réfectoire des moines.

En 2018, des séquences ont également été tournées à l'abbaye dans le cadre d'un numéro de l'émission Secrets d'Histoire consacré à Blanche de Castille, intitulé Blanche de Castille, la reine mère a du caractère..., diffusé le 5 juillet 2018 sur France 2.